# Eredivisie 2019/20 (mannenvoetbal)/Wedstrijden
De wedstrijden van het Nederlandse Eredivisie voetbal uit het seizoen 2019/20 was het 64e seizoen van de hoogste Nederlandse voetbalcompetitie voor mannen. Aan de competitie namen achttien clubs deel. Het seizoen zou uit 34 speelronden van elk negen wedstrijden bestaan, gevolgd door een play-off. De competitie werd geopend op 2 augustus 2019 met een wedstrijd tussen PEC Zwolle en Willem II. De laatste wedstrijd werd gespeeld op 8 maart 2020 in speelronde 26. De competitie werd hierna stilgelegd door de coronacrisis in Nederland. Door de gevolgen van de coronacrisis in Nederland heeft de overheid besloten dat de wedstrijden in het betaald voetbal werden verboden tot minstens 1 september 2020. Hierdoor kon de competitie niet meer hervat worden.

## Speelronde 1
|                           |            |         |                                      | |
| 2 augustus 2019 20:00 uur | PEC Zwolle | 1 – 3   | Willem II                            | Stadion: MAC³PARK stadion, Zwolle Toeschouwers: 13.824 Scheidsrechter: Manschot Video-assistent: Bax |
| 2 augustus 2019 20:00 uur | Thy 39'    | Verslag | 41', 72' Pavlidis 47' (e.d.) Leemans | Stadion: MAC³PARK stadion, Zwolle Toeschouwers: 13.824 Scheidsrechter: Manschot Video-assistent: Bax |
| 2 augustus 2019 20:00 uur |            |         |                                      | Stadion: MAC³PARK stadion, Zwolle Toeschouwers: 13.824 Scheidsrechter: Manschot Video-assistent: Bax |
| 2 augustus 2019 20:00 uur |            |         |                                      | Stadion: MAC³PARK stadion, Zwolle Toeschouwers: 13.824 Scheidsrechter: Manschot Video-assistent: Bax |
|                           |            |         |                                      | |

|                           |                               |         |                           |                                                                                                   |
| 3 augustus 2019 18:30 uur | Vitesse                       | 2 – 2   | Ajax                      | Stadion: GelreDome, Arnhem Toeschouwers: 18.100 Scheidsrechter: Nijhuis Video-assistent: Makkelie |
| 3 augustus 2019 18:30 uur | Bero 13' Bazoer 55', 82', 85' | Verslag | 30' Van de Beek 75' Tadić | Stadion: GelreDome, Arnhem Toeschouwers: 18.100 Scheidsrechter: Nijhuis Video-assistent: Makkelie |
| 3 augustus 2019 18:30 uur |                               |         |                           | Stadion: GelreDome, Arnhem Toeschouwers: 18.100 Scheidsrechter: Nijhuis Video-assistent: Makkelie |
| 3 augustus 2019 18:30 uur |                               |         |                           | Stadion: GelreDome, Arnhem Toeschouwers: 18.100 Scheidsrechter: Nijhuis Video-assistent: Makkelie |
|                           |                               |         |                           |                                                                                                   |

|                           |          |         |              | |
| 3 augustus 2019 18:30 uur | FC Emmen | 0 – 1   | FC Groningen | Stadion: De Oude Meerdijk, Emmen Toeschouwers: 8.245 Scheidsrechter: Van Boekel Video-assistent: Van de Graaf |
| 3 augustus 2019 18:30 uur |          | Verslag | 87' Hrustić  | Stadion: De Oude Meerdijk, Emmen Toeschouwers: 8.245 Scheidsrechter: Van Boekel Video-assistent: Van de Graaf |
| 3 augustus 2019 18:30 uur |          |         |              | Stadion: De Oude Meerdijk, Emmen Toeschouwers: 8.245 Scheidsrechter: Van Boekel Video-assistent: Van de Graaf |
| 3 augustus 2019 18:30 uur |          |         |              | Stadion: De Oude Meerdijk, Emmen Toeschouwers: 8.245 Scheidsrechter: Van Boekel Video-assistent: Van de Graaf |
|                           |          |         |              | |

|                           |             |         |              | |
| 3 augustus 2019 20:45 uur | FC Twente   | 1 – 1   | PSV          | Stadion: De Grolsch Veste, Enschede Toeschouwers: 27.200 Scheidsrechter: Gözübüyük Video-assistent: Lindhout |
| 3 augustus 2019 20:45 uur | Nakamura 8' | Verslag | 65' Dumfries | Stadion: De Grolsch Veste, Enschede Toeschouwers: 27.200 Scheidsrechter: Gözübüyük Video-assistent: Lindhout |
| 3 augustus 2019 20:45 uur |             |         |              | Stadion: De Grolsch Veste, Enschede Toeschouwers: 27.200 Scheidsrechter: Gözübüyük Video-assistent: Lindhout |
| 3 augustus 2019 20:45 uur |             |         |              | Stadion: De Grolsch Veste, Enschede Toeschouwers: 27.200 Scheidsrechter: Gözübüyük Video-assistent: Lindhout |
|                           |             |         |              | |

|                           |                                             |         |              | |
| 3 augustus 2019 20:45 uur | VVV-Venlo                                   | 3 – 1   | RKC Waalwijk | Stadion: Covebo Stadion - De Koel -, Venlo Toeschouwers: 5.560 Scheidsrechter: Kooij Video-assistent: Dieperink |
| 3 augustus 2019 20:45 uur | Soriano 51' Opoku 61' (pen.) Van Ooijen 87' | Verslag | 11' Delcroix | Stadion: Covebo Stadion - De Koel -, Venlo Toeschouwers: 5.560 Scheidsrechter: Kooij Video-assistent: Dieperink |
| 3 augustus 2019 20:45 uur |                                             |         |              | Stadion: Covebo Stadion - De Koel -, Venlo Toeschouwers: 5.560 Scheidsrechter: Kooij Video-assistent: Dieperink |
| 3 augustus 2019 20:45 uur |                                             |         |              | Stadion: Covebo Stadion - De Koel -, Venlo Toeschouwers: 5.560 Scheidsrechter: Kooij Video-assistent: Dieperink |
|                           |                                             |         |              | |

|                           |                 |         |                                                   |                                                                                                 |
| 4 augustus 2019 12:15 uur | Heracles Almelo | 0 – 4   | sc Heerenveen                                     | Stadion: Erve Asito, Almelo Toeschouwers: 9.640 Scheidsrechter: Martens Video-assistent: Mulder |
| 4 augustus 2019 12:15 uur |                 | Verslag | 8' Drešević 17' Bruijn 28' Van Bergen 90+2' Ejuke | Stadion: Erve Asito, Almelo Toeschouwers: 9.640 Scheidsrechter: Martens Video-assistent: Mulder |
| 4 augustus 2019 12:15 uur |                 |         |                                                   | Stadion: Erve Asito, Almelo Toeschouwers: 9.640 Scheidsrechter: Martens Video-assistent: Mulder |
| 4 augustus 2019 12:15 uur |                 |         |                                                   | Stadion: Erve Asito, Almelo Toeschouwers: 9.640 Scheidsrechter: Martens Video-assistent: Mulder |
|                           |                 |         |                                                   |                                                                                                 |

|                           |                            |         |                        | |
| 4 augustus 2019 14:30 uur | Feyenoord                  | 2 – 2   | Sparta Rotterdam       | Stadion: Stadion Feijenoord, Rotterdam Toeschouwers: 45.585 Scheidsrechter: Makkelie Video-assistent: Kamphuis |
| 4 augustus 2019 14:30 uur | Berghuis 66' Larsson 90+5' | Verslag | 49' Rayhi 74' Veldwijk | Stadion: Stadion Feijenoord, Rotterdam Toeschouwers: 45.585 Scheidsrechter: Makkelie Video-assistent: Kamphuis |
| 4 augustus 2019 14:30 uur |                            |         |                        | Stadion: Stadion Feijenoord, Rotterdam Toeschouwers: 45.585 Scheidsrechter: Makkelie Video-assistent: Kamphuis |
| 4 augustus 2019 14:30 uur |                            |         |                        | Stadion: Stadion Feijenoord, Rotterdam Toeschouwers: 45.585 Scheidsrechter: Makkelie Video-assistent: Kamphuis |
|                           |                            |         |                        | |

|                           |                            |         |                                                           | |
| 4 augustus 2019 16:45 uur | ADO Den Haag               | 2 – 4   | FC Utrecht                                                | Stadion: Cars Jeans Stadion, Den Haag Toeschouwers: 10.633 Scheidsrechter: Blom Video-assistent: Pérez |
| 4 augustus 2019 16:45 uur | Meijers 21' Falkenburg 25' | Verslag | 36' (e.d.) Zwinkels 44' Kerk 52' (e.d.) Immers 63' Venema | Stadion: Cars Jeans Stadion, Den Haag Toeschouwers: 10.633 Scheidsrechter: Blom Video-assistent: Pérez |
| 4 augustus 2019 16:45 uur |                            |         |                                                           | Stadion: Cars Jeans Stadion, Den Haag Toeschouwers: 10.633 Scheidsrechter: Blom Video-assistent: Pérez |
| 4 augustus 2019 16:45 uur |                            |         |                                                           | Stadion: Cars Jeans Stadion, Den Haag Toeschouwers: 10.633 Scheidsrechter: Blom Video-assistent: Pérez |
|                           |                            |         |                                                           | |

|                           |                                              |         |                 |                                                                                                  |
| 4 augustus 2019 20:00 uur | AZ                                           | 4 – 0   | Fortuna Sittard | Stadion: AFAS Stadion, Alkmaar Toeschouwers: 12.858 Scheidsrechter: Higler Video-assistent: Bijl |
| 4 augustus 2019 20:00 uur | Vlaar 53' Idrissi 55' Boadu 59' Sugawara 83' | Verslag |                 | Stadion: AFAS Stadion, Alkmaar Toeschouwers: 12.858 Scheidsrechter: Higler Video-assistent: Bijl |
| 4 augustus 2019 20:00 uur |                                              |         |                 | Stadion: AFAS Stadion, Alkmaar Toeschouwers: 12.858 Scheidsrechter: Higler Video-assistent: Bijl |
| 4 augustus 2019 20:00 uur |                                              |         |                 | Stadion: AFAS Stadion, Alkmaar Toeschouwers: 12.858 Scheidsrechter: Higler Video-assistent: Bijl |
|                           |                                              |         |                 |                                                                                                  |

## Speelronde 2
|                           |                                                  |         |                | |
| 9 augustus 2019 20:00 uur | Sparta Rotterdam                                 | 4 – 1   | VVV-Venlo      | Stadion: Het Kasteel, Rotterdam Toeschouwers: 10.012 Scheidsrechter: Nijhuis Video-assistent: Blank |
| 9 augustus 2019 20:00 uur | Dervişoğlu 56' Ache 61' Harroui 83' Veldwijk 89' | Verslag | 20' Van Ooijen | Stadion: Het Kasteel, Rotterdam Toeschouwers: 10.012 Scheidsrechter: Nijhuis Video-assistent: Blank |
| 9 augustus 2019 20:00 uur |                                                  |         |                | Stadion: Het Kasteel, Rotterdam Toeschouwers: 10.012 Scheidsrechter: Nijhuis Video-assistent: Blank |
| 9 augustus 2019 20:00 uur |                                                  |         |                | Stadion: Het Kasteel, Rotterdam Toeschouwers: 10.012 Scheidsrechter: Nijhuis Video-assistent: Blank |
|                           |                                                  |         |                | |

|                            |                                        |         |                                                    | |
| 10 augustus 2019 18:30 uur | FC Groningen                           | 1 – 3   | FC Twente                                          | Stadion: Hitachi Capital Mobility Stadion, Groningen Toeschouwers: 19.049 Scheidsrechter: Bax Video-assistent: Kooij |
| 10 augustus 2019 18:30 uur | Lundqvist 41' Te Wierik 45+2' Doan 84' | Verslag | 55' Nakamura 70' (pen.) Cantalapiedra 90+6' Vučkić | Stadion: Hitachi Capital Mobility Stadion, Groningen Toeschouwers: 19.049 Scheidsrechter: Bax Video-assistent: Kooij |
| 10 augustus 2019 18:30 uur |                                        |         |                                                    | Stadion: Hitachi Capital Mobility Stadion, Groningen Toeschouwers: 19.049 Scheidsrechter: Bax Video-assistent: Kooij |
| 10 augustus 2019 18:30 uur |                                        |         |                                                    | Stadion: Hitachi Capital Mobility Stadion, Groningen Toeschouwers: 19.049 Scheidsrechter: Bax Video-assistent: Kooij |
|                            |                                        |         |                                                    | |

|                            |                                                         |         |          | |
| 10 augustus 2019 19:45 uur | Ajax                                                    | 5 – 0   | FC Emmen | Stadion: Johan Cruijff ArenA, Amsterdam Toeschouwers: 53.124 Scheidsrechter: Gözübüyük Video-assistent: Manschot |
| 10 augustus 2019 19:45 uur | Van de Beek 27' Ziyech 47' Tadić 66' Huntelaar 80', 88' | Verslag |          | Stadion: Johan Cruijff ArenA, Amsterdam Toeschouwers: 53.124 Scheidsrechter: Gözübüyük Video-assistent: Manschot |
| 10 augustus 2019 19:45 uur |                                                         |         |          | Stadion: Johan Cruijff ArenA, Amsterdam Toeschouwers: 53.124 Scheidsrechter: Gözübüyük Video-assistent: Manschot |
| 10 augustus 2019 19:45 uur |                                                         |         |          | Stadion: Johan Cruijff ArenA, Amsterdam Toeschouwers: 53.124 Scheidsrechter: Gözübüyük Video-assistent: Manschot |
|                            |                                                         |         |          | |

|                            |           |         |                     | |
| 10 augustus 2019 20:45 uur | Willem II | 0 – 2   | Vitesse             | Stadion: Koning Willem II Stadion, Tilburg Toeschouwers: 12.825 Scheidsrechter: Van de Graaf Video-assistent: Higler |
| 10 augustus 2019 20:45 uur |           | Verslag | 55' Grot 70' Matavž | Stadion: Koning Willem II Stadion, Tilburg Toeschouwers: 12.825 Scheidsrechter: Van de Graaf Video-assistent: Higler |
| 10 augustus 2019 20:45 uur |           |         |                     | Stadion: Koning Willem II Stadion, Tilburg Toeschouwers: 12.825 Scheidsrechter: Van de Graaf Video-assistent: Higler |
| 10 augustus 2019 20:45 uur |           |         |                     | Stadion: Koning Willem II Stadion, Tilburg Toeschouwers: 12.825 Scheidsrechter: Van de Graaf Video-assistent: Higler |
|                            |           |         |                     | |

|                            |                      |         |                   | |
| 11 augustus 2019 12:15 uur | Fortuna Sittard      | 1 – 1   | Heracles Almelo   | Stadion: Fortuna Sittard Stadion, Sittard Toeschouwers: 5.866 Scheidsrechter: Blom Video-assistent: Teuben |
| 11 augustus 2019 12:15 uur | Diemers 90+6' (pen.) | Verslag | 59' Van der Water | Stadion: Fortuna Sittard Stadion, Sittard Toeschouwers: 5.866 Scheidsrechter: Blom Video-assistent: Teuben |
| 11 augustus 2019 12:15 uur |                      |         |                   | Stadion: Fortuna Sittard Stadion, Sittard Toeschouwers: 5.866 Scheidsrechter: Blom Video-assistent: Teuben |
| 11 augustus 2019 12:15 uur |                      |         |                   | Stadion: Fortuna Sittard Stadion, Sittard Toeschouwers: 5.866 Scheidsrechter: Blom Video-assistent: Teuben |
|                            |                      |         |                   | |

|                            |               |         |                       | |
| 11 augustus 2019 14:30 uur | sc Heerenveen | 1 – 1   | Feyenoord             | Stadion: Abe Lenstra Stadion, Heerenveen Toeschouwers: 18.600 Scheidsrechter: Kamphuis Video-assistent: Nijhuis |
| 11 augustus 2019 14:30 uur | Drešević 80'  | Verslag | 45+2' (pen.) Berghuis | Stadion: Abe Lenstra Stadion, Heerenveen Toeschouwers: 18.600 Scheidsrechter: Kamphuis Video-assistent: Nijhuis |
| 11 augustus 2019 14:30 uur |               |         |                       | Stadion: Abe Lenstra Stadion, Heerenveen Toeschouwers: 18.600 Scheidsrechter: Kamphuis Video-assistent: Nijhuis |
| 11 augustus 2019 14:30 uur |               |         |                       | Stadion: Abe Lenstra Stadion, Heerenveen Toeschouwers: 18.600 Scheidsrechter: Kamphuis Video-assistent: Nijhuis |
|                            |               |         |                       | |

|                            |              |         |                    | |
| 11 augustus 2019 14:30 uur | RKC Waalwijk | 0 – 2   | AZ                 | Stadion: Mandemakers Stadion, Waalwijk Toeschouwers: 6.023 Scheidsrechter: Lindhout Video-assistent: Ruperti |
| 11 augustus 2019 14:30 uur | Gaari 53'    | Verslag | 35', 45+3' Idrissi | Stadion: Mandemakers Stadion, Waalwijk Toeschouwers: 6.023 Scheidsrechter: Lindhout Video-assistent: Ruperti |
| 11 augustus 2019 14:30 uur |              |         |                    | Stadion: Mandemakers Stadion, Waalwijk Toeschouwers: 6.023 Scheidsrechter: Lindhout Video-assistent: Ruperti |
| 11 augustus 2019 14:30 uur |              |         |                    | Stadion: Mandemakers Stadion, Waalwijk Toeschouwers: 6.023 Scheidsrechter: Lindhout Video-assistent: Ruperti |
|                            |              |         |                    | |

|                            |                                                    |         |            | |
| 11 augustus 2019 16:45 uur | FC Utrecht                                         | 3 – 1   | PEC Zwolle | Stadion: Stadion Galgenwaard, Utrecht Toeschouwers: 18.736 Scheidsrechter: Mulder Video-assistent: Van den Kerkhof |
| 11 augustus 2019 16:45 uur | Van de Streek 47' Gustafson 49' (pen.) Janssen 73' | Verslag | 16' Hamer  | Stadion: Stadion Galgenwaard, Utrecht Toeschouwers: 18.736 Scheidsrechter: Mulder Video-assistent: Van den Kerkhof |
| 11 augustus 2019 16:45 uur |                                                    |         |            | Stadion: Stadion Galgenwaard, Utrecht Toeschouwers: 18.736 Scheidsrechter: Mulder Video-assistent: Van den Kerkhof |
| 11 augustus 2019 16:45 uur |                                                    |         |            | Stadion: Stadion Galgenwaard, Utrecht Toeschouwers: 18.736 Scheidsrechter: Mulder Video-assistent: Van den Kerkhof |
|                            |                                                    |         |            | |

|                            |                                 |         |              | |
| 11 augustus 2019 20:00 uur | PSV                             | 3 – 1   | ADO Den Haag | Stadion: Philips Stadion, Eindhoven Toeschouwers: 32.000 Scheidsrechter: Makkelie Video-assistent: Van Boekel |
| 11 augustus 2019 20:00 uur | Bruma 44' Malen 52' Gakpo 90+1' | Verslag | 33' Necid    | Stadion: Philips Stadion, Eindhoven Toeschouwers: 32.000 Scheidsrechter: Makkelie Video-assistent: Van Boekel |
| 11 augustus 2019 20:00 uur |                                 |         |              | Stadion: Philips Stadion, Eindhoven Toeschouwers: 32.000 Scheidsrechter: Makkelie Video-assistent: Van Boekel |
| 11 augustus 2019 20:00 uur |                                 |         |              | Stadion: Philips Stadion, Eindhoven Toeschouwers: 32.000 Scheidsrechter: Makkelie Video-assistent: Van Boekel |
|                            |                                 |         |              | |

## Speelronde 3
|                            |                                             |         |            |                                                                                                |
| 16 augustus 2019 20:00 uur | Vitesse                                     | 3 – 0   | PEC Zwolle | Stadion: GelreDome, Arnhem Toeschouwers: 12.273 Scheidsrechter: Dieperink Video-assistent: Bax |
| 16 augustus 2019 20:00 uur | Matavž 52' (pen.) Karavajev 64' Linssen 80' | Verslag |            | Stadion: GelreDome, Arnhem Toeschouwers: 12.273 Scheidsrechter: Dieperink Video-assistent: Bax |
| 16 augustus 2019 20:00 uur |                                             |         |            | Stadion: GelreDome, Arnhem Toeschouwers: 12.273 Scheidsrechter: Dieperink Video-assistent: Bax |
| 16 augustus 2019 20:00 uur |                                             |         |            | Stadion: GelreDome, Arnhem Toeschouwers: 12.273 Scheidsrechter: Dieperink Video-assistent: Bax |
|                            |                                             |         |            |                                                                                                |

|                            |              |         |                  | |
| 17 augustus 2019 18:30 uur | ADO Den Haag | 1 – 2   | Sparta Rotterdam | Stadion: Cars Jeans Stadion, Den Haag Toeschouwers: 12.479 Scheidsrechter: Higler Video-assistent: Gözübüyük |
| 17 augustus 2019 18:30 uur | Immers 79'   | Verslag | 26', 43' Rayhi   | Stadion: Cars Jeans Stadion, Den Haag Toeschouwers: 12.479 Scheidsrechter: Higler Video-assistent: Gözübüyük |
| 17 augustus 2019 18:30 uur |              |         |                  | Stadion: Cars Jeans Stadion, Den Haag Toeschouwers: 12.479 Scheidsrechter: Higler Video-assistent: Gözübüyük |
| 17 augustus 2019 18:30 uur |              |         |                  | Stadion: Cars Jeans Stadion, Den Haag Toeschouwers: 12.479 Scheidsrechter: Higler Video-assistent: Gözübüyük |
|                            |              |         |                  | |

|                            |               |         |                                                     | |
| 17 augustus 2019 18:30 uur | VVV-Venlo     | 1 – 4   | Ajax                                                | Stadion: Covebo Stadion - De Koel -, Venlo Toeschouwers: 8.000 Scheidsrechter: Makkelie Video-assistent: Kamphuis |
| 17 augustus 2019 18:30 uur | Linthorst 89' | Verslag | 44' Ziyech 49' (pen.) Tadić 66' Huntelaar 76' Neres | Stadion: Covebo Stadion - De Koel -, Venlo Toeschouwers: 8.000 Scheidsrechter: Makkelie Video-assistent: Kamphuis |
| 17 augustus 2019 18:30 uur |               |         |                                                     | Stadion: Covebo Stadion - De Koel -, Venlo Toeschouwers: 8.000 Scheidsrechter: Makkelie Video-assistent: Kamphuis |
| 17 augustus 2019 18:30 uur |               |         |                                                     | Stadion: Covebo Stadion - De Koel -, Venlo Toeschouwers: 8.000 Scheidsrechter: Makkelie Video-assistent: Kamphuis |
|                            |               |         |                                                     | |

|                            |                     |         |               | |
| 17 augustus 2019 20:45 uur | FC Emmen            | 2 – 0   | sc Heerenveen | Stadion: De Oude Meerdijk, Emmen Toeschouwers: 8.145 Scheidsrechter: Nijhuis Video-assistent: Ruperti |
| 17 augustus 2019 20:45 uur | Laursen 4' Bijl 41' | Verslag |               | Stadion: De Oude Meerdijk, Emmen Toeschouwers: 8.145 Scheidsrechter: Nijhuis Video-assistent: Ruperti |
| 17 augustus 2019 20:45 uur |                     |         |               | Stadion: De Oude Meerdijk, Emmen Toeschouwers: 8.145 Scheidsrechter: Nijhuis Video-assistent: Ruperti |
| 17 augustus 2019 20:45 uur |                     |         |               | Stadion: De Oude Meerdijk, Emmen Toeschouwers: 8.145 Scheidsrechter: Nijhuis Video-assistent: Ruperti |
|                            |                     |         |               | |

|                            |                   |         |                                      | |
| 18 augustus 2019 12:15 uur | Fortuna Sittard   | 2 – 3   | Willem II                            | Stadion: Fortuna Sittard Stadion, Sittard Toeschouwers: 7.273 Scheidsrechter: Lindhout Video-assistent: Mulder |
| 18 augustus 2019 12:15 uur | Damașcan 18', 51' | Verslag | 23' Vrousai 29' (pen.), 45' Pavlidis | Stadion: Fortuna Sittard Stadion, Sittard Toeschouwers: 7.273 Scheidsrechter: Lindhout Video-assistent: Mulder |
| 18 augustus 2019 12:15 uur |                   |         |                                      | Stadion: Fortuna Sittard Stadion, Sittard Toeschouwers: 7.273 Scheidsrechter: Lindhout Video-assistent: Mulder |
| 18 augustus 2019 12:15 uur |                   |         |                                      | Stadion: Fortuna Sittard Stadion, Sittard Toeschouwers: 7.273 Scheidsrechter: Lindhout Video-assistent: Mulder |
|                            |                   |         |                                      | |

|                            |                                |         |                                        | |
| 18 augustus 2019 14:30 uur | FC Twente                      | 3 – 3   | RKC Waalwijk                           | Stadion: De Grolsch Veste, Enschede Toeschouwers: 25.700 Scheidsrechter: Pérez Video-assistent: Gerrets |
| 18 augustus 2019 14:30 uur | Vučkić 64', 90' Zekhnini 90+2' | Verslag | 24' Tahiri 78' Van Weert 90+3' Quasten | Stadion: De Grolsch Veste, Enschede Toeschouwers: 25.700 Scheidsrechter: Pérez Video-assistent: Gerrets |
| 18 augustus 2019 14:30 uur |                                |         |                                        | Stadion: De Grolsch Veste, Enschede Toeschouwers: 25.700 Scheidsrechter: Pérez Video-assistent: Gerrets |
| 18 augustus 2019 14:30 uur |                                |         |                                        | Stadion: De Grolsch Veste, Enschede Toeschouwers: 25.700 Scheidsrechter: Pérez Video-assistent: Gerrets |
|                            |                                |         |                                        | |

|                            |           |         |            | |
| 18 augustus 2019 16:45 uur | Feyenoord | 1 – 1   | FC Utrecht | Stadion: Stadion Feijenoord, Rotterdam Toeschouwers: 44.352 Scheidsrechter: Van Boekel Video-assistent: Makkelie |
| 18 augustus 2019 16:45 uur | Haps 51'  | Verslag | 9' Abass   | Stadion: Stadion Feijenoord, Rotterdam Toeschouwers: 44.352 Scheidsrechter: Van Boekel Video-assistent: Makkelie |
| 18 augustus 2019 16:45 uur |           |         |            | Stadion: Stadion Feijenoord, Rotterdam Toeschouwers: 44.352 Scheidsrechter: Van Boekel Video-assistent: Makkelie |
| 18 augustus 2019 16:45 uur |           |         |            | Stadion: Stadion Feijenoord, Rotterdam Toeschouwers: 44.352 Scheidsrechter: Van Boekel Video-assistent: Makkelie |
|                            |           |         |            | |

|                            |         |       |              | |
| 18 augustus 2019 16:45 uur | AZ      | 0 – 0 | FC Groningen | Stadion: Cars Jeans Stadion, Den Haag Toeschouwers: 8.563 Scheidsrechter: Gözübüyük Video-assistent: Blom |
| 18 augustus 2019 16:45 uur | Verslag |       |              | Stadion: Cars Jeans Stadion, Den Haag Toeschouwers: 8.563 Scheidsrechter: Gözübüyük Video-assistent: Blom |
| 18 augustus 2019 16:45 uur |         |       |              | Stadion: Cars Jeans Stadion, Den Haag Toeschouwers: 8.563 Scheidsrechter: Gözübüyük Video-assistent: Blom |
| 18 augustus 2019 16:45 uur |         |       |              | Stadion: Cars Jeans Stadion, Den Haag Toeschouwers: 8.563 Scheidsrechter: Gözübüyük Video-assistent: Blom |
|                            |         |       |              | |

|                            |                 |         |                            | |
| 18 augustus 2019 20:00 uur | Heracles Almelo | 0 – 2   | PSV                        | Stadion: Erve Asito, Almelo Toeschouwers: 10.063 Scheidsrechter: Kamphuis Video-assistent: Van den Kerkhof |
| 18 augustus 2019 20:00 uur |                 | Verslag | 16' Bergwijn 58' Ihattaren | Stadion: Erve Asito, Almelo Toeschouwers: 10.063 Scheidsrechter: Kamphuis Video-assistent: Van den Kerkhof |
| 18 augustus 2019 20:00 uur |                 |         |                            | Stadion: Erve Asito, Almelo Toeschouwers: 10.063 Scheidsrechter: Kamphuis Video-assistent: Van den Kerkhof |
| 18 augustus 2019 20:00 uur |                 |         |                            | Stadion: Erve Asito, Almelo Toeschouwers: 10.063 Scheidsrechter: Kamphuis Video-assistent: Van den Kerkhof |
|                            |                 |         |                            | |

## Speelronde 4
|                            |                  |         |                  | |
| 24 augustus 2019 18:30 uur | Willem II        | 2 – 1   | FC Emmen         | Stadion: Koning Willem II Stadion, Tilburg Toeschouwers: 13.300 Scheidsrechter: Mulder Video-assistent: Dieperink |
| 24 augustus 2019 18:30 uur | Köhlert 33', 72' | Verslag | 58' (pen.) Kolar | Stadion: Koning Willem II Stadion, Tilburg Toeschouwers: 13.300 Scheidsrechter: Mulder Video-assistent: Dieperink |
| 24 augustus 2019 18:30 uur |                  |         |                  | Stadion: Koning Willem II Stadion, Tilburg Toeschouwers: 13.300 Scheidsrechter: Mulder Video-assistent: Dieperink |
| 24 augustus 2019 18:30 uur |                  |         |                  | Stadion: Koning Willem II Stadion, Tilburg Toeschouwers: 13.300 Scheidsrechter: Mulder Video-assistent: Dieperink |
|                            |                  |         |                  | |

|                            |                 |         |             |                                                                                                   |
| 24 augustus 2019 19:45 uur | Heracles Almelo | 1 – 1   | Vitesse     | Stadion: Erve Asito, Almelo Toeschouwers: 9.344 Scheidsrechter: Manschot Video-assistent: Nijhuis |
| 24 augustus 2019 19:45 uur | Dessers 80'     | Verslag | 66' Linssen | Stadion: Erve Asito, Almelo Toeschouwers: 9.344 Scheidsrechter: Manschot Video-assistent: Nijhuis |
| 24 augustus 2019 19:45 uur |                 |         |             | Stadion: Erve Asito, Almelo Toeschouwers: 9.344 Scheidsrechter: Manschot Video-assistent: Nijhuis |
| 24 augustus 2019 19:45 uur |                 |         |             | Stadion: Erve Asito, Almelo Toeschouwers: 9.344 Scheidsrechter: Manschot Video-assistent: Nijhuis |
|                            |                 |         |             |                                                                                                   |

|                            |               |       |           | |
| 24 augustus 2019 20:45 uur | sc Heerenveen | 0 – 0 | FC Twente | Stadion: Abe Lenstra Stadion, Heerenveen Toeschouwers: 16.328 Scheidsrechter: Van Boekel Video-assistent: Makkelie |
| 24 augustus 2019 20:45 uur | Verslag       |       |           | Stadion: Abe Lenstra Stadion, Heerenveen Toeschouwers: 16.328 Scheidsrechter: Van Boekel Video-assistent: Makkelie |
| 24 augustus 2019 20:45 uur |               |       |           | Stadion: Abe Lenstra Stadion, Heerenveen Toeschouwers: 16.328 Scheidsrechter: Van Boekel Video-assistent: Makkelie |
| 24 augustus 2019 20:45 uur |               |       |           | Stadion: Abe Lenstra Stadion, Heerenveen Toeschouwers: 16.328 Scheidsrechter: Van Boekel Video-assistent: Makkelie |
|                            |               |       |           | |

|                            |              |         |                                                         | |
| 25 augustus 2019 12:15 uur | RKC Waalwijk | 0 – 3   | ADO Den Haag                                            | Stadion: Mandemakers Stadion, Waalwijk Toeschouwers: 5.034 Scheidsrechter: Van de Graaf Video-assistent: Bijl |
| 25 augustus 2019 12:15 uur |              | Verslag | 19' Beugelsdijk 57', 83' (pen.) Necid 12', 90+3' Bakker | Stadion: Mandemakers Stadion, Waalwijk Toeschouwers: 5.034 Scheidsrechter: Van de Graaf Video-assistent: Bijl |
| 25 augustus 2019 12:15 uur |              |         |                                                         | Stadion: Mandemakers Stadion, Waalwijk Toeschouwers: 5.034 Scheidsrechter: Van de Graaf Video-assistent: Bijl |
| 25 augustus 2019 12:15 uur |              |         |                                                         | Stadion: Mandemakers Stadion, Waalwijk Toeschouwers: 5.034 Scheidsrechter: Van de Graaf Video-assistent: Bijl |
|                            |              |         |                                                         | |

|                            |            |         |                    | |
| 25 augustus 2019 14:30 uur | FC Utrecht | 1 – 2   | VVV-Venlo          | Stadion: Stadion Galgenwaard, Utrecht Toeschouwers: 17.986 Scheidsrechter: Kamphuis Video-assistent: Ruperti |
| 25 augustus 2019 14:30 uur | Dalmau 76' | Verslag | 37', 44' Linthorst | Stadion: Stadion Galgenwaard, Utrecht Toeschouwers: 17.986 Scheidsrechter: Kamphuis Video-assistent: Ruperti |
| 25 augustus 2019 14:30 uur |            |         |                    | Stadion: Stadion Galgenwaard, Utrecht Toeschouwers: 17.986 Scheidsrechter: Kamphuis Video-assistent: Ruperti |
| 25 augustus 2019 14:30 uur |            |         |                    | Stadion: Stadion Galgenwaard, Utrecht Toeschouwers: 17.986 Scheidsrechter: Kamphuis Video-assistent: Ruperti |
|                            |            |         |                    | |

|                            |                        |         |                      | |
| 25 augustus 2019 16:45 uur | PEC Zwolle             | 2 – 2   | Sparta Rotterdam     | Stadion: MAC³PARK stadion, Zwolle Toeschouwers: 12.532 Scheidsrechter: Gözübüyük Video-assistent: Martens |
| 25 augustus 2019 16:45 uur | Bel Hassani 9' Thy 56' | Verslag | 8' Ache 81' Veldwijk | Stadion: MAC³PARK stadion, Zwolle Toeschouwers: 12.532 Scheidsrechter: Gözübüyük Video-assistent: Martens |
| 25 augustus 2019 16:45 uur |                        |         |                      | Stadion: MAC³PARK stadion, Zwolle Toeschouwers: 12.532 Scheidsrechter: Gözübüyük Video-assistent: Martens |
| 25 augustus 2019 16:45 uur |                        |         |                      | Stadion: MAC³PARK stadion, Zwolle Toeschouwers: 12.532 Scheidsrechter: Gözübüyük Video-assistent: Martens |
|                            |                        |         |                      | |

## Speelronde 5
|                            |           |         |                                       | |
| 30 augustus 2019 20:00 uur | FC Emmen  | 1 – 3   | PEC Zwolle                            | Stadion: De Oude Meerdijk, Emmen Toeschouwers: 8.293 Scheidsrechter: Van den Kerkhof Video-assistent: Higler |
| 30 augustus 2019 20:00 uur | Bakker 6' | Verslag | 17' Johnsen 27' Bruns 38' Bel Hassani | Stadion: De Oude Meerdijk, Emmen Toeschouwers: 8.293 Scheidsrechter: Van den Kerkhof Video-assistent: Higler |
| 30 augustus 2019 20:00 uur |           |         |                                       | Stadion: De Oude Meerdijk, Emmen Toeschouwers: 8.293 Scheidsrechter: Van den Kerkhof Video-assistent: Higler |
| 30 augustus 2019 20:00 uur |           |         |                                       | Stadion: De Oude Meerdijk, Emmen Toeschouwers: 8.293 Scheidsrechter: Van den Kerkhof Video-assistent: Higler |
|                            |           |         |                                       | |

|                            |                    |         |                 | |
| 31 augustus 2019 18:30 uur | sc Heerenveen      | 1 – 1   | Fortuna Sittard | Stadion: Abe Lenstra Stadion, Heerenveen Toeschouwers: 15.128 Scheidsrechter: Van de Graaf Video-assistent: Van Boekel |
| 31 augustus 2019 18:30 uur | Odgaard 36' (pen.) | Verslag | 23' Passlack    | Stadion: Abe Lenstra Stadion, Heerenveen Toeschouwers: 15.128 Scheidsrechter: Van de Graaf Video-assistent: Van Boekel |
| 31 augustus 2019 18:30 uur |                    |         |                 | Stadion: Abe Lenstra Stadion, Heerenveen Toeschouwers: 15.128 Scheidsrechter: Van de Graaf Video-assistent: Van Boekel |
| 31 augustus 2019 18:30 uur |                    |         |                 | Stadion: Abe Lenstra Stadion, Heerenveen Toeschouwers: 15.128 Scheidsrechter: Van de Graaf Video-assistent: Van Boekel |
|                            |                    |         |                 | |

|                            |               |         |                                | |
| 31 augustus 2019 19:45 uur | FC Groningen  | 1 – 2   | Heracles Almelo                | Stadion: Hitachi Capital Mobility Stadion, Groningen Toeschouwers: 15.934 Scheidsrechter: Lindhout Video-assistent: Blom |
| 31 augustus 2019 19:45 uur | Warmerdam 47' | Verslag | 29' Van der Water 62' Czyborra | Stadion: Hitachi Capital Mobility Stadion, Groningen Toeschouwers: 15.934 Scheidsrechter: Lindhout Video-assistent: Blom |
| 31 augustus 2019 19:45 uur |               |         |                                | Stadion: Hitachi Capital Mobility Stadion, Groningen Toeschouwers: 15.934 Scheidsrechter: Lindhout Video-assistent: Blom |
| 31 augustus 2019 19:45 uur |               |         |                                | Stadion: Hitachi Capital Mobility Stadion, Groningen Toeschouwers: 15.934 Scheidsrechter: Lindhout Video-assistent: Blom |
|                            |               |         |                                | |

|                            |              |         |               | |
| 31 augustus 2019 20:45 uur | ADO Den Haag | 1 – 0   | VVV-Venlo     | Stadion: Cars Jeans Stadion, Den Haag Toeschouwers: 10.617 Scheidsrechter: Mulder Video-assistent: Bax |
| 31 augustus 2019 20:45 uur | Pinas 45+1'  | Verslag | 53', 70' Post | Stadion: Cars Jeans Stadion, Den Haag Toeschouwers: 10.617 Scheidsrechter: Mulder Video-assistent: Bax |
| 31 augustus 2019 20:45 uur |              |         |               | Stadion: Cars Jeans Stadion, Den Haag Toeschouwers: 10.617 Scheidsrechter: Mulder Video-assistent: Bax |
| 31 augustus 2019 20:45 uur |              |         |               | Stadion: Cars Jeans Stadion, Den Haag Toeschouwers: 10.617 Scheidsrechter: Mulder Video-assistent: Bax |
|                            |              |         |               | |

|                            |                                                   |         |                         | |
| 1 september 2019 12:15 uur | FC Twente                                         | 3 – 1   | FC Utrecht              | Stadion: De Grolsch Veste, Enschede Toeschouwers: 25.500 Scheidsrechter: Manschot Video-assistent: Van der Eijk |
| 1 september 2019 12:15 uur | Cantalapiedra 22' (pen.), 90+3' (pen.) Vučkić 68' | Verslag | 59' Dalmau 90+3' Guwara | Stadion: De Grolsch Veste, Enschede Toeschouwers: 25.500 Scheidsrechter: Manschot Video-assistent: Van der Eijk |
| 1 september 2019 12:15 uur |                                                   |         |                         | Stadion: De Grolsch Veste, Enschede Toeschouwers: 25.500 Scheidsrechter: Manschot Video-assistent: Van der Eijk |
| 1 september 2019 12:15 uur |                                                   |         |                         | Stadion: De Grolsch Veste, Enschede Toeschouwers: 25.500 Scheidsrechter: Manschot Video-assistent: Van der Eijk |
|                            |                                                   |         |                         | |

|                            |                  |         |                                             | |
| 1 september 2019 14:30 uur | Sparta Rotterdam | 1 – 4   | Ajax                                        | Stadion: Het Kasteel, Rotterdam Toeschouwers: 10.599 Scheidsrechter: Kamphuis Video-assistent: Van Boekel |
| 1 september 2019 14:30 uur | Dervişoğlu 75'   | Verslag | 25' Promes 31', 60' Ziyech 58' (pen.) Tadić | Stadion: Het Kasteel, Rotterdam Toeschouwers: 10.599 Scheidsrechter: Kamphuis Video-assistent: Van Boekel |
| 1 september 2019 14:30 uur |                  |         |                                             | Stadion: Het Kasteel, Rotterdam Toeschouwers: 10.599 Scheidsrechter: Kamphuis Video-assistent: Van Boekel |
| 1 september 2019 14:30 uur |                  |         |                                             | Stadion: Het Kasteel, Rotterdam Toeschouwers: 10.599 Scheidsrechter: Kamphuis Video-assistent: Van Boekel |
|                            |                  |         |                                             | |

|                            |                                |         |                        |                                                                                                |
| 1 september 2019 16:45 uur | Vitesse                        | 2 – 1   | AZ                     | Stadion: GelreDome, Arnhem Toeschouwers: 13.290 Scheidsrechter: Higler Video-assistent: Mulder |
| 1 september 2019 16:45 uur | Matavž 45+1' Bero 90+6' (pen.) | Verslag | 33' (pen.) Koopmeiners | Stadion: GelreDome, Arnhem Toeschouwers: 13.290 Scheidsrechter: Higler Video-assistent: Mulder |
| 1 september 2019 16:45 uur |                                |         |                        | Stadion: GelreDome, Arnhem Toeschouwers: 13.290 Scheidsrechter: Higler Video-assistent: Mulder |
| 1 september 2019 16:45 uur |                                |         |                        | Stadion: GelreDome, Arnhem Toeschouwers: 13.290 Scheidsrechter: Higler Video-assistent: Mulder |
|                            |                                |         |                        |                                                                                                |

|                            |           |         |                     | |
| 1 september 2019 16:45 uur | Willem II | 0 – 1   | Feyenoord           | Stadion: Koning Willem II Stadion, Tilburg Toeschouwers: 13.875 Scheidsrechter: Nijhuis Video-assistent: Van de Graaf |
| 1 september 2019 16:45 uur |           | Verslag | 74' (pen.) Berghuis | Stadion: Koning Willem II Stadion, Tilburg Toeschouwers: 13.875 Scheidsrechter: Nijhuis Video-assistent: Van de Graaf |
| 1 september 2019 16:45 uur |           |         |                     | Stadion: Koning Willem II Stadion, Tilburg Toeschouwers: 13.875 Scheidsrechter: Nijhuis Video-assistent: Van de Graaf |
| 1 september 2019 16:45 uur |           |         |                     | Stadion: Koning Willem II Stadion, Tilburg Toeschouwers: 13.875 Scheidsrechter: Nijhuis Video-assistent: Van de Graaf |
|                            |           |         |                     | |

|                            |                 |         |                                                | |
| 1 september 2019 20:00 uur | RKC Waalwijk    | 1 – 3   | PSV                                            | Stadion: Mandemakers Stadion, Waalwijk Toeschouwers: 7.035 Scheidsrechter: Blom Video-assistent: Lindhout |
| 1 september 2019 20:00 uur | Meulensteen 43' | Verslag | 65' (e.d.) Quasten 76' Baumgartl 78' Mitroglou | Stadion: Mandemakers Stadion, Waalwijk Toeschouwers: 7.035 Scheidsrechter: Blom Video-assistent: Lindhout |
| 1 september 2019 20:00 uur |                 |         |                                                | Stadion: Mandemakers Stadion, Waalwijk Toeschouwers: 7.035 Scheidsrechter: Blom Video-assistent: Lindhout |
| 1 september 2019 20:00 uur |                 |         |                                                | Stadion: Mandemakers Stadion, Waalwijk Toeschouwers: 7.035 Scheidsrechter: Blom Video-assistent: Lindhout |
|                            |                 |         |                                                | |

## Speelronde 6
|                             |                                             |         |               | |
| 14 september 2019 18:30 uur | Ajax                                        | 4 – 1   | sc Heerenveen | Stadion: Johan Cruijff ArenA, Amsterdam Toeschouwers: 52.921 Scheidsrechter: Lindhout Video-assistent: Van de Graaf |
| 14 september 2019 18:30 uur | Tadić 14' Tagliafico 45+2', 58' Schuurs 52' | Verslag | 22' Odgaard   | Stadion: Johan Cruijff ArenA, Amsterdam Toeschouwers: 52.921 Scheidsrechter: Lindhout Video-assistent: Van de Graaf |
| 14 september 2019 18:30 uur |                                             |         |               | Stadion: Johan Cruijff ArenA, Amsterdam Toeschouwers: 52.921 Scheidsrechter: Lindhout Video-assistent: Van de Graaf |
| 14 september 2019 18:30 uur |                                             |         |               | Stadion: Johan Cruijff ArenA, Amsterdam Toeschouwers: 52.921 Scheidsrechter: Lindhout Video-assistent: Van de Graaf |
|                             |                                             |         |               | |

|                             |                                                       |         |                  | |
| 14 september 2019 18:30 uur | AZ                                                    | 5 – 1   | Sparta Rotterdam | Stadion: Cars Jeans Stadion, Den Haag Toeschouwers: 8.327 Scheidsrechter: Makkelie Video-assistent: Kamphuis |
| 14 september 2019 18:30 uur | Idrissi 4', 45' Boadu 16', 33' Koopmeiners 81' (pen.) | Verslag | 2' Harroui       | Stadion: Cars Jeans Stadion, Den Haag Toeschouwers: 8.327 Scheidsrechter: Makkelie Video-assistent: Kamphuis |
| 14 september 2019 18:30 uur |                                                       |         |                  | Stadion: Cars Jeans Stadion, Den Haag Toeschouwers: 8.327 Scheidsrechter: Makkelie Video-assistent: Kamphuis |
| 14 september 2019 18:30 uur |                                                       |         |                  | Stadion: Cars Jeans Stadion, Den Haag Toeschouwers: 8.327 Scheidsrechter: Makkelie Video-assistent: Kamphuis |
|                             |                                                       |         |                  | |

|                             |                          |         |              | |
| 14 september 2019 19:45 uur | VVV-Venlo                | 2 – 1   | FC Groningen | Stadion: Covebo Stadion - De Koel -, Venlo Toeschouwers: 6.265 Scheidsrechter: Van den Kerkhof Video-assistent: Nagtegaal |
| 14 september 2019 19:45 uur | Yeboah 12' Linthorst 84' | Verslag | 44' Hrustić  | Stadion: Covebo Stadion - De Koel -, Venlo Toeschouwers: 6.265 Scheidsrechter: Van den Kerkhof Video-assistent: Nagtegaal |
| 14 september 2019 19:45 uur |                          |         |              | Stadion: Covebo Stadion - De Koel -, Venlo Toeschouwers: 6.265 Scheidsrechter: Van den Kerkhof Video-assistent: Nagtegaal |
| 14 september 2019 19:45 uur |                          |         |              | Stadion: Covebo Stadion - De Koel -, Venlo Toeschouwers: 6.265 Scheidsrechter: Van den Kerkhof Video-assistent: Nagtegaal |
|                             |                          |         |              | |

|                             |                                             |         |         | |
| 14 september 2019 20:45 uur | PSV                                         | 5 – 0   | Vitesse | Stadion: Philips Stadion, Eindhoven Toeschouwers: 33.300 Scheidsrechter: Van Boekel Video-assistent: Manschot |
| 14 september 2019 20:45 uur | Malen 18', 36', 46', 83' (pen.), 89' (pen.) | Verslag |         | Stadion: Philips Stadion, Eindhoven Toeschouwers: 33.300 Scheidsrechter: Van Boekel Video-assistent: Manschot |
| 14 september 2019 20:45 uur |                                             |         |         | Stadion: Philips Stadion, Eindhoven Toeschouwers: 33.300 Scheidsrechter: Van Boekel Video-assistent: Manschot |
| 14 september 2019 20:45 uur |                                             |         |         | Stadion: Philips Stadion, Eindhoven Toeschouwers: 33.300 Scheidsrechter: Van Boekel Video-assistent: Manschot |
|                             |                                             |         |         | |

|                             |                                    |         |              | |
| 14 september 2019 20:45 uur | FC Utrecht                         | 3 – 1   | FC Emmen     | Stadion: Stadion Galgenwaard, Utrecht Toeschouwers: 17.661 Scheidsrechter: Dieperink Video-assistent: Gözübüyük |
| 14 september 2019 20:45 uur | Dalmau 38' Kerk 54' Bahebeck 90+6' | Verslag | 58' De Leeuw | Stadion: Stadion Galgenwaard, Utrecht Toeschouwers: 17.661 Scheidsrechter: Dieperink Video-assistent: Gözübüyük |
| 14 september 2019 20:45 uur |                                    |         |              | Stadion: Stadion Galgenwaard, Utrecht Toeschouwers: 17.661 Scheidsrechter: Dieperink Video-assistent: Gözübüyük |
| 14 september 2019 20:45 uur |                                    |         |              | Stadion: Stadion Galgenwaard, Utrecht Toeschouwers: 17.661 Scheidsrechter: Dieperink Video-assistent: Gözübüyük |
|                             |                                    |         |              | |

|                             |                                                               |         |                             | |
| 15 september 2019 12:15 uur | PEC Zwolle                                                    | 6 – 2   | RKC Waalwijk                | Stadion: MAC³PARK stadion, Zwolle Toeschouwers: 13.028 Scheidsrechter: Manschot Video-assistent: Cantineau |
| 15 september 2019 12:15 uur | Bel Hassani 26' Ghoochannejhad 60', 81', 83', 88' Hamer 90+3' | Verslag | 28' Meulensteen 34' Leemans | Stadion: MAC³PARK stadion, Zwolle Toeschouwers: 13.028 Scheidsrechter: Manschot Video-assistent: Cantineau |
| 15 september 2019 12:15 uur |                                                               |         |                             | Stadion: MAC³PARK stadion, Zwolle Toeschouwers: 13.028 Scheidsrechter: Manschot Video-assistent: Cantineau |
| 15 september 2019 12:15 uur |                                                               |         |                             | Stadion: MAC³PARK stadion, Zwolle Toeschouwers: 13.028 Scheidsrechter: Manschot Video-assistent: Cantineau |
|                             |                                                               |         |                             | |

|                             |                                                |         |                                | |
| 15 september 2019 14:30 uur | Feyenoord                                      | 3 – 2   | ADO Den Haag                   | Stadion: Stadion Feijenoord, Rotterdam Toeschouwers: 45.496 Scheidsrechter: Gözübüyük Video-assistent: Mulder |
| 15 september 2019 14:30 uur | Karsdorp 6' (pen.) Narsingh 21' Fer 33' (pen.) | Verslag | 77' (e.d.) Ié 83' (e.d.) Tapia | Stadion: Stadion Feijenoord, Rotterdam Toeschouwers: 45.496 Scheidsrechter: Gözübüyük Video-assistent: Mulder |
| 15 september 2019 14:30 uur |                                                |         |                                | Stadion: Stadion Feijenoord, Rotterdam Toeschouwers: 45.496 Scheidsrechter: Gözübüyük Video-assistent: Mulder |
| 15 september 2019 14:30 uur |                                                |         |                                | Stadion: Stadion Feijenoord, Rotterdam Toeschouwers: 45.496 Scheidsrechter: Gözübüyük Video-assistent: Mulder |
|                             |                                                |         |                                | |

|                             |                                                     |         |              |                                                                                                 |
| 15 september 2019 14:30 uur | Heracles Almelo                                     | 4 – 1   | Willem II    | Stadion: Erve Asito, Almelo Toeschouwers: 11.254 Scheidsrechter: Kooij Video-assistent: Oostrom |
| 15 september 2019 14:30 uur | Dessers 17', 42' Van der Water 55' Mauro Júnior 63' | Verslag | 33' Pavlidis | Stadion: Erve Asito, Almelo Toeschouwers: 11.254 Scheidsrechter: Kooij Video-assistent: Oostrom |
| 15 september 2019 14:30 uur |                                                     |         |              | Stadion: Erve Asito, Almelo Toeschouwers: 11.254 Scheidsrechter: Kooij Video-assistent: Oostrom |
| 15 september 2019 14:30 uur |                                                     |         |              | Stadion: Erve Asito, Almelo Toeschouwers: 11.254 Scheidsrechter: Kooij Video-assistent: Oostrom |
|                             |                                                     |         |              |                                                                                                 |

|                             |                                        |         |                                                   | |
| 15 september 2019 16:45 uur | Fortuna Sittard                        | 2 – 3   | FC Twente                                         | Stadion: Fortuna Sittard Stadion, Sittard Toeschouwers: 7.377 Scheidsrechter: Higler Video-assistent: Lindhout |
| 15 september 2019 16:45 uur | Vučkić 78' (e.d.) Pinto 83' Ciss 90+5' | Verslag | 16', 45+1' Nakamura 24' Espinosa 66' Aboerdzjania | Stadion: Fortuna Sittard Stadion, Sittard Toeschouwers: 7.377 Scheidsrechter: Higler Video-assistent: Lindhout |
| 15 september 2019 16:45 uur |                                        |         |                                                   | Stadion: Fortuna Sittard Stadion, Sittard Toeschouwers: 7.377 Scheidsrechter: Higler Video-assistent: Lindhout |
| 15 september 2019 16:45 uur |                                        |         |                                                   | Stadion: Fortuna Sittard Stadion, Sittard Toeschouwers: 7.377 Scheidsrechter: Higler Video-assistent: Lindhout |
|                             |                                        |         |                                                   | |

## Speelronde 7
|                             |                                  |         |                                     | |
| 20 september 2019 20:00 uur | FC Twente                        | 2 – 3   | Heracles Almelo                     | Stadion: De Grolsch Veste, Enschede Toeschouwers: 29.300 Scheidsrechter: Kamphuis Video-assistent: Ruperti |
| 20 september 2019 20:00 uur | Cantalapiedra 5' Berggreen 90+1' | Verslag | 41' Dessers 45+2', 79' Mauro Júnior | Stadion: De Grolsch Veste, Enschede Toeschouwers: 29.300 Scheidsrechter: Kamphuis Video-assistent: Ruperti |
| 20 september 2019 20:00 uur |                                  |         |                                     | Stadion: De Grolsch Veste, Enschede Toeschouwers: 29.300 Scheidsrechter: Kamphuis Video-assistent: Ruperti |
| 20 september 2019 20:00 uur |                                  |         |                                     | Stadion: De Grolsch Veste, Enschede Toeschouwers: 29.300 Scheidsrechter: Kamphuis Video-assistent: Ruperti |
|                             |                                  |         |                                     | |

|                             |                                              |         |              |                                                                                                  |
| 21 september 2019 18:30 uur | Sparta Rotterdam                             | 4 – 0   | RKC Waalwijk | Stadion: Het Kasteel, Rotterdam Toeschouwers: 10.231 Scheidsrechter: Bax Video-assistent: Higler |
| 21 september 2019 18:30 uur | Smeets 15' Ache 43' Dervişoğlu 48' Rayhi 60' | Verslag |              | Stadion: Het Kasteel, Rotterdam Toeschouwers: 10.231 Scheidsrechter: Bax Video-assistent: Higler |
| 21 september 2019 18:30 uur |                                              |         |              | Stadion: Het Kasteel, Rotterdam Toeschouwers: 10.231 Scheidsrechter: Bax Video-assistent: Higler |
| 21 september 2019 18:30 uur |                                              |         |              | Stadion: Het Kasteel, Rotterdam Toeschouwers: 10.231 Scheidsrechter: Bax Video-assistent: Higler |
|                             |                                              |         |              |                                                                                                  |

|                             |                           |         |            | |
| 21 september 2019 19:45 uur | FC Groningen              | 2 – 0   | PEC Zwolle | Stadion: Hitachi Capital Mobility Stadion, Groningen Toeschouwers: 16.471 Scheidsrechter: Van der Eijk Video-assistent: Manschot |
| 21 september 2019 19:45 uur | Lundqvist 19' Hrustić 59' | Verslag |            | Stadion: Hitachi Capital Mobility Stadion, Groningen Toeschouwers: 16.471 Scheidsrechter: Van der Eijk Video-assistent: Manschot |
| 21 september 2019 19:45 uur |                           |         |            | Stadion: Hitachi Capital Mobility Stadion, Groningen Toeschouwers: 16.471 Scheidsrechter: Van der Eijk Video-assistent: Manschot |
| 21 september 2019 19:45 uur |                           |         |            | Stadion: Hitachi Capital Mobility Stadion, Groningen Toeschouwers: 16.471 Scheidsrechter: Van der Eijk Video-assistent: Manschot |
|                             |                           |         |            | |

|                             |              |         |           | |
| 21 september 2019 19:45 uur | Willem II    | 1 – 0   | VVV-Venlo | Stadion: Koning Willem II Stadion, Tilburg Toeschouwers: 13.227 Scheidsrechter: Dieperink Video-assistent: Nijhuis |
| 21 september 2019 19:45 uur | Pavlidis 22' | Verslag |           | Stadion: Koning Willem II Stadion, Tilburg Toeschouwers: 13.227 Scheidsrechter: Dieperink Video-assistent: Nijhuis |
| 21 september 2019 19:45 uur |              |         |           | Stadion: Koning Willem II Stadion, Tilburg Toeschouwers: 13.227 Scheidsrechter: Dieperink Video-assistent: Nijhuis |
| 21 september 2019 19:45 uur |              |         |           | Stadion: Koning Willem II Stadion, Tilburg Toeschouwers: 13.227 Scheidsrechter: Dieperink Video-assistent: Nijhuis |
|                             |              |         |           | |

|                             |                                        |         |                       |                                                                                               |
| 21 september 2019 20:45 uur | Vitesse                                | 4 – 2   | Fortuna Sittard       | Stadion: GelreDome, Arnhem Toeschouwers: 20.800 Scheidsrechter: Kooij Video-assistent: Teuben |
| 21 september 2019 20:45 uur | Matavž 59' Linssen 81', 83' Bero 90+1' | Verslag | 25' Diemers 62' Angha | Stadion: GelreDome, Arnhem Toeschouwers: 20.800 Scheidsrechter: Kooij Video-assistent: Teuben |
| 21 september 2019 20:45 uur |                                        |         |                       | Stadion: GelreDome, Arnhem Toeschouwers: 20.800 Scheidsrechter: Kooij Video-assistent: Teuben |
| 21 september 2019 20:45 uur |                                        |         |                       | Stadion: GelreDome, Arnhem Toeschouwers: 20.800 Scheidsrechter: Kooij Video-assistent: Teuben |
|                             |                                        |         |                       |                                                                                               |

|                             |               |         |            | |
| 22 september 2019 12:15 uur | sc Heerenveen | 1 – 1   | FC Utrecht | Stadion: Abe Lenstra Stadion, Heerenveen Toeschouwers: 16.593 Scheidsrechter: Mulder Video-assistent: Kooij |
| 22 september 2019 12:15 uur | Ejuke 30'     | Verslag | 18' Kerk   | Stadion: Abe Lenstra Stadion, Heerenveen Toeschouwers: 16.593 Scheidsrechter: Mulder Video-assistent: Kooij |
| 22 september 2019 12:15 uur |               |         |            | Stadion: Abe Lenstra Stadion, Heerenveen Toeschouwers: 16.593 Scheidsrechter: Mulder Video-assistent: Kooij |
| 22 september 2019 12:15 uur |               |         |            | Stadion: Abe Lenstra Stadion, Heerenveen Toeschouwers: 16.593 Scheidsrechter: Mulder Video-assistent: Kooij |
|                             |               |         |            | |

|                             |                                             |         |                                       | |
| 22 september 2019 14:30 uur | FC Emmen                                    | 3 – 3   | Feyenoord                             | Stadion: De Oude Meerdijk, Emmen Toeschouwers: 8.309 Scheidsrechter: Higler Video-assistent: Van der Eijk |
| 22 september 2019 14:30 uur | De Vos 21' Peña 32' Slagveer 59' Heylen 76' | Verslag | 3' Kökçü 12' Narsingh 90+6' Toornstra | Stadion: De Oude Meerdijk, Emmen Toeschouwers: 8.309 Scheidsrechter: Higler Video-assistent: Van der Eijk |
| 22 september 2019 14:30 uur |                                             |         |                                       | Stadion: De Oude Meerdijk, Emmen Toeschouwers: 8.309 Scheidsrechter: Higler Video-assistent: Van der Eijk |
| 22 september 2019 14:30 uur |                                             |         |                                       | Stadion: De Oude Meerdijk, Emmen Toeschouwers: 8.309 Scheidsrechter: Higler Video-assistent: Van der Eijk |
|                             |                                             |         |                                       | |

|                             |              |         |                        | |
| 22 september 2019 16:45 uur | ADO Den Haag | 0 – 1   | AZ                     | Stadion: Cars Jeans Stadion, Den Haag Toeschouwers: 12.091 Scheidsrechter: Lindhout Video-assistent: Bos |
| 22 september 2019 16:45 uur |              | Verslag | 75' (pen.) Koopmeiners | Stadion: Cars Jeans Stadion, Den Haag Toeschouwers: 12.091 Scheidsrechter: Lindhout Video-assistent: Bos |
| 22 september 2019 16:45 uur |              |         |                        | Stadion: Cars Jeans Stadion, Den Haag Toeschouwers: 12.091 Scheidsrechter: Lindhout Video-assistent: Bos |
| 22 september 2019 16:45 uur |              |         |                        | Stadion: Cars Jeans Stadion, Den Haag Toeschouwers: 12.091 Scheidsrechter: Lindhout Video-assistent: Bos |
|                             |              |         |                        | |

|                             |           |         |            | |
| 22 september 2019 16:45 uur | PSV       | 1 – 1   | Ajax       | Stadion: Philips Stadion, Eindhoven Toeschouwers: 35.000 Scheidsrechter: Makkelie Video-assistent: Kamphuis |
| 22 september 2019 16:45 uur | Malen 77' | Verslag | 63' Promes | Stadion: Philips Stadion, Eindhoven Toeschouwers: 35.000 Scheidsrechter: Makkelie Video-assistent: Kamphuis |
| 22 september 2019 16:45 uur |           |         |            | Stadion: Philips Stadion, Eindhoven Toeschouwers: 35.000 Scheidsrechter: Makkelie Video-assistent: Kamphuis |
| 22 september 2019 16:45 uur |           |         |            | Stadion: Philips Stadion, Eindhoven Toeschouwers: 35.000 Scheidsrechter: Makkelie Video-assistent: Kamphuis |
|                             |           |         |            | |

## Speelronde 4
|                             |                                      |         |               | |
| 25 september 2019 18:30 uur | PSV                                  | 3 – 1   | FC Groningen  | Stadion: Philips Stadion, Eindhoven Toeschouwers: 32.800 Scheidsrechter: Nijhuis Video-assistent: Van de Graaf |
| 25 september 2019 18:30 uur | Rosario 12' Dumfries 38' Bruma 90+2' | Verslag | 70' Lundqvist | Stadion: Philips Stadion, Eindhoven Toeschouwers: 32.800 Scheidsrechter: Nijhuis Video-assistent: Van de Graaf |
| 25 september 2019 18:30 uur |                                      |         |               | Stadion: Philips Stadion, Eindhoven Toeschouwers: 32.800 Scheidsrechter: Nijhuis Video-assistent: Van de Graaf |
| 25 september 2019 18:30 uur |                                      |         |               | Stadion: Philips Stadion, Eindhoven Toeschouwers: 32.800 Scheidsrechter: Nijhuis Video-assistent: Van de Graaf |
|                             |                                      |         |               | |

|                             |                                                   |         |                 | |
| 25 september 2019 20:45 uur | Ajax                                              | 5 – 0   | Fortuna Sittard | Stadion: Johan Cruijff ArenA, Amsterdam Toeschouwers: 53.121 Scheidsrechter: Manschot Video-assistent: Ruperti |
| 25 september 2019 20:45 uur | Promes 50', 68', 83' Neres 53' Harries 77' (e.d.) | Verslag |                 | Stadion: Johan Cruijff ArenA, Amsterdam Toeschouwers: 53.121 Scheidsrechter: Manschot Video-assistent: Ruperti |
| 25 september 2019 20:45 uur |                                                   |         |                 | Stadion: Johan Cruijff ArenA, Amsterdam Toeschouwers: 53.121 Scheidsrechter: Manschot Video-assistent: Ruperti |
| 25 september 2019 20:45 uur |                                                   |         |                 | Stadion: Johan Cruijff ArenA, Amsterdam Toeschouwers: 53.121 Scheidsrechter: Manschot Video-assistent: Ruperti |
|                             |                                                   |         |                 | |

|                             |           |         |                                  | |
| 26 september 2019 20:00 uur | Feyenoord | 0 – 3   | AZ                               | Stadion: Stadion Feijenoord, Rotterdam Toeschouwers: 42.866 Scheidsrechter: Kamphuis Video-assistent: Makkelie |
| 26 september 2019 20:00 uur |           | Verslag | 39' Boadu 50' Stengs 83' Idrissi | Stadion: Stadion Feijenoord, Rotterdam Toeschouwers: 42.866 Scheidsrechter: Kamphuis Video-assistent: Makkelie |
| 26 september 2019 20:00 uur |           |         |                                  | Stadion: Stadion Feijenoord, Rotterdam Toeschouwers: 42.866 Scheidsrechter: Kamphuis Video-assistent: Makkelie |
| 26 september 2019 20:00 uur |           |         |                                  | Stadion: Stadion Feijenoord, Rotterdam Toeschouwers: 42.866 Scheidsrechter: Kamphuis Video-assistent: Makkelie |
|                             |           |         |                                  | |

## Speelronde 8
|                             |                                               |         |              | |
| 27 september 2019 20:00 uur | FC Emmen                                      | 3 – 0   | ADO Den Haag | Stadion: De Oude Meerdijk, Emmen Toeschouwers: 8.002 Scheidsrechter: Blank Video-assistent: Gerrets |
| 27 september 2019 20:00 uur | Goossens 16' (e.d.) De Leeuw 69' Slagveer 74' | Verslag |              | Stadion: De Oude Meerdijk, Emmen Toeschouwers: 8.002 Scheidsrechter: Blank Video-assistent: Gerrets |
| 27 september 2019 20:00 uur |                                               |         |              | Stadion: De Oude Meerdijk, Emmen Toeschouwers: 8.002 Scheidsrechter: Blank Video-assistent: Gerrets |
| 27 september 2019 20:00 uur |                                               |         |              | Stadion: De Oude Meerdijk, Emmen Toeschouwers: 8.002 Scheidsrechter: Blank Video-assistent: Gerrets |
|                             |                                               |         |              | |

|                             |           |         |                           | |
| 28 september 2019 18:30 uur | VVV-Venlo | 0 – 3   | sc Heerenveen             | Stadion: Covebo Stadion - De Koel -, Venlo Toeschouwers: 5.944 Scheidsrechter: Gözübüyük Video-assistent: Kamphuis |
| 28 september 2019 18:30 uur |           | Verslag | 8', 13' Ejuke 87' Odgaard | Stadion: Covebo Stadion - De Koel -, Venlo Toeschouwers: 5.944 Scheidsrechter: Gözübüyük Video-assistent: Kamphuis |
| 28 september 2019 18:30 uur |           |         |                           | Stadion: Covebo Stadion - De Koel -, Venlo Toeschouwers: 5.944 Scheidsrechter: Gözübüyük Video-assistent: Kamphuis |
| 28 september 2019 18:30 uur |           |         |                           | Stadion: Covebo Stadion - De Koel -, Venlo Toeschouwers: 5.944 Scheidsrechter: Gözübüyük Video-assistent: Kamphuis |
|                             |           |         |                           | |

|                             |                            |         |                   | |
| 28 september 2019 19:45 uur | Ajax                       | 2 – 0   | FC Groningen      | Stadion: Johan Cruijff ArenA, Amsterdam Toeschouwers: 53.228 Scheidsrechter: Kuipers Video-assistent: Van Boekel |
| 28 september 2019 19:45 uur | Martínez 76' Huntelaar 79' | Verslag | 8', 73' Warmerdam | Stadion: Johan Cruijff ArenA, Amsterdam Toeschouwers: 53.228 Scheidsrechter: Kuipers Video-assistent: Van Boekel |
| 28 september 2019 19:45 uur |                            |         |                   | Stadion: Johan Cruijff ArenA, Amsterdam Toeschouwers: 53.228 Scheidsrechter: Kuipers Video-assistent: Van Boekel |
| 28 september 2019 19:45 uur |                            |         |                   | Stadion: Johan Cruijff ArenA, Amsterdam Toeschouwers: 53.228 Scheidsrechter: Kuipers Video-assistent: Van Boekel |
|                             |                            |         |                   | |

|                             |                 |         |                  | |
| 28 september 2019 20:45 uur | Fortuna Sittard | 0 – 0   | Sparta Rotterdam | Stadion: Fortuna Sittard Stadion, Sittard Toeschouwers: 7.483 Scheidsrechter: Martens Video-assistent: Manschot |
| 28 september 2019 20:45 uur |                 | Verslag | 68', 82' Auassar | Stadion: Fortuna Sittard Stadion, Sittard Toeschouwers: 7.483 Scheidsrechter: Martens Video-assistent: Manschot |
| 28 september 2019 20:45 uur |                 |         |                  | Stadion: Fortuna Sittard Stadion, Sittard Toeschouwers: 7.483 Scheidsrechter: Martens Video-assistent: Manschot |
| 28 september 2019 20:45 uur |                 |         |                  | Stadion: Fortuna Sittard Stadion, Sittard Toeschouwers: 7.483 Scheidsrechter: Martens Video-assistent: Manschot |
|                             |                 |         |                  | |

|                             |                    |         |                                            | |
| 29 september 2019 12:15 uur | RKC Waalwijk       | 1 – 2   | Vitesse                                    | Stadion: Mandemakers Stadion, Waalwijk Toeschouwers: 4.858 Scheidsrechter: Nijhuis Video-assistent: Van der Laan |
| 29 september 2019 12:15 uur | Leemans 52' (pen.) | Verslag | 16' Dicko 52' Lelieveld 77' (pen.) Tannane | Stadion: Mandemakers Stadion, Waalwijk Toeschouwers: 4.858 Scheidsrechter: Nijhuis Video-assistent: Van der Laan |
| 29 september 2019 12:15 uur |                    |         |                                            | Stadion: Mandemakers Stadion, Waalwijk Toeschouwers: 4.858 Scheidsrechter: Nijhuis Video-assistent: Van der Laan |
| 29 september 2019 12:15 uur |                    |         |                                            | Stadion: Mandemakers Stadion, Waalwijk Toeschouwers: 4.858 Scheidsrechter: Nijhuis Video-assistent: Van der Laan |
|                             |                    |         |                                            | |

|                             |            |         |                                                | |
| 29 september 2019 14:30 uur | PEC Zwolle | 0 – 4   | PSV                                            | Stadion: MAC³PARK stadion, Zwolle Toeschouwers: 13.482 Scheidsrechter: Higler Video-assistent: Lindhout |
| 29 september 2019 14:30 uur |            | Verslag | 39' Rosario 68' Malen 72' Doan 90+4' Gutiérrez | Stadion: MAC³PARK stadion, Zwolle Toeschouwers: 13.482 Scheidsrechter: Higler Video-assistent: Lindhout |
| 29 september 2019 14:30 uur |            |         |                                                | Stadion: MAC³PARK stadion, Zwolle Toeschouwers: 13.482 Scheidsrechter: Higler Video-assistent: Lindhout |
| 29 september 2019 14:30 uur |            |         |                                                | Stadion: MAC³PARK stadion, Zwolle Toeschouwers: 13.482 Scheidsrechter: Higler Video-assistent: Lindhout |
|                             |            |         |                                                | |

|                             |                                   |         |           | |
| 29 september 2019 14:30 uur | FC Utrecht                        | 2 – 0   | Willem II | Stadion: Stadion Galgenwaard, Utrecht Toeschouwers: 19.419 Scheidsrechter: Van de Graaf Video-assistent: Blank |
| 29 september 2019 14:30 uur | Guwara 51' Janssen 87' Kerk 90+4' | Verslag |           | Stadion: Stadion Galgenwaard, Utrecht Toeschouwers: 19.419 Scheidsrechter: Van de Graaf Video-assistent: Blank |
| 29 september 2019 14:30 uur |                                   |         |           | Stadion: Stadion Galgenwaard, Utrecht Toeschouwers: 19.419 Scheidsrechter: Van de Graaf Video-assistent: Blank |
| 29 september 2019 14:30 uur |                                   |         |           | Stadion: Stadion Galgenwaard, Utrecht Toeschouwers: 19.419 Scheidsrechter: Van de Graaf Video-assistent: Blank |
|                             |                                   |         |           | |

|                             |                                   |         |                 | |
| 29 september 2019 16:45 uur | AZ                                | 2 – 0   | Heracles Almelo | Stadion: Cars Jeans Stadion, Den Haag Toeschouwers: 7.241 Scheidsrechter: Van Boekel Video-assistent: Cantineau |
| 29 september 2019 16:45 uur | Koopmeiners 55' (pen.) Stengs 88' | Verslag |                 | Stadion: Cars Jeans Stadion, Den Haag Toeschouwers: 7.241 Scheidsrechter: Van Boekel Video-assistent: Cantineau |
| 29 september 2019 16:45 uur |                                   |         |                 | Stadion: Cars Jeans Stadion, Den Haag Toeschouwers: 7.241 Scheidsrechter: Van Boekel Video-assistent: Cantineau |
| 29 september 2019 16:45 uur |                                   |         |                 | Stadion: Cars Jeans Stadion, Den Haag Toeschouwers: 7.241 Scheidsrechter: Van Boekel Video-assistent: Cantineau |
|                             |                                   |         |                 | |

|                             |                                                              |         |                   | |
| 29 september 2019 16:45 uur | Feyenoord                                                    | 5 – 1   | FC Twente         | Stadion: Stadion Feijenoord, Rotterdam Toeschouwers: 42.866 Scheidsrechter: Makkelie Video-assistent: Dieperink |
| 29 september 2019 16:45 uur | Berghuis 6' Larsson 26', 88' Bijen 55' (e.d.) Sinisterra 67' | Verslag | 23' Cantalapiedra | Stadion: Stadion Feijenoord, Rotterdam Toeschouwers: 42.866 Scheidsrechter: Makkelie Video-assistent: Dieperink |
| 29 september 2019 16:45 uur |                                                              |         |                   | Stadion: Stadion Feijenoord, Rotterdam Toeschouwers: 42.866 Scheidsrechter: Makkelie Video-assistent: Dieperink |
| 29 september 2019 16:45 uur |                                                              |         |                   | Stadion: Stadion Feijenoord, Rotterdam Toeschouwers: 42.866 Scheidsrechter: Makkelie Video-assistent: Dieperink |
|                             |                                                              |         |                   | |

## Speelronde 9
|                          |                                            |         |              | |
| 4 oktober 2019 20:00 uur | FC Groningen                               | 3 – 0   | RKC Waalwijk | Stadion: Hitachi Capital Mobility Stadion, Groningen Toeschouwers: 16.029 Scheidsrechter: Kooij Video-assistent: Blom |
| 4 oktober 2019 20:00 uur | Te Wierik 21' Benschop 38' Gudmundsson 78' | Verslag |              | Stadion: Hitachi Capital Mobility Stadion, Groningen Toeschouwers: 16.029 Scheidsrechter: Kooij Video-assistent: Blom |
| 4 oktober 2019 20:00 uur |                                            |         |              | Stadion: Hitachi Capital Mobility Stadion, Groningen Toeschouwers: 16.029 Scheidsrechter: Kooij Video-assistent: Blom |
| 4 oktober 2019 20:00 uur |                                            |         |              | Stadion: Hitachi Capital Mobility Stadion, Groningen Toeschouwers: 16.029 Scheidsrechter: Kooij Video-assistent: Blom |
|                          |                                            |         |              | |

|                          |                                 |         |          | |
| 5 oktober 2019 18:30 uur | Heracles Almelo                 | 2 – 0   | FC Emmen | Stadion: Erve Asito, Almelo Toeschouwers: 10.376 Scheidsrechter: Van der Eijk Video-assistent: Kamphuis |
| 5 oktober 2019 18:30 uur | Dessers 31' Veendorp 59' (e.d.) | Verslag |          | Stadion: Erve Asito, Almelo Toeschouwers: 10.376 Scheidsrechter: Van der Eijk Video-assistent: Kamphuis |
| 5 oktober 2019 18:30 uur |                                 |         |          | Stadion: Erve Asito, Almelo Toeschouwers: 10.376 Scheidsrechter: Van der Eijk Video-assistent: Kamphuis |
| 5 oktober 2019 18:30 uur |                                 |         |          | Stadion: Erve Asito, Almelo Toeschouwers: 10.376 Scheidsrechter: Van der Eijk Video-assistent: Kamphuis |
|                          |                                 |         |          | |

|                          |                           |         |                             | |
| 5 oktober 2019 19:45 uur | Sparta Rotterdam          | 2 – 1   | FC Twente                   | Stadion: Het Kasteel, Rotterdam Toeschouwers: 10.435 Scheidsrechter: Manschot Video-assistent: Blank |
| 5 oktober 2019 19:45 uur | Dervişoğlu 48' Smeets 88' | Verslag | 51' Verdonk 84' Pleguezuelo | Stadion: Het Kasteel, Rotterdam Toeschouwers: 10.435 Scheidsrechter: Manschot Video-assistent: Blank |
| 5 oktober 2019 19:45 uur |                           |         |                             | Stadion: Het Kasteel, Rotterdam Toeschouwers: 10.435 Scheidsrechter: Manschot Video-assistent: Blank |
| 5 oktober 2019 19:45 uur |                           |         |                             | Stadion: Het Kasteel, Rotterdam Toeschouwers: 10.435 Scheidsrechter: Manschot Video-assistent: Blank |
|                          |                           |         |                             | |

|                          |                     |         |            | |
| 5 oktober 2019 19:45 uur | Vitesse             | 2 – 1   | FC Utrecht | Stadion: GelreDome, Arnhem Toeschouwers: 12.704 Scheidsrechter: Kuipers Video-assistent: Van Boekel |
| 5 oktober 2019 19:45 uur | Clark 9' Matavž 68' | Verslag | 38' Maher  | Stadion: GelreDome, Arnhem Toeschouwers: 12.704 Scheidsrechter: Kuipers Video-assistent: Van Boekel |
| 5 oktober 2019 19:45 uur |                     |         |            | Stadion: GelreDome, Arnhem Toeschouwers: 12.704 Scheidsrechter: Kuipers Video-assistent: Van Boekel |
| 5 oktober 2019 19:45 uur |                     |         |            | Stadion: GelreDome, Arnhem Toeschouwers: 12.704 Scheidsrechter: Kuipers Video-assistent: Van Boekel |
|                          |                     |         |            | |

|                          |                |         |            | |
| 5 oktober 2019 20:45 uur | sc Heerenveen  | 1 – 0   | PEC Zwolle | Stadion: Abe Lenstra Stadion, Heerenveen Toeschouwers: 16.632 Scheidsrechter: Makkelie Video-assistent: Oostrom |
| 5 oktober 2019 20:45 uur | Van Bergen 45' | Verslag |            | Stadion: Abe Lenstra Stadion, Heerenveen Toeschouwers: 16.632 Scheidsrechter: Makkelie Video-assistent: Oostrom |
| 5 oktober 2019 20:45 uur |                |         |            | Stadion: Abe Lenstra Stadion, Heerenveen Toeschouwers: 16.632 Scheidsrechter: Makkelie Video-assistent: Oostrom |
| 5 oktober 2019 20:45 uur |                |         |            | Stadion: Abe Lenstra Stadion, Heerenveen Toeschouwers: 16.632 Scheidsrechter: Makkelie Video-assistent: Oostrom |
|                          |                |         |            | |

|                          |              |         |                         | |
| 6 oktober 2019 12:15 uur | ADO Den Haag | 0 – 2   | Ajax                    | Stadion: Cars Jeans Stadion, Den Haag Toeschouwers: 14.733 Scheidsrechter: Blom Video-assistent: Nijhuis |
| 6 oktober 2019 12:15 uur |              | Verslag | 10' Huntelaar 86' Neres | Stadion: Cars Jeans Stadion, Den Haag Toeschouwers: 14.733 Scheidsrechter: Blom Video-assistent: Nijhuis |
| 6 oktober 2019 12:15 uur |              |         |                         | Stadion: Cars Jeans Stadion, Den Haag Toeschouwers: 14.733 Scheidsrechter: Blom Video-assistent: Nijhuis |
| 6 oktober 2019 12:15 uur |              |         |                         | Stadion: Cars Jeans Stadion, Den Haag Toeschouwers: 14.733 Scheidsrechter: Blom Video-assistent: Nijhuis |
|                          |              |         |                         | |

|                          |                                     |         |                       | |
| 6 oktober 2019 14:30 uur | Fortuna Sittard                     | 4 – 2   | Feyenoord             | Stadion: Fortuna Sittard Stadion, Sittard Toeschouwers: 8.511 Scheidsrechter: Van Boekel Video-assistent: Van den Kerkhof |
| 6 oktober 2019 14:30 uur | Ciss 2', 34' Harries 43' Sambou 46' | Verslag | 27' Haps 66' Berghuis | Stadion: Fortuna Sittard Stadion, Sittard Toeschouwers: 8.511 Scheidsrechter: Van Boekel Video-assistent: Van den Kerkhof |
| 6 oktober 2019 14:30 uur |                                     |         |                       | Stadion: Fortuna Sittard Stadion, Sittard Toeschouwers: 8.511 Scheidsrechter: Van Boekel Video-assistent: Van den Kerkhof |
| 6 oktober 2019 14:30 uur |                                     |         |                       | Stadion: Fortuna Sittard Stadion, Sittard Toeschouwers: 8.511 Scheidsrechter: Van Boekel Video-assistent: Van den Kerkhof |
|                          |                                     |         |                       | |

|                          |                                          |         |              | |
| 6 oktober 2019 16:45 uur | PSV                                      | 4 – 1   | VVV-Venlo    | Stadion: Philips Stadion, Eindhoven Toeschouwers: 33.000 Scheidsrechter: Lindhout Video-assistent: Dieperink |
| 6 oktober 2019 16:45 uur | Bergwijn 61' Dumfries 65' Malen 70', 86' | Verslag | 73' Pachonik | Stadion: Philips Stadion, Eindhoven Toeschouwers: 33.000 Scheidsrechter: Lindhout Video-assistent: Dieperink |
| 6 oktober 2019 16:45 uur |                                          |         |              | Stadion: Philips Stadion, Eindhoven Toeschouwers: 33.000 Scheidsrechter: Lindhout Video-assistent: Dieperink |
| 6 oktober 2019 16:45 uur |                                          |         |              | Stadion: Philips Stadion, Eindhoven Toeschouwers: 33.000 Scheidsrechter: Lindhout Video-assistent: Dieperink |
|                          |                                          |         |              | |

|                          |             |         |                                         | |
| 6 oktober 2019 16:45 uur | Willem II   | 1 – 1   | AZ                                      | Stadion: Koning Willem II Stadion, Tilburg Toeschouwers: 12.707 Scheidsrechter: Higler Video-assistent: Van der Eijk |
| 6 oktober 2019 16:45 uur | Köhlert 31' | Verslag | 22' (pen.) Koopmeiners 84', 90+3' Boadu | Stadion: Koning Willem II Stadion, Tilburg Toeschouwers: 12.707 Scheidsrechter: Higler Video-assistent: Van der Eijk |
| 6 oktober 2019 16:45 uur |             |         |                                         | Stadion: Koning Willem II Stadion, Tilburg Toeschouwers: 12.707 Scheidsrechter: Higler Video-assistent: Van der Eijk |
| 6 oktober 2019 16:45 uur |             |         |                                         | Stadion: Koning Willem II Stadion, Tilburg Toeschouwers: 12.707 Scheidsrechter: Higler Video-assistent: Van der Eijk |
|                          |             |         |                                         | |

## Speelronde 10
|                           |              |         |                      | |
| 19 oktober 2019 18:30 uur | RKC Waalwijk | 1 – 2   | Ajax                 | Stadion: Mandemakers Stadion, Waalwijk Toeschouwers: 7.508 Scheidsrechter: Lindhout Video-assistent: Dieperink |
| 19 oktober 2019 18:30 uur | Bakari 63'   | Verslag | 46' Tadić 76' Promes | Stadion: Mandemakers Stadion, Waalwijk Toeschouwers: 7.508 Scheidsrechter: Lindhout Video-assistent: Dieperink |
| 19 oktober 2019 18:30 uur |              |         |                      | Stadion: Mandemakers Stadion, Waalwijk Toeschouwers: 7.508 Scheidsrechter: Lindhout Video-assistent: Dieperink |
| 19 oktober 2019 18:30 uur |              |         |                      | Stadion: Mandemakers Stadion, Waalwijk Toeschouwers: 7.508 Scheidsrechter: Lindhout Video-assistent: Dieperink |
|                           |              |         |                      | |

|                           |                      |         |                                                            | |
| 19 oktober 2019 18:30 uur | AZ                   | 2 – 4   | sc Heerenveen                                              | Stadion: Cars Jeans Stadion, Den Haag Toeschouwers: 7.648 Scheidsrechter: Kuipers Video-assistent: Ruperti |
| 19 oktober 2019 18:30 uur | Vlaar 31' Stengs 48' | Verslag | 7' Botman 36' Kongolo 45+3' Odgaard 63' (e.d.) Koopmeiners | Stadion: Cars Jeans Stadion, Den Haag Toeschouwers: 7.648 Scheidsrechter: Kuipers Video-assistent: Ruperti |
| 19 oktober 2019 18:30 uur |                      |         |                                                            | Stadion: Cars Jeans Stadion, Den Haag Toeschouwers: 7.648 Scheidsrechter: Kuipers Video-assistent: Ruperti |
| 19 oktober 2019 18:30 uur |                      |         |                                                            | Stadion: Cars Jeans Stadion, Den Haag Toeschouwers: 7.648 Scheidsrechter: Kuipers Video-assistent: Ruperti |
|                           |                      |         |                                                            | |

|                           |           |         |            | |
| 19 oktober 2019 19:45 uur | FC Twente | 0 – 1   | Willem II  | Stadion: De Grolsch Veste, Enschede Toeschouwers: 27.500 Scheidsrechter: Van den Kerkhof Video-assistent: Gözübüyük |
| 19 oktober 2019 19:45 uur |           | Verslag | 6' Vrousai | Stadion: De Grolsch Veste, Enschede Toeschouwers: 27.500 Scheidsrechter: Van den Kerkhof Video-assistent: Gözübüyük |
| 19 oktober 2019 19:45 uur |           |         |            | Stadion: De Grolsch Veste, Enschede Toeschouwers: 27.500 Scheidsrechter: Van den Kerkhof Video-assistent: Gözübüyük |
| 19 oktober 2019 19:45 uur |           |         |            | Stadion: De Grolsch Veste, Enschede Toeschouwers: 27.500 Scheidsrechter: Van den Kerkhof Video-assistent: Gözübüyük |
|                           |           |         |            | |

|                           |                                           |         |                           | |
| 19 oktober 2019 20:45 uur | FC Utrecht                                | 3 – 0   | PSV                       | Stadion: Stadion Galgenwaard, Utrecht Toeschouwers: 22.632 Scheidsrechter: Makkelie Video-assistent: Kamphuis |
| 19 oktober 2019 20:45 uur | Van de Streek 49' Maher 82' Klaiber 90+3' | Verslag | 68' Viergever 75' Hendrix | Stadion: Stadion Galgenwaard, Utrecht Toeschouwers: 22.632 Scheidsrechter: Makkelie Video-assistent: Kamphuis |
| 19 oktober 2019 20:45 uur |                                           |         |                           | Stadion: Stadion Galgenwaard, Utrecht Toeschouwers: 22.632 Scheidsrechter: Makkelie Video-assistent: Kamphuis |
| 19 oktober 2019 20:45 uur |                                           |         |                           | Stadion: Stadion Galgenwaard, Utrecht Toeschouwers: 22.632 Scheidsrechter: Makkelie Video-assistent: Kamphuis |
|                           |                                           |         |                           | |

|                           |           |         |                                       | |
| 19 oktober 2019 20:45 uur | VVV-Venlo | 0 – 4   | Vitesse                               | Stadion: Covebo Stadion - De Koel -, Venlo Toeschouwers: 5.992 Scheidsrechter: Mulder Video-assistent: Bijl |
| 19 oktober 2019 20:45 uur |           | Verslag | 29', 34' Linssen 43' Bazoer 53' Dicko | Stadion: Covebo Stadion - De Koel -, Venlo Toeschouwers: 5.992 Scheidsrechter: Mulder Video-assistent: Bijl |
| 19 oktober 2019 20:45 uur |           |         |                                       | Stadion: Covebo Stadion - De Koel -, Venlo Toeschouwers: 5.992 Scheidsrechter: Mulder Video-assistent: Bijl |
| 19 oktober 2019 20:45 uur |           |         |                                       | Stadion: Covebo Stadion - De Koel -, Venlo Toeschouwers: 5.992 Scheidsrechter: Mulder Video-assistent: Bijl |
|                           |           |         |                                       | |

|                           |                                                |         |              | |
| 20 oktober 2019 12:15 uur | PEC Zwolle                                     | 3 – 1   | ADO Den Haag | Stadion: MAC³PARK stadion, Zwolle Toeschouwers: 12.943 Scheidsrechter: Gözübüyük Video-assistent: Bax |
| 20 oktober 2019 12:15 uur | Bel Hassani 38' Ghoochannejhad 74' Clement 89' | Verslag | 8' Kramer    | Stadion: MAC³PARK stadion, Zwolle Toeschouwers: 12.943 Scheidsrechter: Gözübüyük Video-assistent: Bax |
| 20 oktober 2019 12:15 uur |                                                |         |              | Stadion: MAC³PARK stadion, Zwolle Toeschouwers: 12.943 Scheidsrechter: Gözübüyük Video-assistent: Bax |
| 20 oktober 2019 12:15 uur |                                                |         |              | Stadion: MAC³PARK stadion, Zwolle Toeschouwers: 12.943 Scheidsrechter: Gözübüyük Video-assistent: Bax |
|                           |                                                |         |              | |

|                           |                       |         |                 | |
| 20 oktober 2019 14:30 uur | FC Emmen              | 2 – 1   | Fortuna Sittard | Stadion: De Oude Meerdijk, Emmen Toeschouwers: 8.130 Scheidsrechter: Nijhuis Video-assistent: Oostrom |
| 20 oktober 2019 14:30 uur | De Leeuw 53' Peña 82' | Verslag | 16' Sambou      | Stadion: De Oude Meerdijk, Emmen Toeschouwers: 8.130 Scheidsrechter: Nijhuis Video-assistent: Oostrom |
| 20 oktober 2019 14:30 uur |                       |         |                 | Stadion: De Oude Meerdijk, Emmen Toeschouwers: 8.130 Scheidsrechter: Nijhuis Video-assistent: Oostrom |
| 20 oktober 2019 14:30 uur |                       |         |                 | Stadion: De Oude Meerdijk, Emmen Toeschouwers: 8.130 Scheidsrechter: Nijhuis Video-assistent: Oostrom |
|                           |                       |         |                 | |

|                           |                                    |         |                  | |
| 20 oktober 2019 14:30 uur | FC Groningen                       | 2 – 0   | Sparta Rotterdam | Stadion: Hitachi Capital Mobility Stadion, Groningen Toeschouwers: 17.582 Scheidsrechter: Blom Video-assistent: Teuben |
| 20 oktober 2019 14:30 uur | Sierhuis 85' Benschop 90+4' (pen.) | Verslag | 90+2' Coremans   | Stadion: Hitachi Capital Mobility Stadion, Groningen Toeschouwers: 17.582 Scheidsrechter: Blom Video-assistent: Teuben |
| 20 oktober 2019 14:30 uur |                                    |         |                  | Stadion: Hitachi Capital Mobility Stadion, Groningen Toeschouwers: 17.582 Scheidsrechter: Blom Video-assistent: Teuben |
| 20 oktober 2019 14:30 uur |                                    |         |                  | Stadion: Hitachi Capital Mobility Stadion, Groningen Toeschouwers: 17.582 Scheidsrechter: Blom Video-assistent: Teuben |
|                           |                                    |         |                  | |

|                           |               |         |                    | |
| 20 oktober 2019 16:45 uur | Feyenoord     | 1 – 1   | Heracles Almelo    | Stadion: Stadion Feijenoord, Rotterdam Toeschouwers: 44.303 Scheidsrechter: Manschot Video-assistent: Pérez |
| 20 oktober 2019 16:45 uur | Toornstra 14' | Verslag | 63' Kiomourtzoglou | Stadion: Stadion Feijenoord, Rotterdam Toeschouwers: 44.303 Scheidsrechter: Manschot Video-assistent: Pérez |
| 20 oktober 2019 16:45 uur |               |         |                    | Stadion: Stadion Feijenoord, Rotterdam Toeschouwers: 44.303 Scheidsrechter: Manschot Video-assistent: Pérez |
| 20 oktober 2019 16:45 uur |               |         |                    | Stadion: Stadion Feijenoord, Rotterdam Toeschouwers: 44.303 Scheidsrechter: Manschot Video-assistent: Pérez |
|                           |               |         |                    | |

## Speelronde 11
|                           |                                                     |         |              | |
| 25 oktober 2019 20:00 uur | FC Twente                                           | 4 – 1   | FC Emmen     | Stadion: De Grolsch Veste, Enschede Toeschouwers: 27.400 Scheidsrechter: Bax Video-assistent: Dieperink |
| 25 oktober 2019 20:00 uur | Vučkić 24', 30' Selahi 42' Cantalapiedra 88' (pen.) | Verslag | 50' Veendorp | Stadion: De Grolsch Veste, Enschede Toeschouwers: 27.400 Scheidsrechter: Bax Video-assistent: Dieperink |
| 25 oktober 2019 20:00 uur |                                                     |         |              | Stadion: De Grolsch Veste, Enschede Toeschouwers: 27.400 Scheidsrechter: Bax Video-assistent: Dieperink |
| 25 oktober 2019 20:00 uur |                                                     |         |              | Stadion: De Grolsch Veste, Enschede Toeschouwers: 27.400 Scheidsrechter: Bax Video-assistent: Dieperink |
|                           |                                                     |         |              | |

|                           |                         |         |              | |
| 26 oktober 2019 18:30 uur | Willem II               | 2 – 1   | RKC Waalwijk | Stadion: Koning Willem II Stadion, Tilburg Toeschouwers: 13.877 Scheidsrechter: Blom Video-assistent: Van Boekel |
| 26 oktober 2019 18:30 uur | Heerkens 11' Llonch 14' | Verslag | 20' Elbers   | Stadion: Koning Willem II Stadion, Tilburg Toeschouwers: 13.877 Scheidsrechter: Blom Video-assistent: Van Boekel |
| 26 oktober 2019 18:30 uur |                         |         |              | Stadion: Koning Willem II Stadion, Tilburg Toeschouwers: 13.877 Scheidsrechter: Blom Video-assistent: Van Boekel |
| 26 oktober 2019 18:30 uur |                         |         |              | Stadion: Koning Willem II Stadion, Tilburg Toeschouwers: 13.877 Scheidsrechter: Blom Video-assistent: Van Boekel |
|                           |                         |         |              | |

|                           |         |         |                          | |
| 26 oktober 2019 19:45 uur | Vitesse | 0 – 2   | ADO Den Haag             | Stadion: GelreDome, Arnhem Toeschouwers: 12.663 Scheidsrechter: Manschot Video-assistent: Van der Laan |
| 26 oktober 2019 19:45 uur |         | Verslag | 2' Summerville 6' Immers | Stadion: GelreDome, Arnhem Toeschouwers: 12.663 Scheidsrechter: Manschot Video-assistent: Van der Laan |
| 26 oktober 2019 19:45 uur |         |         |                          | Stadion: GelreDome, Arnhem Toeschouwers: 12.663 Scheidsrechter: Manschot Video-assistent: Van der Laan |
| 26 oktober 2019 19:45 uur |         |         |                          | Stadion: GelreDome, Arnhem Toeschouwers: 12.663 Scheidsrechter: Manschot Video-assistent: Van der Laan |
|                           |         |         |                          | |

|                           |                                      |         |           | |
| 26 oktober 2019 20:15 uur | Fortuna Sittard                      | 4 – 1   | VVV-Venlo | Stadion: Fortuna Sittard Stadion, Sittard Toeschouwers: 8.388 Scheidsrechter: Makkelie Video-assistent: Lindhout |
| 26 oktober 2019 20:15 uur | Diemers 9', 26', 87' (pen.) Ciss 50' | Verslag | 72' Opoku | Stadion: Fortuna Sittard Stadion, Sittard Toeschouwers: 8.388 Scheidsrechter: Makkelie Video-assistent: Lindhout |
| 26 oktober 2019 20:15 uur |                                      |         |           | Stadion: Fortuna Sittard Stadion, Sittard Toeschouwers: 8.388 Scheidsrechter: Makkelie Video-assistent: Lindhout |
| 26 oktober 2019 20:15 uur |                                      |         |           | Stadion: Fortuna Sittard Stadion, Sittard Toeschouwers: 8.388 Scheidsrechter: Makkelie Video-assistent: Lindhout |
|                           |                                      |         |           | |

|                           |                                                               |         |            |                                                                                                 |
| 26 oktober 2019 20:45 uur | Heracles Almelo                                               | 4 – 0   | PEC Zwolle | Stadion: Erve Asito, Almelo Toeschouwers: 10.157 Scheidsrechter: Pérez Video-assistent: Ruperti |
| 26 oktober 2019 20:45 uur | Czyborra 17' Van der Water 65' Mauro Júnior 80' Konings 90+1' | Verslag |            | Stadion: Erve Asito, Almelo Toeschouwers: 10.157 Scheidsrechter: Pérez Video-assistent: Ruperti |
| 26 oktober 2019 20:45 uur |                                                               |         |            | Stadion: Erve Asito, Almelo Toeschouwers: 10.157 Scheidsrechter: Pérez Video-assistent: Ruperti |
| 26 oktober 2019 20:45 uur |                                                               |         |            | Stadion: Erve Asito, Almelo Toeschouwers: 10.157 Scheidsrechter: Pérez Video-assistent: Ruperti |
|                           |                                                               |         |            |                                                                                                 |

|                           |                   |         |                     | |
| 27 oktober 2019 12:15 uur | sc Heerenveen     | 1 – 1   | FC Groningen        | Stadion: Abe Lenstra Stadion, Heerenveen Toeschouwers: 22.428 Scheidsrechter: Lindhout Video-assistent: Kooij |
| 27 oktober 2019 12:15 uur | Faik 45+3' (pen.) | Verslag | 73' (pen.) Benschop | Stadion: Abe Lenstra Stadion, Heerenveen Toeschouwers: 22.428 Scheidsrechter: Lindhout Video-assistent: Kooij |
| 27 oktober 2019 12:15 uur |                   |         |                     | Stadion: Abe Lenstra Stadion, Heerenveen Toeschouwers: 22.428 Scheidsrechter: Lindhout Video-assistent: Kooij |
| 27 oktober 2019 12:15 uur |                   |         |                     | Stadion: Abe Lenstra Stadion, Heerenveen Toeschouwers: 22.428 Scheidsrechter: Lindhout Video-assistent: Kooij |
|                           |                   |         |                     | |

|                           |                  |         |                                     | |
| 27 oktober 2019 14:30 uur | Sparta Rotterdam | 1 – 2   | FC Utrecht                          | Stadion: Het Kasteel, Rotterdam Toeschouwers: 10.322 Scheidsrechter: Van der Eijk Video-assistent: Bax |
| 27 oktober 2019 14:30 uur | Ache 20'         | Verslag | 7' (pen.) Bahebeck 43' (pen.) Maher | Stadion: Het Kasteel, Rotterdam Toeschouwers: 10.322 Scheidsrechter: Van der Eijk Video-assistent: Bax |
| 27 oktober 2019 14:30 uur |                  |         |                                     | Stadion: Het Kasteel, Rotterdam Toeschouwers: 10.322 Scheidsrechter: Van der Eijk Video-assistent: Bax |
| 27 oktober 2019 14:30 uur |                  |         |                                     | Stadion: Het Kasteel, Rotterdam Toeschouwers: 10.322 Scheidsrechter: Van der Eijk Video-assistent: Bax |
|                           |                  |         |                                     | |

|                           |            |         |                                          | |
| 27 oktober 2019 14:30 uur | PSV        | 0 – 4   | AZ                                       | Stadion: Philips Stadion, Eindhoven Toeschouwers: 34.000 Scheidsrechter: Van Boekel Video-assistent: Van de Graaf |
| 27 oktober 2019 14:30 uur | Thomas 22' | Verslag | 45', 45+1' Boadu 71' Svensson 76' De Wit | Stadion: Philips Stadion, Eindhoven Toeschouwers: 34.000 Scheidsrechter: Van Boekel Video-assistent: Van de Graaf |
| 27 oktober 2019 14:30 uur |            |         |                                          | Stadion: Philips Stadion, Eindhoven Toeschouwers: 34.000 Scheidsrechter: Van Boekel Video-assistent: Van de Graaf |
| 27 oktober 2019 14:30 uur |            |         |                                          | Stadion: Philips Stadion, Eindhoven Toeschouwers: 34.000 Scheidsrechter: Van Boekel Video-assistent: Van de Graaf |
|                           |            |         |                                          | |

|                           |                                                   |         |           | |
| 27 oktober 2019 16:45 uur | Ajax                                              | 4 – 0   | Feyenoord | Stadion: Johan Cruijff ArenA, Amsterdam Toeschouwers: 53.968 Scheidsrechter: Gözübüyük Video-assistent: Manschot |
| 27 oktober 2019 16:45 uur | Ziyech 2' Tagliafico 7' Neres 37' Van de Beek 40' | Verslag |           | Stadion: Johan Cruijff ArenA, Amsterdam Toeschouwers: 53.968 Scheidsrechter: Gözübüyük Video-assistent: Manschot |
| 27 oktober 2019 16:45 uur |                                                   |         |           | Stadion: Johan Cruijff ArenA, Amsterdam Toeschouwers: 53.968 Scheidsrechter: Gözübüyük Video-assistent: Manschot |
| 27 oktober 2019 16:45 uur |                                                   |         |           | Stadion: Johan Cruijff ArenA, Amsterdam Toeschouwers: 53.968 Scheidsrechter: Gözübüyük Video-assistent: Manschot |
|                           |                                                   |         |           | |

## Speelronde 12
|                           |                      |         |                               | |
| 1 november 2019 20:00 uur | PEC Zwolle           | 2 – 4   | Ajax                          | Stadion: MAC³PARK stadion, Zwolle Toeschouwers: 14.000 Scheidsrechter: Kuipers Video-assistent: Van Boekel |
| 1 november 2019 20:00 uur | Hamer 35' Saymak 62' | Verslag | 6', 11' Promes 20', 88' Neres | Stadion: MAC³PARK stadion, Zwolle Toeschouwers: 14.000 Scheidsrechter: Kuipers Video-assistent: Van Boekel |
| 1 november 2019 20:00 uur |                      |         |                               | Stadion: MAC³PARK stadion, Zwolle Toeschouwers: 14.000 Scheidsrechter: Kuipers Video-assistent: Van Boekel |
| 1 november 2019 20:00 uur |                      |         |                               | Stadion: MAC³PARK stadion, Zwolle Toeschouwers: 14.000 Scheidsrechter: Kuipers Video-assistent: Van Boekel |
|                           |                      |         |                               | |

|                           |                         |         |                 | |
| 2 november 2019 18:30 uur | RKC Waalwijk            | 2 – 0   | Heracles Almelo | Stadion: Mandemakers Stadion, Waalwijk Toeschouwers: 4.689 Scheidsrechter: Van de Graaf Video-assistent: Van den Kerkhof |
| 2 november 2019 18:30 uur | Sow 11' Vermeulen 90+5' | Verslag |                 | Stadion: Mandemakers Stadion, Waalwijk Toeschouwers: 4.689 Scheidsrechter: Van de Graaf Video-assistent: Van den Kerkhof |
| 2 november 2019 18:30 uur |                         |         |                 | Stadion: Mandemakers Stadion, Waalwijk Toeschouwers: 4.689 Scheidsrechter: Van de Graaf Video-assistent: Van den Kerkhof |
| 2 november 2019 18:30 uur |                         |         |                 | Stadion: Mandemakers Stadion, Waalwijk Toeschouwers: 4.689 Scheidsrechter: Van de Graaf Video-assistent: Van den Kerkhof |
|                           |                         |         |                 | |

|                           |                    |         |                         | |
| 2 november 2019 19:45 uur | Sparta Rotterdam   | 2 – 2   | PSV                     | Stadion: Het Kasteel, Rotterdam Toeschouwers: 10.387 Scheidsrechter: Nijhuis Video-assistent: Dieperink |
| 2 november 2019 19:45 uur | Ache 28' Rayhi 58' | Verslag | 56' Sadílek 90+1' Gakpo | Stadion: Het Kasteel, Rotterdam Toeschouwers: 10.387 Scheidsrechter: Nijhuis Video-assistent: Dieperink |
| 2 november 2019 19:45 uur |                    |         |                         | Stadion: Het Kasteel, Rotterdam Toeschouwers: 10.387 Scheidsrechter: Nijhuis Video-assistent: Dieperink |
| 2 november 2019 19:45 uur |                    |         |                         | Stadion: Het Kasteel, Rotterdam Toeschouwers: 10.387 Scheidsrechter: Nijhuis Video-assistent: Dieperink |
|                           |                    |         |                         | |

|                           |                                        |         |             | |
| 2 november 2019 20:45 uur | AZ                                     | 3 – 0   | FC Twente   | Stadion: Cars Jeans Stadion, Den Haag Toeschouwers: 7.597 Scheidsrechter: Makkelie Video-assistent: Van der Eijk |
| 2 november 2019 20:45 uur | Hatzidiakos 45+2' De Wit 54' Boadu 78' | Verslag | 18' Drommel | Stadion: Cars Jeans Stadion, Den Haag Toeschouwers: 7.597 Scheidsrechter: Makkelie Video-assistent: Van der Eijk |
| 2 november 2019 20:45 uur |                                        |         |             | Stadion: Cars Jeans Stadion, Den Haag Toeschouwers: 7.597 Scheidsrechter: Makkelie Video-assistent: Van der Eijk |
| 2 november 2019 20:45 uur |                                        |         |             | Stadion: Cars Jeans Stadion, Den Haag Toeschouwers: 7.597 Scheidsrechter: Makkelie Video-assistent: Van der Eijk |
|                           |                                        |         |             | |

|                           |                          |         |           | |
| 3 november 2019 12:15 uur | FC Emmen                 | 2 – 1   | Vitesse   | Stadion: De Oude Meerdijk, Emmen Toeschouwers: 8.048 Scheidsrechter: Kooij Video-assistent: Nagtegaal |
| 3 november 2019 12:15 uur | De Leeuw 11' Laursen 22' | Verslag | 33' Dicko | Stadion: De Oude Meerdijk, Emmen Toeschouwers: 8.048 Scheidsrechter: Kooij Video-assistent: Nagtegaal |
| 3 november 2019 12:15 uur |                          |         |           | Stadion: De Oude Meerdijk, Emmen Toeschouwers: 8.048 Scheidsrechter: Kooij Video-assistent: Nagtegaal |
| 3 november 2019 12:15 uur |                          |         |           | Stadion: De Oude Meerdijk, Emmen Toeschouwers: 8.048 Scheidsrechter: Kooij Video-assistent: Nagtegaal |
|                           |                          |         |           | |

|                           |              |         |                                          | |
| 3 november 2019 14:30 uur | VVV-Venlo    | 0 – 3   | Feyenoord                                | Stadion: Covebo Stadion - De Koel -, Venlo Toeschouwers: 6.572 Scheidsrechter: Blom Video-assistent: Bax |
| 3 november 2019 14:30 uur | Kum 49', 69' | Verslag | 18' Jørgensen 33', 90+2' (pen.) Berghuis | Stadion: Covebo Stadion - De Koel -, Venlo Toeschouwers: 6.572 Scheidsrechter: Blom Video-assistent: Bax |
| 3 november 2019 14:30 uur |              |         |                                          | Stadion: Covebo Stadion - De Koel -, Venlo Toeschouwers: 6.572 Scheidsrechter: Blom Video-assistent: Bax |
| 3 november 2019 14:30 uur |              |         |                                          | Stadion: Covebo Stadion - De Koel -, Venlo Toeschouwers: 6.572 Scheidsrechter: Blom Video-assistent: Bax |
|                           |              |         |                                          | |

|                           |                   |         |           | |
| 3 november 2019 14:30 uur | FC Groningen      | 2 – 0   | Willem II | Stadion: Hitachi Capital Mobility Stadion, Groningen Toeschouwers: 16.590 Scheidsrechter: Van Boekel Video-assistent: Ruperti |
| 3 november 2019 14:30 uur | Sierhuis 40', 47' | Verslag |           | Stadion: Hitachi Capital Mobility Stadion, Groningen Toeschouwers: 16.590 Scheidsrechter: Van Boekel Video-assistent: Ruperti |
| 3 november 2019 14:30 uur |                   |         |           | Stadion: Hitachi Capital Mobility Stadion, Groningen Toeschouwers: 16.590 Scheidsrechter: Van Boekel Video-assistent: Ruperti |
| 3 november 2019 14:30 uur |                   |         |           | Stadion: Hitachi Capital Mobility Stadion, Groningen Toeschouwers: 16.590 Scheidsrechter: Van Boekel Video-assistent: Ruperti |
|                           |                   |         |           | |

|                           |                                                                              |         |                 | |
| 3 november 2019 14:30 uur | FC Utrecht                                                                   | 6 – 0   | Fortuna Sittard | Stadion: Stadion Galgenwaard, Utrecht Toeschouwers: 18.776 Scheidsrechter: Kamphuis Video-assistent: Mulder |
| 3 november 2019 14:30 uur | Kerk 4' Van de Streek 14', 59' Gustafson 32' (pen.), 70' (pen.) Makienok 83' | Verslag |                 | Stadion: Stadion Galgenwaard, Utrecht Toeschouwers: 18.776 Scheidsrechter: Kamphuis Video-assistent: Mulder |
| 3 november 2019 14:30 uur |                                                                              |         |                 | Stadion: Stadion Galgenwaard, Utrecht Toeschouwers: 18.776 Scheidsrechter: Kamphuis Video-assistent: Mulder |
| 3 november 2019 14:30 uur |                                                                              |         |                 | Stadion: Stadion Galgenwaard, Utrecht Toeschouwers: 18.776 Scheidsrechter: Kamphuis Video-assistent: Mulder |
|                           |                                                                              |         |                 | |

|                           |                   |         |               | |
| 3 november 2019 16:45 uur | ADO Den Haag      | 1 – 1   | sc Heerenveen | Stadion: Cars Jeans Stadion, Den Haag Toeschouwers: 12.681 Scheidsrechter: Van der Eijk Video-assistent: Nijhuis |
| 3 november 2019 16:45 uur | Kramer 60' (pen.) | Verslag | 88' Botman    | Stadion: Cars Jeans Stadion, Den Haag Toeschouwers: 12.681 Scheidsrechter: Van der Eijk Video-assistent: Nijhuis |
| 3 november 2019 16:45 uur |                   |         |               | Stadion: Cars Jeans Stadion, Den Haag Toeschouwers: 12.681 Scheidsrechter: Van der Eijk Video-assistent: Nijhuis |
| 3 november 2019 16:45 uur |                   |         |               | Stadion: Cars Jeans Stadion, Den Haag Toeschouwers: 12.681 Scheidsrechter: Van der Eijk Video-assistent: Nijhuis |
|                           |                   |         |               | |

## Speelronde 13
|                           |             |         |                | |
| 8 november 2019 20:00 uur | Vitesse     | 1 – 2   | FC Groningen   | Stadion: GelreDome, Arnhem Toeschouwers: 12.590 Scheidsrechter: Gözübüyük Video-assistent: Van Boekel |
| 8 november 2019 20:00 uur | Linssen 49' | Verslag | 13', 31' Asoro | Stadion: GelreDome, Arnhem Toeschouwers: 12.590 Scheidsrechter: Gözübüyük Video-assistent: Van Boekel |
| 8 november 2019 20:00 uur |             |         |                | Stadion: GelreDome, Arnhem Toeschouwers: 12.590 Scheidsrechter: Gözübüyük Video-assistent: Van Boekel |
| 8 november 2019 20:00 uur |             |         |                | Stadion: GelreDome, Arnhem Toeschouwers: 12.590 Scheidsrechter: Gözübüyük Video-assistent: Van Boekel |
|                           |             |         |                | |

|                           |                |         |                  | |
| 9 november 2019 18:30 uur | sc Heerenveen  | 2 – 1   | Sparta Rotterdam | Stadion: Abe Lenstra Stadion, Heerenveen Toeschouwers: 18.089 Scheidsrechter: Kooij Video-assistent: Martens |
| 9 november 2019 18:30 uur | Ejuke 73', 79' | Verslag | 26' Veldwijk     | Stadion: Abe Lenstra Stadion, Heerenveen Toeschouwers: 18.089 Scheidsrechter: Kooij Video-assistent: Martens |
| 9 november 2019 18:30 uur |                |         |                  | Stadion: Abe Lenstra Stadion, Heerenveen Toeschouwers: 18.089 Scheidsrechter: Kooij Video-assistent: Martens |
| 9 november 2019 18:30 uur |                |         |                  | Stadion: Abe Lenstra Stadion, Heerenveen Toeschouwers: 18.089 Scheidsrechter: Kooij Video-assistent: Martens |
|                           |                |         |                  | |

|                           |                 |         |              | |
| 9 november 2019 19:45 uur | Fortuna Sittard | 1 – 0   | ADO Den Haag | Stadion: Fortuna Sittard Stadion, Sittard Toeschouwers: 8.223 Scheidsrechter: Van den Kerkhof Video-assistent: Manschot |
| 9 november 2019 19:45 uur | Ciss 40'        | Verslag |              | Stadion: Fortuna Sittard Stadion, Sittard Toeschouwers: 8.223 Scheidsrechter: Van den Kerkhof Video-assistent: Manschot |
| 9 november 2019 19:45 uur |                 |         |              | Stadion: Fortuna Sittard Stadion, Sittard Toeschouwers: 8.223 Scheidsrechter: Van den Kerkhof Video-assistent: Manschot |
| 9 november 2019 19:45 uur |                 |         |              | Stadion: Fortuna Sittard Stadion, Sittard Toeschouwers: 8.223 Scheidsrechter: Van den Kerkhof Video-assistent: Manschot |
|                           |                 |         |              | |

|                           |                                                                     |         |                |                                                                                                   |
| 9 november 2019 20:45 uur | Heracles Almelo                                                     | 6 – 1   | VVV-Venlo      | Stadion: Erve Asito, Almelo Toeschouwers: 9.400 Scheidsrechter: Kamphuis Video-assistent: Gerrets |
| 9 november 2019 20:45 uur | Merkel 23' Van der Water 41' Dessers 56', 64', 82' Mauro Júnior 60' | Verslag | 74' Van Ooijen | Stadion: Erve Asito, Almelo Toeschouwers: 9.400 Scheidsrechter: Kamphuis Video-assistent: Gerrets |
| 9 november 2019 20:45 uur |                                                                     |         |                | Stadion: Erve Asito, Almelo Toeschouwers: 9.400 Scheidsrechter: Kamphuis Video-assistent: Gerrets |
| 9 november 2019 20:45 uur |                                                                     |         |                | Stadion: Erve Asito, Almelo Toeschouwers: 9.400 Scheidsrechter: Kamphuis Video-assistent: Gerrets |
|                           |                                                                     |         |                |                                                                                                   |

|                            |                                             |         |            | |
| 10 november 2019 12:15 uur | Ajax                                        | 4 – 0   | FC Utrecht | Stadion: Johan Cruijff ArenA, Amsterdam Toeschouwers: 53.381 Scheidsrechter: Nijhuis Video-assistent: Ruperti |
| 10 november 2019 12:15 uur | Van de Beek 14', 40' Tadić 24' Martínez 66' | Verslag |            | Stadion: Johan Cruijff ArenA, Amsterdam Toeschouwers: 53.381 Scheidsrechter: Nijhuis Video-assistent: Ruperti |
| 10 november 2019 12:15 uur |                                             |         |            | Stadion: Johan Cruijff ArenA, Amsterdam Toeschouwers: 53.381 Scheidsrechter: Nijhuis Video-assistent: Ruperti |
| 10 november 2019 12:15 uur |                                             |         |            | Stadion: Johan Cruijff ArenA, Amsterdam Toeschouwers: 53.381 Scheidsrechter: Nijhuis Video-assistent: Ruperti |
|                            |                                             |         |            | |

|                            |                 |         |             | |
| 10 november 2019 14:30 uur | Willem II       | 2 – 1   | PSV         | Stadion: Koning Willem II Stadion, Tilburg Toeschouwers: 14.400 Scheidsrechter: Kuipers Video-assistent: Bijl |
| 10 november 2019 14:30 uur | Nunnely 7', 64' | Verslag | 85' Pereiro | Stadion: Koning Willem II Stadion, Tilburg Toeschouwers: 14.400 Scheidsrechter: Kuipers Video-assistent: Bijl |
| 10 november 2019 14:30 uur |                 |         |             | Stadion: Koning Willem II Stadion, Tilburg Toeschouwers: 14.400 Scheidsrechter: Kuipers Video-assistent: Bijl |
| 10 november 2019 14:30 uur |                 |         |             | Stadion: Koning Willem II Stadion, Tilburg Toeschouwers: 14.400 Scheidsrechter: Kuipers Video-assistent: Bijl |
|                            |                 |         |             | |

|                            |                              |         |                    | |
| 10 november 2019 14:30 uur | FC Twente                    | 2 – 1   | PEC Zwolle         | Stadion: De Grolsch Veste, Enschede Toeschouwers: 26.900 Scheidsrechter: Blom Video-assistent: Bos |
| 10 november 2019 14:30 uur | Vučkić 16' Latibeaudiere 25' | Verslag | 61' Ghoochannejhad | Stadion: De Grolsch Veste, Enschede Toeschouwers: 26.900 Scheidsrechter: Blom Video-assistent: Bos |
| 10 november 2019 14:30 uur |                              |         |                    | Stadion: De Grolsch Veste, Enschede Toeschouwers: 26.900 Scheidsrechter: Blom Video-assistent: Bos |
| 10 november 2019 14:30 uur |                              |         |                    | Stadion: De Grolsch Veste, Enschede Toeschouwers: 26.900 Scheidsrechter: Blom Video-assistent: Bos |
|                            |                              |         |                    | |

|                            |                                      |         |                                        | |
| 10 november 2019 16:45 uur | Feyenoord                            | 3 – 2   | RKC Waalwijk                           | Stadion: Stadion Feijenoord, Rotterdam Toeschouwers: 47.431 Scheidsrechter: Makkelie Video-assistent: Dieperink |
| 10 november 2019 16:45 uur | Jørgensen 25' Larsson 40' Senesi 85' | Verslag | 14' Maatsen 19' Sow 85', 85' Spierings | Stadion: Stadion Feijenoord, Rotterdam Toeschouwers: 47.431 Scheidsrechter: Makkelie Video-assistent: Dieperink |
| 10 november 2019 16:45 uur |                                      |         |                                        | Stadion: Stadion Feijenoord, Rotterdam Toeschouwers: 47.431 Scheidsrechter: Makkelie Video-assistent: Dieperink |
| 10 november 2019 16:45 uur |                                      |         |                                        | Stadion: Stadion Feijenoord, Rotterdam Toeschouwers: 47.431 Scheidsrechter: Makkelie Video-assistent: Dieperink |
|                            |                                      |         |                                        | |

|                            |                                             |         |          | |
| 10 november 2019 20:00 uur | AZ                                          | 3 – 0   | FC Emmen | Stadion: Cars Jeans Stadion, Den Haag Toeschouwers: 5.565 Scheidsrechter: Mulder Video-assistent: Lindhout |
| 10 november 2019 20:00 uur | Koopmeiners 36' (pen.) Boadu 45' Stengs 58' | Verslag |          | Stadion: Cars Jeans Stadion, Den Haag Toeschouwers: 5.565 Scheidsrechter: Mulder Video-assistent: Lindhout |
| 10 november 2019 20:00 uur |                                             |         |          | Stadion: Cars Jeans Stadion, Den Haag Toeschouwers: 5.565 Scheidsrechter: Mulder Video-assistent: Lindhout |
| 10 november 2019 20:00 uur |                                             |         |          | Stadion: Cars Jeans Stadion, Den Haag Toeschouwers: 5.565 Scheidsrechter: Mulder Video-assistent: Lindhout |
|                            |                                             |         |          | |

## Speelronde 14
|                            |            |         |                                       | |
| 23 november 2019 18:30 uur | FC Utrecht | 0 – 3   | AZ                                    | Stadion: Stadion Galgenwaard, Utrecht Toeschouwers: 22.401 Scheidsrechter: Kuipers Video-assistent: Van Boekel |
| 23 november 2019 18:30 uur |            | Verslag | 24' Koopmeiners 31' Idrissi 50' Boadu | Stadion: Stadion Galgenwaard, Utrecht Toeschouwers: 22.401 Scheidsrechter: Kuipers Video-assistent: Van Boekel |
| 23 november 2019 18:30 uur |            |         |                                       | Stadion: Stadion Galgenwaard, Utrecht Toeschouwers: 22.401 Scheidsrechter: Kuipers Video-assistent: Van Boekel |
| 23 november 2019 18:30 uur |            |         |                                       | Stadion: Stadion Galgenwaard, Utrecht Toeschouwers: 22.401 Scheidsrechter: Kuipers Video-assistent: Van Boekel |
|                            |            |         |                                       | |

|                            |                                          |         |                 | |
| 23 november 2019 19:45 uur | Ajax                                     | 4 – 1   | Heracles Almelo | Stadion: Johan Cruijff ArenA, Amsterdam Toeschouwers: 53.226 Scheidsrechter: Higler Video-assistent: Bijl |
| 23 november 2019 19:45 uur | Promes 26', 60' Labyad 56' Huntelaar 87' | Verslag | 90' Dessers     | Stadion: Johan Cruijff ArenA, Amsterdam Toeschouwers: 53.226 Scheidsrechter: Higler Video-assistent: Bijl |
| 23 november 2019 19:45 uur |                                          |         |                 | Stadion: Johan Cruijff ArenA, Amsterdam Toeschouwers: 53.226 Scheidsrechter: Higler Video-assistent: Bijl |
| 23 november 2019 19:45 uur |                                          |         |                 | Stadion: Johan Cruijff ArenA, Amsterdam Toeschouwers: 53.226 Scheidsrechter: Higler Video-assistent: Bijl |
|                            |                                          |         |                 | |

|                            |                                                        |         |                       | |
| 23 november 2019 19:45 uur | PEC Zwolle                                             | 3 – 1   | Fortuna Sittard       | Stadion: MAC³PARK stadion, Zwolle Toeschouwers: 13.912 Scheidsrechter: Kooij Video-assistent: Blank |
| 23 november 2019 19:45 uur | Saymak 4' Ghoochannejhad 57' Bel Hassani 65' Thy 90+4' | Verslag | 42' Ciss 89' Damașcan | Stadion: MAC³PARK stadion, Zwolle Toeschouwers: 13.912 Scheidsrechter: Kooij Video-assistent: Blank |
| 23 november 2019 19:45 uur |                                                        |         |                       | Stadion: MAC³PARK stadion, Zwolle Toeschouwers: 13.912 Scheidsrechter: Kooij Video-assistent: Blank |
| 23 november 2019 19:45 uur |                                                        |         |                       | Stadion: MAC³PARK stadion, Zwolle Toeschouwers: 13.912 Scheidsrechter: Kooij Video-assistent: Blank |
|                            |                                                        |         |                       | |

|                            |                             |         |                                | |
| 23 november 2019 20:45 uur | ADO Den Haag                | 3 – 3   | Willem II                      | Stadion: Cars Jeans Stadion, Den Haag Toeschouwers: 10.889 Scheidsrechter: Lindhout Video-assistent: Van den Kerkhof |
| 23 november 2019 20:45 uur | Necid 49', 83' Goossens 88' | Verslag | 12' Heerkens 39', 55' Pavlidis | Stadion: Cars Jeans Stadion, Den Haag Toeschouwers: 10.889 Scheidsrechter: Lindhout Video-assistent: Van den Kerkhof |
| 23 november 2019 20:45 uur |                             |         |                                | Stadion: Cars Jeans Stadion, Den Haag Toeschouwers: 10.889 Scheidsrechter: Lindhout Video-assistent: Van den Kerkhof |
| 23 november 2019 20:45 uur |                             |         |                                | Stadion: Cars Jeans Stadion, Den Haag Toeschouwers: 10.889 Scheidsrechter: Lindhout Video-assistent: Van den Kerkhof |
|                            |                             |         |                                | |

|                            |                      |         |                | |
| 24 november 2019 12:15 uur | FC Groningen         | 1 – 1   | Feyenoord      | Stadion: Hitachi Capital Mobility Stadion, Groningen Toeschouwers: 21.096 Scheidsrechter: Manschot Video-assistent: Gözübüyük |
| 24 november 2019 12:15 uur | Memišević 60' (pen.) | Verslag | 32' Sinisterra | Stadion: Hitachi Capital Mobility Stadion, Groningen Toeschouwers: 21.096 Scheidsrechter: Manschot Video-assistent: Gözübüyük |
| 24 november 2019 12:15 uur |                      |         |                | Stadion: Hitachi Capital Mobility Stadion, Groningen Toeschouwers: 21.096 Scheidsrechter: Manschot Video-assistent: Gözübüyük |
| 24 november 2019 12:15 uur |                      |         |                | Stadion: Hitachi Capital Mobility Stadion, Groningen Toeschouwers: 21.096 Scheidsrechter: Manschot Video-assistent: Gözübüyük |
|                            |                      |         |                | |

|                            |                   |         |               | |
| 24 november 2019 14:30 uur | PSV               | 2 – 1   | sc Heerenveen | Stadion: Philips Stadion, Eindhoven Toeschouwers: 33.800 Scheidsrechter: Nijhuis Video-assistent: Kamphuis |
| 24 november 2019 14:30 uur | Bergwijn 17', 36' | Verslag | 55' Odgaard   | Stadion: Philips Stadion, Eindhoven Toeschouwers: 33.800 Scheidsrechter: Nijhuis Video-assistent: Kamphuis |
| 24 november 2019 14:30 uur |                   |         |               | Stadion: Philips Stadion, Eindhoven Toeschouwers: 33.800 Scheidsrechter: Nijhuis Video-assistent: Kamphuis |
| 24 november 2019 14:30 uur |                   |         |               | Stadion: Philips Stadion, Eindhoven Toeschouwers: 33.800 Scheidsrechter: Nijhuis Video-assistent: Kamphuis |
|                            |                   |         |               | |

|                            |                           |         |              | |
| 24 november 2019 14:30 uur | RKC Waalwijk              | 1 – 1   | FC Emmen     | Stadion: Mandemakers Stadion, Waalwijk Toeschouwers: 6.645 Scheidsrechter: Martens Video-assistent: Pérez |
| 24 november 2019 14:30 uur | Mulder 55', 76' Sow 90+6' | Verslag | 15' De Leeuw | Stadion: Mandemakers Stadion, Waalwijk Toeschouwers: 6.645 Scheidsrechter: Martens Video-assistent: Pérez |
| 24 november 2019 14:30 uur |                           |         |              | Stadion: Mandemakers Stadion, Waalwijk Toeschouwers: 6.645 Scheidsrechter: Martens Video-assistent: Pérez |
| 24 november 2019 14:30 uur |                           |         |              | Stadion: Mandemakers Stadion, Waalwijk Toeschouwers: 6.645 Scheidsrechter: Martens Video-assistent: Pérez |
|                            |                           |         |              | |

|                            |                         |         |         |                                                                                                   |
| 24 november 2019 16:45 uur | Sparta Rotterdam        | 2 – 0   | Vitesse | Stadion: Het Kasteel, Rotterdam Toeschouwers: 10.020 Scheidsrechter: Bax Video-assistent: Oostrom |
| 24 november 2019 16:45 uur | Mattheij 30' Smeets 83' | Verslag |         | Stadion: Het Kasteel, Rotterdam Toeschouwers: 10.020 Scheidsrechter: Bax Video-assistent: Oostrom |
| 24 november 2019 16:45 uur |                         |         |         | Stadion: Het Kasteel, Rotterdam Toeschouwers: 10.020 Scheidsrechter: Bax Video-assistent: Oostrom |
| 24 november 2019 16:45 uur |                         |         |         | Stadion: Het Kasteel, Rotterdam Toeschouwers: 10.020 Scheidsrechter: Bax Video-assistent: Oostrom |
|                            |                         |         |         |                                                                                                   |

|                            |                            |         |            | |
| 24 november 2019 16:45 uur | VVV-Venlo                  | 2 – 1   | FC Twente  | Stadion: Covebo Stadion - De Koel -, Venlo Toeschouwers: 6.730 Scheidsrechter: Van der Eijk Video-assistent: Ruperti |
| 24 november 2019 16:45 uur | Van Ooijen 34' Soriano 36' | Verslag | 41' Vučkić | Stadion: Covebo Stadion - De Koel -, Venlo Toeschouwers: 6.730 Scheidsrechter: Van der Eijk Video-assistent: Ruperti |
| 24 november 2019 16:45 uur |                            |         |            | Stadion: Covebo Stadion - De Koel -, Venlo Toeschouwers: 6.730 Scheidsrechter: Van der Eijk Video-assistent: Ruperti |
| 24 november 2019 16:45 uur |                            |         |            | Stadion: Covebo Stadion - De Koel -, Venlo Toeschouwers: 6.730 Scheidsrechter: Van der Eijk Video-assistent: Ruperti |
|                            |                            |         |            | |

## Speelronde 15
|                            |                                            |         |                       | |
| 29 november 2019 20:00 uur | sc Heerenveen                              | 3 – 2   | Vitesse               | Stadion: Abe Lenstra Stadion, Heerenveen Toeschouwers: 17.883 Scheidsrechter: Makkelie Video-assistent: Teuben |
| 29 november 2019 20:00 uur | Faik 42' (pen.) Van Bergen 63' Odgaard 69' | Verslag | 9' Matavž 21' Linssen | Stadion: Abe Lenstra Stadion, Heerenveen Toeschouwers: 17.883 Scheidsrechter: Makkelie Video-assistent: Teuben |
| 29 november 2019 20:00 uur |                                            |         |                       | Stadion: Abe Lenstra Stadion, Heerenveen Toeschouwers: 17.883 Scheidsrechter: Makkelie Video-assistent: Teuben |
| 29 november 2019 20:00 uur |                                            |         |                       | Stadion: Abe Lenstra Stadion, Heerenveen Toeschouwers: 17.883 Scheidsrechter: Makkelie Video-assistent: Teuben |
|                            |                                            |         |                       | |

|                            |                                                      |         |                  | |
| 30 november 2019 18:30 uur | Willem II                                            | 4 – 0   | Sparta Rotterdam | Stadion: Koning Willem II Stadion, Tilburg Toeschouwers: 14.250 Scheidsrechter: Mulder Video-assistent: Kooij |
| 30 november 2019 18:30 uur | Nunnely 5' Ndayishimiye 24' Heerkens 36' Köhlert 59' | Verslag |                  | Stadion: Koning Willem II Stadion, Tilburg Toeschouwers: 14.250 Scheidsrechter: Mulder Video-assistent: Kooij |
| 30 november 2019 18:30 uur |                                                      |         |                  | Stadion: Koning Willem II Stadion, Tilburg Toeschouwers: 14.250 Scheidsrechter: Mulder Video-assistent: Kooij |
| 30 november 2019 18:30 uur |                                                      |         |                  | Stadion: Koning Willem II Stadion, Tilburg Toeschouwers: 14.250 Scheidsrechter: Mulder Video-assistent: Kooij |
|                            |                                                      |         |                  | |

|                            |                 |         |              | |
| 30 november 2019 19:45 uur | Fortuna Sittard | 1 – 0   | FC Groningen | Stadion: Fortuna Sittard Stadion, Sittard Toeschouwers: 7.632 Scheidsrechter: Martens Video-assistent: Dieperink |
| 30 november 2019 19:45 uur | Karjalainen 78' | Verslag |              | Stadion: Fortuna Sittard Stadion, Sittard Toeschouwers: 7.632 Scheidsrechter: Martens Video-assistent: Dieperink |
| 30 november 2019 19:45 uur |                 |         |              | Stadion: Fortuna Sittard Stadion, Sittard Toeschouwers: 7.632 Scheidsrechter: Martens Video-assistent: Dieperink |
| 30 november 2019 19:45 uur |                 |         |              | Stadion: Fortuna Sittard Stadion, Sittard Toeschouwers: 7.632 Scheidsrechter: Martens Video-assistent: Dieperink |
|                            |                 |         |              | |

|                            |                                              |         |              |                                                                                                |
| 30 november 2019 20:45 uur | Heracles Almelo                              | 4 – 0   | ADO Den Haag | Stadion: Erve Asito, Almelo Toeschouwers: 10.150 Scheidsrechter: Manschot Video-assistent: Bos |
| 30 november 2019 20:45 uur | Dessers 22', 57' Mauro Júnior 39' Merkel 65' | Verslag |              | Stadion: Erve Asito, Almelo Toeschouwers: 10.150 Scheidsrechter: Manschot Video-assistent: Bos |
| 30 november 2019 20:45 uur |                                              |         |              | Stadion: Erve Asito, Almelo Toeschouwers: 10.150 Scheidsrechter: Manschot Video-assistent: Bos |
| 30 november 2019 20:45 uur |                                              |         |              | Stadion: Erve Asito, Almelo Toeschouwers: 10.150 Scheidsrechter: Manschot Video-assistent: Bos |
|                            |                                              |         |              |                                                                                                |

|                           |                                |         |                                         | |
| 1 december 2019 12:15 uur | FC Twente                      | 2 – 5   | Ajax                                    | Stadion: De Grolsch Veste, Enschede Toeschouwers: 30.000 Scheidsrechter: Van Boekel Video-assistent: Van de Graaf |
| 1 december 2019 12:15 uur | Nakamura 15' Cantalapiedra 19' | Verslag | 32', 51', 70' Lang 61', 90+6' Huntelaar | Stadion: De Grolsch Veste, Enschede Toeschouwers: 30.000 Scheidsrechter: Van Boekel Video-assistent: Van de Graaf |
| 1 december 2019 12:15 uur |                                |         |                                         | Stadion: De Grolsch Veste, Enschede Toeschouwers: 30.000 Scheidsrechter: Van Boekel Video-assistent: Van de Graaf |
| 1 december 2019 12:15 uur |                                |         |                                         | Stadion: De Grolsch Veste, Enschede Toeschouwers: 30.000 Scheidsrechter: Van Boekel Video-assistent: Van de Graaf |
|                           |                                |         |                                         | |

|                           |            |         |                 | |
| 1 december 2019 14:30 uur | FC Utrecht | 0 – 1   | RKC Waalwijk    | Stadion: Stadion Galgenwaard, Utrecht Toeschouwers: 18.103 Scheidsrechter: Van der Eijk Video-assistent: Gerrets |
| 1 december 2019 14:30 uur |            | Verslag | 69' Meulensteen | Stadion: Stadion Galgenwaard, Utrecht Toeschouwers: 18.103 Scheidsrechter: Van der Eijk Video-assistent: Gerrets |
| 1 december 2019 14:30 uur |            |         |                 | Stadion: Stadion Galgenwaard, Utrecht Toeschouwers: 18.103 Scheidsrechter: Van der Eijk Video-assistent: Gerrets |
| 1 december 2019 14:30 uur |            |         |                 | Stadion: Stadion Galgenwaard, Utrecht Toeschouwers: 18.103 Scheidsrechter: Van der Eijk Video-assistent: Gerrets |
|                           |            |         |                 | |

|                           |              |         |           | |
| 1 december 2019 16:45 uur | AZ           | 1 – 0   | VVV-Venlo | Stadion: Cars Jeans Stadion, Den Haag Toeschouwers: 6.007 Scheidsrechter: Van den Kerkhof Video-assistent: Van der Laan |
| 1 december 2019 16:45 uur | Sugawara 39' | Verslag |           | Stadion: Cars Jeans Stadion, Den Haag Toeschouwers: 6.007 Scheidsrechter: Van den Kerkhof Video-assistent: Van der Laan |
| 1 december 2019 16:45 uur |              |         |           | Stadion: Cars Jeans Stadion, Den Haag Toeschouwers: 6.007 Scheidsrechter: Van den Kerkhof Video-assistent: Van der Laan |
| 1 december 2019 16:45 uur |              |         |           | Stadion: Cars Jeans Stadion, Den Haag Toeschouwers: 6.007 Scheidsrechter: Van den Kerkhof Video-assistent: Van der Laan |
|                           |              |         |           | |

|                           |              |         |            | |
| 1 december 2019 16:45 uur | Feyenoord    | 1 – 0   | PEC Zwolle | Stadion: Stadion Feijenoord, Rotterdam Toeschouwers: 44.513 Scheidsrechter: Lindhout Video-assistent: Blom |
| 1 december 2019 16:45 uur | Berghuis 23' | Verslag |            | Stadion: Stadion Feijenoord, Rotterdam Toeschouwers: 44.513 Scheidsrechter: Lindhout Video-assistent: Blom |
| 1 december 2019 16:45 uur |              |         |            | Stadion: Stadion Feijenoord, Rotterdam Toeschouwers: 44.513 Scheidsrechter: Lindhout Video-assistent: Blom |
| 1 december 2019 16:45 uur |              |         |            | Stadion: Stadion Feijenoord, Rotterdam Toeschouwers: 44.513 Scheidsrechter: Lindhout Video-assistent: Blom |
|                           |              |         |            | |

|                           |                           |         |             | |
| 1 december 2019 20:00 uur | FC Emmen                  | 1 – 1   | PSV         | Stadion: De Oude Meerdijk, Emmen Toeschouwers: 8.309 Scheidsrechter: Higler Video-assistent: Makkelie |
| 1 december 2019 20:00 uur | Kolar 52' Bijl 70', 90+3' | Verslag | 15' Schwaab | Stadion: De Oude Meerdijk, Emmen Toeschouwers: 8.309 Scheidsrechter: Higler Video-assistent: Makkelie |
| 1 december 2019 20:00 uur |                           |         |             | Stadion: De Oude Meerdijk, Emmen Toeschouwers: 8.309 Scheidsrechter: Higler Video-assistent: Makkelie |
| 1 december 2019 20:00 uur |                           |         |             | Stadion: De Oude Meerdijk, Emmen Toeschouwers: 8.309 Scheidsrechter: Higler Video-assistent: Makkelie |
|                           |                           |         |             | |

## Speelronde 16
|                           |      |         |                                       | |
| 6 december 2019 20:15 uur | Ajax | 0 – 2   | Willem II                             | Stadion: Johan Cruijff ArenA, Amsterdam Toeschouwers: 54.022 Scheidsrechter: Kuipers Video-assistent: Van Boekel |
| 6 december 2019 20:15 uur |      | Verslag | 42' (pen.) Ndayishimiye 78' Dankerlui | Stadion: Johan Cruijff ArenA, Amsterdam Toeschouwers: 54.022 Scheidsrechter: Kuipers Video-assistent: Van Boekel |
| 6 december 2019 20:15 uur |      |         |                                       | Stadion: Johan Cruijff ArenA, Amsterdam Toeschouwers: 54.022 Scheidsrechter: Kuipers Video-assistent: Van Boekel |
| 6 december 2019 20:15 uur |      |         |                                       | Stadion: Johan Cruijff ArenA, Amsterdam Toeschouwers: 54.022 Scheidsrechter: Kuipers Video-assistent: Van Boekel |
|                           |      |         |                                       | |

|                           |              |       |           | |
| 7 december 2019 18:30 uur | ADO Den Haag | 0 – 0 | FC Twente | Stadion: Cars Jeans Stadion, Den Haag Toeschouwers: 11.439 Scheidsrechter: Mulder Video-assistent: Pérez |
| 7 december 2019 18:30 uur | Verslag      |       |           | Stadion: Cars Jeans Stadion, Den Haag Toeschouwers: 11.439 Scheidsrechter: Mulder Video-assistent: Pérez |
| 7 december 2019 18:30 uur |              |       |           | Stadion: Cars Jeans Stadion, Den Haag Toeschouwers: 11.439 Scheidsrechter: Mulder Video-assistent: Pérez |
| 7 december 2019 18:30 uur |              |       |           | Stadion: Cars Jeans Stadion, Den Haag Toeschouwers: 11.439 Scheidsrechter: Mulder Video-assistent: Pérez |
|                           |              |       |           | |

|                           |                                                                      |         |                 | |
| 7 december 2019 19:45 uur | PSV                                                                  | 5 – 0   | Fortuna Sittard | Stadion: Philips Stadion, Eindhoven Toeschouwers: 33.300 Scheidsrechter: Lindhout Video-assistent: Bijl |
| 7 december 2019 19:45 uur | Doan 8' Malen 26' Bergwijn 42' (pen.) Ihattaren 52' (pen.) Gakpo 84' | Verslag |                 | Stadion: Philips Stadion, Eindhoven Toeschouwers: 33.300 Scheidsrechter: Lindhout Video-assistent: Bijl |
| 7 december 2019 19:45 uur |                                                                      |         |                 | Stadion: Philips Stadion, Eindhoven Toeschouwers: 33.300 Scheidsrechter: Lindhout Video-assistent: Bijl |
| 7 december 2019 19:45 uur |                                                                      |         |                 | Stadion: Philips Stadion, Eindhoven Toeschouwers: 33.300 Scheidsrechter: Lindhout Video-assistent: Bijl |
|                           |                                                                      |         |                 | |

|                           |                           |         |            | |
| 7 december 2019 19:45 uur | VVV-Venlo                 | 2 – 0   | FC Emmen   | Stadion: Covebo Stadion - De Koel -, Venlo Toeschouwers: 6.580 Scheidsrechter: Bax Video-assistent: Dieperink |
| 7 december 2019 19:45 uur | Opoku 7' Van Ooijen 90+5' | Verslag | 71' Burnet | Stadion: Covebo Stadion - De Koel -, Venlo Toeschouwers: 6.580 Scheidsrechter: Bax Video-assistent: Dieperink |
| 7 december 2019 19:45 uur |                           |         |            | Stadion: Covebo Stadion - De Koel -, Venlo Toeschouwers: 6.580 Scheidsrechter: Bax Video-assistent: Dieperink |
| 7 december 2019 19:45 uur |                           |         |            | Stadion: Covebo Stadion - De Koel -, Venlo Toeschouwers: 6.580 Scheidsrechter: Bax Video-assistent: Dieperink |
|                           |                           |         |            | |

|                           |            |         |                            | |
| 7 december 2019 20:45 uur | PEC Zwolle | 0 – 3   | AZ                         | Stadion: MAC³PARK stadion, Zwolle Toeschouwers: 13.708 Scheidsrechter: Gözübüyük Video-assistent: Nijhuis |
| 7 december 2019 20:45 uur |            | Verslag | 15' Boadu 42', 65' Idrissi | Stadion: MAC³PARK stadion, Zwolle Toeschouwers: 13.708 Scheidsrechter: Gözübüyük Video-assistent: Nijhuis |
| 7 december 2019 20:45 uur |            |         |                            | Stadion: MAC³PARK stadion, Zwolle Toeschouwers: 13.708 Scheidsrechter: Gözübüyük Video-assistent: Nijhuis |
| 7 december 2019 20:45 uur |            |         |                            | Stadion: MAC³PARK stadion, Zwolle Toeschouwers: 13.708 Scheidsrechter: Gözübüyük Video-assistent: Nijhuis |
|                           |            |         |                            | |

|                           |         |       |           | |
| 8 december 2019 12:15 uur | Vitesse | 0 – 0 | Feyenoord | Stadion: GelreDome, Arnhem Toeschouwers: 16.455 Scheidsrechter: Van Boekel Video-assistent: Kamphuis |
| 8 december 2019 12:15 uur | Verslag |       |           | Stadion: GelreDome, Arnhem Toeschouwers: 16.455 Scheidsrechter: Van Boekel Video-assistent: Kamphuis |
| 8 december 2019 12:15 uur |         |       |           | Stadion: GelreDome, Arnhem Toeschouwers: 16.455 Scheidsrechter: Van Boekel Video-assistent: Kamphuis |
| 8 december 2019 12:15 uur |         |       |           | Stadion: GelreDome, Arnhem Toeschouwers: 16.455 Scheidsrechter: Van Boekel Video-assistent: Kamphuis |
|                           |         |       |           | |

|                           |               |         |                                      | |
| 8 december 2019 14:30 uur | RKC Waalwijk  | 1 – 3   | sc Heerenveen                        | Stadion: Mandemakers Stadion, Waalwijk Toeschouwers: 5.174 Scheidsrechter: Nagtegaal Video-assistent: Lindhout |
| 8 december 2019 14:30 uur | Spierings 75' | Verslag | 26' Kongolo 83' Odgaard 90+2' Dreyer | Stadion: Mandemakers Stadion, Waalwijk Toeschouwers: 5.174 Scheidsrechter: Nagtegaal Video-assistent: Lindhout |
| 8 december 2019 14:30 uur |               |         |                                      | Stadion: Mandemakers Stadion, Waalwijk Toeschouwers: 5.174 Scheidsrechter: Nagtegaal Video-assistent: Lindhout |
| 8 december 2019 14:30 uur |               |         |                                      | Stadion: Mandemakers Stadion, Waalwijk Toeschouwers: 5.174 Scheidsrechter: Nagtegaal Video-assistent: Lindhout |
|                           |               |         |                                      | |

|                           |              |         |               | |
| 8 december 2019 14:30 uur | FC Groningen | 0 – 1   | FC Utrecht    | Stadion: Hitachi Capital Mobility Stadion, Groningen Toeschouwers: 18.741 Scheidsrechter: Blom Video-assistent: Ruperti |
| 8 december 2019 14:30 uur |              | Verslag | 81' Ramselaar | Stadion: Hitachi Capital Mobility Stadion, Groningen Toeschouwers: 18.741 Scheidsrechter: Blom Video-assistent: Ruperti |
| 8 december 2019 14:30 uur |              |         |               | Stadion: Hitachi Capital Mobility Stadion, Groningen Toeschouwers: 18.741 Scheidsrechter: Blom Video-assistent: Ruperti |
| 8 december 2019 14:30 uur |              |         |               | Stadion: Hitachi Capital Mobility Stadion, Groningen Toeschouwers: 18.741 Scheidsrechter: Blom Video-assistent: Ruperti |
|                           |              |         |               | |

|                           |                  |         |                 | |
| 8 december 2019 16:45 uur | Sparta Rotterdam | 0 – 0   | Heracles Almelo | Stadion: Het Kasteel, Rotterdam Toeschouwers: 9.934 Scheidsrechter: Martens Video-assistent: Higler |
| 8 december 2019 16:45 uur |                  | Verslag | 90' Konings     | Stadion: Het Kasteel, Rotterdam Toeschouwers: 9.934 Scheidsrechter: Martens Video-assistent: Higler |
| 8 december 2019 16:45 uur |                  |         |                 | Stadion: Het Kasteel, Rotterdam Toeschouwers: 9.934 Scheidsrechter: Martens Video-assistent: Higler |
| 8 december 2019 16:45 uur |                  |         |                 | Stadion: Het Kasteel, Rotterdam Toeschouwers: 9.934 Scheidsrechter: Martens Video-assistent: Higler |
|                           |                  |         |                 | |

## Speelronde 17
|                            |               |         |                              | |
| 13 december 2019 20:00 uur | sc Heerenveen | 1 – 2   | Willem II                    | Stadion: Abe Lenstra Stadion, Heerenveen Toeschouwers: 18.121 Scheidsrechter: Higler Video-assistent: Dieperink |
| 13 december 2019 20:00 uur | Kongolo 22'   | Verslag | 9' Pavlidis 43' Ndayishimiye | Stadion: Abe Lenstra Stadion, Heerenveen Toeschouwers: 18.121 Scheidsrechter: Higler Video-assistent: Dieperink |
| 13 december 2019 20:00 uur |               |         |                              | Stadion: Abe Lenstra Stadion, Heerenveen Toeschouwers: 18.121 Scheidsrechter: Higler Video-assistent: Dieperink |
| 13 december 2019 20:00 uur |               |         |                              | Stadion: Abe Lenstra Stadion, Heerenveen Toeschouwers: 18.121 Scheidsrechter: Higler Video-assistent: Dieperink |
|                            |               |         |                              | |

|                            |                                  |         |                                    | |
| 14 december 2019 18:30 uur | ADO Den Haag                     | 1 – 1   | FC Groningen                       | Stadion: Cars Jeans Stadion, Den Haag Toeschouwers: 11.049 Scheidsrechter: Kooij Video-assistent: Martens |
| 14 december 2019 18:30 uur | Necid 42' Beugelsdijk 52', 90+3' | Verslag | 20' Gudmundsson 42', 45+1' Zeefuik | Stadion: Cars Jeans Stadion, Den Haag Toeschouwers: 11.049 Scheidsrechter: Kooij Video-assistent: Martens |
| 14 december 2019 18:30 uur |                                  |         |                                    | Stadion: Cars Jeans Stadion, Den Haag Toeschouwers: 11.049 Scheidsrechter: Kooij Video-assistent: Martens |
| 14 december 2019 18:30 uur |                                  |         |                                    | Stadion: Cars Jeans Stadion, Den Haag Toeschouwers: 11.049 Scheidsrechter: Kooij Video-assistent: Martens |
|                            |                                  |         |                                    | |

|                            |                               |         |                                   | |
| 14 december 2019 19:45 uur | Fortuna Sittard               | 3 – 2   | RKC Waalwijk                      | Stadion: Fortuna Sittard Stadion, Sittard Toeschouwers: 8.391 Scheidsrechter: Kamphuis Video-assistent: Pérez |
| 14 december 2019 19:45 uur | Diemers 13' Damașcan 45', 58' | Verslag | 8' Mulder 31' Leemans 83' Maatsen | Stadion: Fortuna Sittard Stadion, Sittard Toeschouwers: 8.391 Scheidsrechter: Kamphuis Video-assistent: Pérez |
| 14 december 2019 19:45 uur |                               |         |                                   | Stadion: Fortuna Sittard Stadion, Sittard Toeschouwers: 8.391 Scheidsrechter: Kamphuis Video-assistent: Pérez |
| 14 december 2019 19:45 uur |                               |         |                                   | Stadion: Fortuna Sittard Stadion, Sittard Toeschouwers: 8.391 Scheidsrechter: Kamphuis Video-assistent: Pérez |
|                            |                               |         |                                   | |

|                            |               |         |                      | |
| 14 december 2019 19:45 uur | VVV-Venlo     | 1 – 2   | PEC Zwolle           | Stadion: Covebo Stadion - De Koel -, Venlo Toeschouwers: 6.861 Scheidsrechter: Nagtegaal Video-assistent: Mulder |
| 14 december 2019 19:45 uur | Bastiaans 77' | Verslag | 11' Paal 24' Clement | Stadion: Covebo Stadion - De Koel -, Venlo Toeschouwers: 6.861 Scheidsrechter: Nagtegaal Video-assistent: Mulder |
| 14 december 2019 19:45 uur |               |         |                      | Stadion: Covebo Stadion - De Koel -, Venlo Toeschouwers: 6.861 Scheidsrechter: Nagtegaal Video-assistent: Mulder |
| 14 december 2019 19:45 uur |               |         |                      | Stadion: Covebo Stadion - De Koel -, Venlo Toeschouwers: 6.861 Scheidsrechter: Nagtegaal Video-assistent: Mulder |
|                            |               |         |                      | |

|                            |           |         |                            | |
| 14 december 2019 20:45 uur | FC Twente | 0 – 3   | Vitesse                    | Stadion: De Grolsch Veste, Enschede Toeschouwers: 26.500 Scheidsrechter: Lindhout Video-assistent: Bax |
| 14 december 2019 20:45 uur |           | Verslag | 51', 72' Linssen 61' Dicko | Stadion: De Grolsch Veste, Enschede Toeschouwers: 26.500 Scheidsrechter: Lindhout Video-assistent: Bax |
| 14 december 2019 20:45 uur |           |         |                            | Stadion: De Grolsch Veste, Enschede Toeschouwers: 26.500 Scheidsrechter: Lindhout Video-assistent: Bax |
| 14 december 2019 20:45 uur |           |         |                            | Stadion: De Grolsch Veste, Enschede Toeschouwers: 26.500 Scheidsrechter: Lindhout Video-assistent: Bax |
|                            |           |         |                            | |

|                            |                                     |         |                  | |
| 15 december 2019 12:15 uur | FC Emmen                            | 2 – 0   | Sparta Rotterdam | Stadion: De Oude Meerdijk, Emmen Toeschouwers: 8.145 Scheidsrechter: Van de Graaf Video-assistent: Van der Eijk |
| 15 december 2019 12:15 uur | Peña 18' (pen.) De Leeuw 29' (pen.) | Verslag |                  | Stadion: De Oude Meerdijk, Emmen Toeschouwers: 8.145 Scheidsrechter: Van de Graaf Video-assistent: Van der Eijk |
| 15 december 2019 12:15 uur |                                     |         |                  | Stadion: De Oude Meerdijk, Emmen Toeschouwers: 8.145 Scheidsrechter: Van de Graaf Video-assistent: Van der Eijk |
| 15 december 2019 12:15 uur |                                     |         |                  | Stadion: De Oude Meerdijk, Emmen Toeschouwers: 8.145 Scheidsrechter: Van de Graaf Video-assistent: Van der Eijk |
|                            |                                     |         |                  | |

|                            |                                      |         |             | |
| 15 december 2019 14:30 uur | Feyenoord                            | 3 – 1   | PSV         | Stadion: Stadion Feijenoord, Rotterdam Toeschouwers: 47.625 Scheidsrechter: Nijhuis Video-assistent: Higler |
| 15 december 2019 14:30 uur | Berghuis 19', 34' (pen.), 64' (pen.) | Verslag | 84' Pereiro | Stadion: Stadion Feijenoord, Rotterdam Toeschouwers: 47.625 Scheidsrechter: Nijhuis Video-assistent: Higler |
| 15 december 2019 14:30 uur |                                      |         |             | Stadion: Stadion Feijenoord, Rotterdam Toeschouwers: 47.625 Scheidsrechter: Nijhuis Video-assistent: Higler |
| 15 december 2019 14:30 uur |                                      |         |             | Stadion: Stadion Feijenoord, Rotterdam Toeschouwers: 47.625 Scheidsrechter: Nijhuis Video-assistent: Higler |
|                            |                                      |         |             | |

|                            |           |         |      | |
| 15 december 2019 16:45 uur | AZ        | 1 – 0   | Ajax | Stadion: AFAS Stadion, Alkmaar Toeschouwers: 17.002 Scheidsrechter: Makkelie Video-assistent: Blom |
| 15 december 2019 16:45 uur | Boadu 90' | Verslag |      | Stadion: AFAS Stadion, Alkmaar Toeschouwers: 17.002 Scheidsrechter: Makkelie Video-assistent: Blom |
| 15 december 2019 16:45 uur |           |         |      | Stadion: AFAS Stadion, Alkmaar Toeschouwers: 17.002 Scheidsrechter: Makkelie Video-assistent: Blom |
| 15 december 2019 16:45 uur |           |         |      | Stadion: AFAS Stadion, Alkmaar Toeschouwers: 17.002 Scheidsrechter: Makkelie Video-assistent: Blom |
|                            |           |         |      | |

|                            |                    |         |                               | |
| 15 december 2019 16:45 uur | Heracles Almelo    | 1 – 3   | FC Utrecht                    | Stadion: Erve Asito, Almelo Toeschouwers: 10.200 Scheidsrechter: Gözübüyük Video-assistent: Cantineau |
| 15 december 2019 16:45 uur | Kiomourtzoglou 40' | Verslag | 52', 90+4' Ramselaar 70' Kerk | Stadion: Erve Asito, Almelo Toeschouwers: 10.200 Scheidsrechter: Gözübüyük Video-assistent: Cantineau |
| 15 december 2019 16:45 uur |                    |         |                               | Stadion: Erve Asito, Almelo Toeschouwers: 10.200 Scheidsrechter: Gözübüyük Video-assistent: Cantineau |
| 15 december 2019 16:45 uur |                    |         |                               | Stadion: Erve Asito, Almelo Toeschouwers: 10.200 Scheidsrechter: Gözübüyük Video-assistent: Cantineau |
|                            |                    |         |                               | |

## Speelronde 18
|                            |                               |         |             | |
| 20 december 2019 20:00 uur | RKC Waalwijk                  | 3 – 0   | FC Twente   | Stadion: Mandemakers Stadion, Waalwijk Toeschouwers: 5.154 Scheidsrechter: Van den Kerkhof Video-assistent: Van Boekel |
| 20 december 2019 20:00 uur | Tahiri 12' Spierings 47', 60' | Verslag | 82' Verdonk | Stadion: Mandemakers Stadion, Waalwijk Toeschouwers: 5.154 Scheidsrechter: Van den Kerkhof Video-assistent: Van Boekel |
| 20 december 2019 20:00 uur |                               |         |             | Stadion: Mandemakers Stadion, Waalwijk Toeschouwers: 5.154 Scheidsrechter: Van den Kerkhof Video-assistent: Van Boekel |
| 20 december 2019 20:00 uur |                               |         |             | Stadion: Mandemakers Stadion, Waalwijk Toeschouwers: 5.154 Scheidsrechter: Van den Kerkhof Video-assistent: Van Boekel |
|                            |                               |         |             | |

|                            |               |         |                 | |
| 21 december 2019 18:30 uur | sc Heerenveen | 1 – 1   | Heracles Almelo | Stadion: Abe Lenstra Stadion, Heerenveen Toeschouwers: 20.424 Scheidsrechter: Kamphuis Video-assistent: Oostrom |
| 21 december 2019 18:30 uur | Veerman 56'   | Verslag | 54' Dessers     | Stadion: Abe Lenstra Stadion, Heerenveen Toeschouwers: 20.424 Scheidsrechter: Kamphuis Video-assistent: Oostrom |
| 21 december 2019 18:30 uur |               |         |                 | Stadion: Abe Lenstra Stadion, Heerenveen Toeschouwers: 20.424 Scheidsrechter: Kamphuis Video-assistent: Oostrom |
| 21 december 2019 18:30 uur |               |         |                 | Stadion: Abe Lenstra Stadion, Heerenveen Toeschouwers: 20.424 Scheidsrechter: Kamphuis Video-assistent: Oostrom |
|                            |               |         |                 | |

|                            |                                               |         |            | |
| 21 december 2019 19:45 uur | PSV                                           | 4 – 1   | PEC Zwolle | Stadion: Philips Stadion, Eindhoven Toeschouwers: 33.000 Scheidsrechter: Manschot Video-assistent: Van de Graaf |
| 21 december 2019 19:45 uur | Hendrix 18' Ihattaren 26' Bruma 51' Gakpo 72' | Verslag | 12' Saymak | Stadion: Philips Stadion, Eindhoven Toeschouwers: 33.000 Scheidsrechter: Manschot Video-assistent: Van de Graaf |
| 21 december 2019 19:45 uur |                                               |         |            | Stadion: Philips Stadion, Eindhoven Toeschouwers: 33.000 Scheidsrechter: Manschot Video-assistent: Van de Graaf |
| 21 december 2019 19:45 uur |                                               |         |            | Stadion: Philips Stadion, Eindhoven Toeschouwers: 33.000 Scheidsrechter: Manschot Video-assistent: Van de Graaf |
|                            |                                               |         |            | |

|                            |                                              |         |          |                                                                                                  |
| 21 december 2019 19:45 uur | Sparta Rotterdam                             | 3 – 0   | AZ       | Stadion: Het Kasteel, Rotterdam Toeschouwers: 10.031 Scheidsrechter: Blom Video-assistent: Pérez |
| 21 december 2019 19:45 uur | Auassar 18' Smeets 29' Dervişoğlu 57' (pen.) | Verslag | 5' Bizot | Stadion: Het Kasteel, Rotterdam Toeschouwers: 10.031 Scheidsrechter: Blom Video-assistent: Pérez |
| 21 december 2019 19:45 uur |                                              |         |          | Stadion: Het Kasteel, Rotterdam Toeschouwers: 10.031 Scheidsrechter: Blom Video-assistent: Pérez |
| 21 december 2019 19:45 uur |                                              |         |          | Stadion: Het Kasteel, Rotterdam Toeschouwers: 10.031 Scheidsrechter: Blom Video-assistent: Pérez |
|                            |                                              |         |          |                                                                                                  |

|                            |           |       |                 | |
| 21 december 2019 20:45 uur | Willem II | 0 – 0 | Fortuna Sittard | Stadion: Koning Willem II Stadion, Tilburg Toeschouwers: 13.587 Scheidsrechter: Nijhuis Video-assistent: Teuben |
| 21 december 2019 20:45 uur | Verslag   |       |                 | Stadion: Koning Willem II Stadion, Tilburg Toeschouwers: 13.587 Scheidsrechter: Nijhuis Video-assistent: Teuben |
| 21 december 2019 20:45 uur |           |       |                 | Stadion: Koning Willem II Stadion, Tilburg Toeschouwers: 13.587 Scheidsrechter: Nijhuis Video-assistent: Teuben |
| 21 december 2019 20:45 uur |           |       |                 | Stadion: Koning Willem II Stadion, Tilburg Toeschouwers: 13.587 Scheidsrechter: Nijhuis Video-assistent: Teuben |
|                            |           |       |                 | |

|                            |                                                                                 |         |                                       | |
| 22 december 2019 12:15 uur | Ajax                                                                            | 6 – 1   | ADO Den Haag                          | Stadion: Johan Cruijff ArenA, Amsterdam Toeschouwers: 53.976 Scheidsrechter: Higler Video-assistent: Lindhout |
| 22 december 2019 12:15 uur | Ziyech 15' Van de Beek 23' Ekkelenkamp 37' Gravenberch 39' Tadić 49' Traoré 63' | Verslag | 43', 80' Bakker 90+2' (pen.) Goossens | Stadion: Johan Cruijff ArenA, Amsterdam Toeschouwers: 53.976 Scheidsrechter: Higler Video-assistent: Lindhout |
| 22 december 2019 12:15 uur |                                                                                 |         |                                       | Stadion: Johan Cruijff ArenA, Amsterdam Toeschouwers: 53.976 Scheidsrechter: Higler Video-assistent: Lindhout |
| 22 december 2019 12:15 uur |                                                                                 |         |                                       | Stadion: Johan Cruijff ArenA, Amsterdam Toeschouwers: 53.976 Scheidsrechter: Higler Video-assistent: Lindhout |
|                            |                                                                                 |         |                                       | |

|                            |                 |         |                         | |
| 22 december 2019 14:30 uur | FC Utrecht      | 1 – 2   | Feyenoord               | Stadion: Stadion Galgenwaard, Utrecht Toeschouwers: 21.103 Scheidsrechter: Kuipers Video-assistent: Dieperink |
| 22 december 2019 14:30 uur | Hoogma 17', 79' | Verslag | 15' Kökçü 50' Toornstra | Stadion: Stadion Galgenwaard, Utrecht Toeschouwers: 21.103 Scheidsrechter: Kuipers Video-assistent: Dieperink |
| 22 december 2019 14:30 uur |                 |         |                         | Stadion: Stadion Galgenwaard, Utrecht Toeschouwers: 21.103 Scheidsrechter: Kuipers Video-assistent: Dieperink |
| 22 december 2019 14:30 uur |                 |         |                         | Stadion: Stadion Galgenwaard, Utrecht Toeschouwers: 21.103 Scheidsrechter: Kuipers Video-assistent: Dieperink |
|                            |                 |         |                         | |

|                            |                   |         |                | |
| 22 december 2019 14:30 uur | FC Groningen      | 2 – 0   | FC Emmen       | Stadion: Hitachi Capital Mobility Stadion, Groningen Toeschouwers: 20.136 Scheidsrechter: Makkelie Video-assistent: Nijhuis |
| 22 december 2019 14:30 uur | Sierhuis 47', 72' | Verslag | 8', 88' Heylen | Stadion: Hitachi Capital Mobility Stadion, Groningen Toeschouwers: 20.136 Scheidsrechter: Makkelie Video-assistent: Nijhuis |
| 22 december 2019 14:30 uur |                   |         |                | Stadion: Hitachi Capital Mobility Stadion, Groningen Toeschouwers: 20.136 Scheidsrechter: Makkelie Video-assistent: Nijhuis |
| 22 december 2019 14:30 uur |                   |         |                | Stadion: Hitachi Capital Mobility Stadion, Groningen Toeschouwers: 20.136 Scheidsrechter: Makkelie Video-assistent: Nijhuis |
|                            |                   |         |                | |

|                            |                                   |         |           | |
| 22 december 2019 16:45 uur | Vitesse                           | 3 – 0   | VVV-Venlo | Stadion: GelreDome, Arnhem Toeschouwers: 13.454 Scheidsrechter: Mulder Video-assistent: Van der Laan |
| 22 december 2019 16:45 uur | Bazoer 27' Matavž 30' Linssen 71' | Verslag |           | Stadion: GelreDome, Arnhem Toeschouwers: 13.454 Scheidsrechter: Mulder Video-assistent: Van der Laan |
| 22 december 2019 16:45 uur |                                   |         |           | Stadion: GelreDome, Arnhem Toeschouwers: 13.454 Scheidsrechter: Mulder Video-assistent: Van der Laan |
| 22 december 2019 16:45 uur |                                   |         |           | Stadion: GelreDome, Arnhem Toeschouwers: 13.454 Scheidsrechter: Mulder Video-assistent: Van der Laan |
|                            |                                   |         |           | |

Vanwege Europees voetbal en/of TOTO KNVB Beker zullen er wedstrijden van de speelrondes in de winter/het voorjaar alsnog v.w.b. speeldag en/of aanvangstijd gewijzigd kunnen worden.

## Speelronde 19
|                           |                                      |         |                                         | |
| 17 januari 2020 20:00 uur | PEC Zwolle                           | 3 – 3   | FC Utrecht                              | Stadion: MAC³PARK stadion, Zwolle Toeschouwers: 13.102 Scheidsrechter: Kamphuis Video-assistent: Dieperink |
| 17 januari 2020 20:00 uur | Van Duinen 27' Paal 53' Nakayama 89' | Verslag | 24' (pen.) Gustafson 71' Kerk 86' Abass | Stadion: MAC³PARK stadion, Zwolle Toeschouwers: 13.102 Scheidsrechter: Kamphuis Video-assistent: Dieperink |
| 17 januari 2020 20:00 uur |                                      |         |                                         | Stadion: MAC³PARK stadion, Zwolle Toeschouwers: 13.102 Scheidsrechter: Kamphuis Video-assistent: Dieperink |
| 17 januari 2020 20:00 uur |                                      |         |                                         | Stadion: MAC³PARK stadion, Zwolle Toeschouwers: 13.102 Scheidsrechter: Kamphuis Video-assistent: Dieperink |
|                           |                                      |         |                                         | |

|                           |                 |         |                             | |
| 18 januari 2020 18:30 uur | Fortuna Sittard | 1 – 3   | Vitesse                     | Stadion: Fortuna Sittard Stadion, Sittard Toeschouwers: 8.238 Scheidsrechter: Van der Eijk Video-assistent: Van der Laan |
| 18 januari 2020 18:30 uur | Ciss 72'        | Verslag | 26' Tannane 39', 64' Matavž | Stadion: Fortuna Sittard Stadion, Sittard Toeschouwers: 8.238 Scheidsrechter: Van der Eijk Video-assistent: Van der Laan |
| 18 januari 2020 18:30 uur |                 |         |                             | Stadion: Fortuna Sittard Stadion, Sittard Toeschouwers: 8.238 Scheidsrechter: Van der Eijk Video-assistent: Van der Laan |
| 18 januari 2020 18:30 uur |                 |         |                             | Stadion: Fortuna Sittard Stadion, Sittard Toeschouwers: 8.238 Scheidsrechter: Van der Eijk Video-assistent: Van der Laan |
|                           |                 |         |                             | |

|                           |                                  |         |               | |
| 18 januari 2020 19:45 uur | Feyenoord                        | 3 – 1   | sc Heerenveen | Stadion: Stadion Feijenoord, Rotterdam Toeschouwers: 46.000 Scheidsrechter: Mulder Video-assistent: Van Boekel |
| 18 januari 2020 19:45 uur | Sinisterra 9' Jørgensen 17', 26' | Verslag | 31' Veerman   | Stadion: Stadion Feijenoord, Rotterdam Toeschouwers: 46.000 Scheidsrechter: Mulder Video-assistent: Van Boekel |
| 18 januari 2020 19:45 uur |                                  |         |               | Stadion: Stadion Feijenoord, Rotterdam Toeschouwers: 46.000 Scheidsrechter: Mulder Video-assistent: Van Boekel |
| 18 januari 2020 19:45 uur |                                  |         |               | Stadion: Stadion Feijenoord, Rotterdam Toeschouwers: 46.000 Scheidsrechter: Mulder Video-assistent: Van Boekel |
|                           |                                  |         |               | |

|                           |           |       |              | |
| 18 januari 2020 19:45 uur | FC Twente | 0 – 0 | FC Groningen | Stadion: De Grolsch Veste, Enschede Toeschouwers: 26.500 Scheidsrechter: Higler Video-assistent: Ruperti |
| 18 januari 2020 19:45 uur | Verslag   |       |              | Stadion: De Grolsch Veste, Enschede Toeschouwers: 26.500 Scheidsrechter: Higler Video-assistent: Ruperti |
| 18 januari 2020 19:45 uur |           |       |              | Stadion: De Grolsch Veste, Enschede Toeschouwers: 26.500 Scheidsrechter: Higler Video-assistent: Ruperti |
| 18 januari 2020 19:45 uur |           |       |              | Stadion: De Grolsch Veste, Enschede Toeschouwers: 26.500 Scheidsrechter: Higler Video-assistent: Ruperti |
|                           |           |       |              | |

|                           |             |         |                                           | |
| 18 januari 2020 20:45 uur | AZ          | 1 – 3   | Willem II                                 | Stadion: AFAS Stadion, Alkmaar Toeschouwers: 15.442 Scheidsrechter: Kuipers Video-assistent: Pérez |
| 18 januari 2020 20:45 uur | Idrissi 27' | Verslag | 65' Köhlert 78' Pavlidis 84' Ndayishimiye | Stadion: AFAS Stadion, Alkmaar Toeschouwers: 15.442 Scheidsrechter: Kuipers Video-assistent: Pérez |
| 18 januari 2020 20:45 uur |             |         |                                           | Stadion: AFAS Stadion, Alkmaar Toeschouwers: 15.442 Scheidsrechter: Kuipers Video-assistent: Pérez |
| 18 januari 2020 20:45 uur |             |         |                                           | Stadion: AFAS Stadion, Alkmaar Toeschouwers: 15.442 Scheidsrechter: Kuipers Video-assistent: Pérez |
|                           |             |         |                                           | |

|                           |                  |         |                | |
| 19 januari 2020 12:15 uur | VVV-Venlo        | 1 – 1   | PSV            | Stadion: Covebo Stadion - De Koel -, Venlo Toeschouwers: 7.059 Scheidsrechter: Makkelie Video-assistent: Higler |
| 19 januari 2020 12:15 uur | Opoku 68' (pen.) | Verslag | 90+2' Dumfries | Stadion: Covebo Stadion - De Koel -, Venlo Toeschouwers: 7.059 Scheidsrechter: Makkelie Video-assistent: Higler |
| 19 januari 2020 12:15 uur |                  |         |                | Stadion: Covebo Stadion - De Koel -, Venlo Toeschouwers: 7.059 Scheidsrechter: Makkelie Video-assistent: Higler |
| 19 januari 2020 12:15 uur |                  |         |                | Stadion: Covebo Stadion - De Koel -, Venlo Toeschouwers: 7.059 Scheidsrechter: Makkelie Video-assistent: Higler |
|                           |                  |         |                | |

|                           |                                 |         |                  | |
| 19 januari 2020 14:30 uur | Ajax                            | 2 – 1   | Sparta Rotterdam | Stadion: Johan Cruijff ArenA, Amsterdam Toeschouwers: 53.426 Scheidsrechter: Lindhout Video-assistent: Blom |
| 19 januari 2020 14:30 uur | Van de Beek 15' Gravenberch 60' | Verslag | 74' Piroe        | Stadion: Johan Cruijff ArenA, Amsterdam Toeschouwers: 53.426 Scheidsrechter: Lindhout Video-assistent: Blom |
| 19 januari 2020 14:30 uur |                                 |         |                  | Stadion: Johan Cruijff ArenA, Amsterdam Toeschouwers: 53.426 Scheidsrechter: Lindhout Video-assistent: Blom |
| 19 januari 2020 14:30 uur |                                 |         |                  | Stadion: Johan Cruijff ArenA, Amsterdam Toeschouwers: 53.426 Scheidsrechter: Lindhout Video-assistent: Blom |
|                           |                                 |         |                  | |

|                           |             |         |                 | |
| 19 januari 2020 14:30 uur | FC Emmen    | 1 – 0   | Heracles Almelo | Stadion: De Oude Meerdijk, Emmen Toeschouwers: 8.176 Scheidsrechter: Kooij Video-assistent: Van de Graaf |
| 19 januari 2020 14:30 uur | Kolar 45+3' | Verslag |                 | Stadion: De Oude Meerdijk, Emmen Toeschouwers: 8.176 Scheidsrechter: Kooij Video-assistent: Van de Graaf |
| 19 januari 2020 14:30 uur |             |         |                 | Stadion: De Oude Meerdijk, Emmen Toeschouwers: 8.176 Scheidsrechter: Kooij Video-assistent: Van de Graaf |
| 19 januari 2020 14:30 uur |             |         |                 | Stadion: De Oude Meerdijk, Emmen Toeschouwers: 8.176 Scheidsrechter: Kooij Video-assistent: Van de Graaf |
|                           |             |         |                 | |

|                           |                       |         |              | |
| 19 januari 2020 16:45 uur | ADO Den Haag          | 2 – 0   | RKC Waalwijk | Stadion: Cars Jeans Stadion, Den Haag Toeschouwers: 12.433 Scheidsrechter: Manschot Video-assistent: Bijl |
| 19 januari 2020 16:45 uur | Pinas 32' Meijers 80' | Verslag | 78' Delcroix | Stadion: Cars Jeans Stadion, Den Haag Toeschouwers: 12.433 Scheidsrechter: Manschot Video-assistent: Bijl |
| 19 januari 2020 16:45 uur |                       |         |              | Stadion: Cars Jeans Stadion, Den Haag Toeschouwers: 12.433 Scheidsrechter: Manschot Video-assistent: Bijl |
| 19 januari 2020 16:45 uur |                       |         |              | Stadion: Cars Jeans Stadion, Den Haag Toeschouwers: 12.433 Scheidsrechter: Manschot Video-assistent: Bijl |
|                           |                       |         |              | |

## Speelronde 20
|                           |                                        |         |              | |
| 24 januari 2020 20:00 uur | FC Utrecht                             | 4 – 0   | ADO Den Haag | Stadion: Stadion Galgenwaard, Utrecht Toeschouwers: 17.319 Scheidsrechter: Nijhuis Video-assistent: Mulder |
| 24 januari 2020 20:00 uur | Peterson 14' Klaiber 53', 84' Kerk 74' | Verslag |              | Stadion: Stadion Galgenwaard, Utrecht Toeschouwers: 17.319 Scheidsrechter: Nijhuis Video-assistent: Mulder |
| 24 januari 2020 20:00 uur |                                        |         |              | Stadion: Stadion Galgenwaard, Utrecht Toeschouwers: 17.319 Scheidsrechter: Nijhuis Video-assistent: Mulder |
| 24 januari 2020 20:00 uur |                                        |         |              | Stadion: Stadion Galgenwaard, Utrecht Toeschouwers: 17.319 Scheidsrechter: Nijhuis Video-assistent: Mulder |
|                           |                                        |         |              | |

|                           |               |         |                      | |
| 25 januari 2020 18:30 uur | sc Heerenveen | 1 – 2   | AZ                   | Stadion: Abe Lenstra Stadion, Heerenveen Toeschouwers: 19.638 Scheidsrechter: Blom Video-assistent: Bos |
| 25 januari 2020 18:30 uur | Ejuke 69'     | Verslag | 35' De Wit 72' Boadu | Stadion: Abe Lenstra Stadion, Heerenveen Toeschouwers: 19.638 Scheidsrechter: Blom Video-assistent: Bos |
| 25 januari 2020 18:30 uur |               |         |                      | Stadion: Abe Lenstra Stadion, Heerenveen Toeschouwers: 19.638 Scheidsrechter: Blom Video-assistent: Bos |
| 25 januari 2020 18:30 uur |               |         |                      | Stadion: Abe Lenstra Stadion, Heerenveen Toeschouwers: 19.638 Scheidsrechter: Blom Video-assistent: Bos |
|                           |               |         |                      | |

|                           |                   |         |                                            | |
| 25 januari 2020 19:45 uur | Heracles Almelo   | 2 – 3   | Feyenoord                                  | Stadion: Erve Asito, Almelo Toeschouwers: 10.686 Scheidsrechter: Makkelie Video-assistent: Manschot |
| 25 januari 2020 19:45 uur | Rossmann 19', 78' | Verslag | 47' Toornstra 53' Sinisterra 57' Botteghin | Stadion: Erve Asito, Almelo Toeschouwers: 10.686 Scheidsrechter: Makkelie Video-assistent: Manschot |
| 25 januari 2020 19:45 uur |                   |         |                                            | Stadion: Erve Asito, Almelo Toeschouwers: 10.686 Scheidsrechter: Makkelie Video-assistent: Manschot |
| 25 januari 2020 19:45 uur |                   |         |                                            | Stadion: Erve Asito, Almelo Toeschouwers: 10.686 Scheidsrechter: Makkelie Video-assistent: Manschot |
|                           |                   |         |                                            | |

|                           |              |         |                        | |
| 25 januari 2020 19:45 uur | RKC Waalwijk | 1 – 2   | VVV-Venlo              | Stadion: Mandemakers Stadion, Waalwijk Toeschouwers: 6.103 Scheidsrechter: Van de Graaf Video-assistent: Nagtegaal |
| 25 januari 2020 19:45 uur | Hansson 15'  | Verslag | 76' Opoku 82' Darfalou | Stadion: Mandemakers Stadion, Waalwijk Toeschouwers: 6.103 Scheidsrechter: Van de Graaf Video-assistent: Nagtegaal |
| 25 januari 2020 19:45 uur |              |         |                        | Stadion: Mandemakers Stadion, Waalwijk Toeschouwers: 6.103 Scheidsrechter: Van de Graaf Video-assistent: Nagtegaal |
| 25 januari 2020 19:45 uur |              |         |                        | Stadion: Mandemakers Stadion, Waalwijk Toeschouwers: 6.103 Scheidsrechter: Van de Graaf Video-assistent: Nagtegaal |
|                           |              |         |                        | |

|                           |                  |         |                 | |
| 25 januari 2020 20:45 uur | Sparta Rotterdam | 1 – 1   | Fortuna Sittard | Stadion: Het Kasteel, Rotterdam Toeschouwers: 9.821 Scheidsrechter: Higler Video-assistent: Martens |
| 25 januari 2020 20:45 uur | Mattheij 73'     | Verslag | 20' Damașcan    | Stadion: Het Kasteel, Rotterdam Toeschouwers: 9.821 Scheidsrechter: Higler Video-assistent: Martens |
| 25 januari 2020 20:45 uur |                  |         |                 | Stadion: Het Kasteel, Rotterdam Toeschouwers: 9.821 Scheidsrechter: Higler Video-assistent: Martens |
| 25 januari 2020 20:45 uur |                  |         |                 | Stadion: Het Kasteel, Rotterdam Toeschouwers: 9.821 Scheidsrechter: Higler Video-assistent: Martens |
|                           |                  |         |                 | |

|                           |             |         |              | |
| 26 januari 2020 12:15 uur | Vitesse     | 1 – 1   | FC Emmen     | Stadion: GelreDome, Arnhem Toeschouwers: 13.265 Scheidsrechter: Nagtegaal Video-assistent: Ruperti |
| 26 januari 2020 12:15 uur | Linssen 19' | Verslag | 58' De Leeuw | Stadion: GelreDome, Arnhem Toeschouwers: 13.265 Scheidsrechter: Nagtegaal Video-assistent: Ruperti |
| 26 januari 2020 12:15 uur |             |         |              | Stadion: GelreDome, Arnhem Toeschouwers: 13.265 Scheidsrechter: Nagtegaal Video-assistent: Ruperti |
| 26 januari 2020 12:15 uur |             |         |              | Stadion: GelreDome, Arnhem Toeschouwers: 13.265 Scheidsrechter: Nagtegaal Video-assistent: Ruperti |
|                           |             |         |              | |

|                           |                            |         |                 | |
| 26 januari 2020 14:30 uur | FC Groningen               | 2 – 1   | Ajax            | Stadion: Hitachi Capital Mobility Stadion, Groningen Toeschouwers: 22.315 Scheidsrechter: Manschot Video-assistent: Van de Graaf |
| 26 januari 2020 14:30 uur | Sierhuis 16' Lundqvist 52' | Verslag | 72' Van de Beek | Stadion: Hitachi Capital Mobility Stadion, Groningen Toeschouwers: 22.315 Scheidsrechter: Manschot Video-assistent: Van de Graaf |
| 26 januari 2020 14:30 uur |                            |         |                 | Stadion: Hitachi Capital Mobility Stadion, Groningen Toeschouwers: 22.315 Scheidsrechter: Manschot Video-assistent: Van de Graaf |
| 26 januari 2020 14:30 uur |                            |         |                 | Stadion: Hitachi Capital Mobility Stadion, Groningen Toeschouwers: 22.315 Scheidsrechter: Manschot Video-assistent: Van de Graaf |
|                           |                            |         |                 | |

|                           |           |         |            | |
| 26 januari 2020 14:30 uur | Willem II | 0 – 0   | PEC Zwolle | Stadion: Koning Willem II Stadion, Tilburg Toeschouwers: 13.337 Scheidsrechter: Blank Video-assistent: Van den Kerkhof |
| 26 januari 2020 14:30 uur |           | Verslag | 79' Lam    | Stadion: Koning Willem II Stadion, Tilburg Toeschouwers: 13.337 Scheidsrechter: Blank Video-assistent: Van den Kerkhof |
| 26 januari 2020 14:30 uur |           |         |            | Stadion: Koning Willem II Stadion, Tilburg Toeschouwers: 13.337 Scheidsrechter: Blank Video-assistent: Van den Kerkhof |
| 26 januari 2020 14:30 uur |           |         |            | Stadion: Koning Willem II Stadion, Tilburg Toeschouwers: 13.337 Scheidsrechter: Blank Video-assistent: Van den Kerkhof |
|                           |           |         |            | |

|                           |                               |         |            | |
| 26 januari 2020 16:45 uur | PSV                           | 1 – 1   | FC Twente  | Stadion: Philips Stadion, Eindhoven Toeschouwers: 33.600 Scheidsrechter: Mulder Video-assistent: Dieperink |
| 26 januari 2020 16:45 uur | Dumfries 61' Afellay 64', 75' | Verslag | 87' Vučkić | Stadion: Philips Stadion, Eindhoven Toeschouwers: 33.600 Scheidsrechter: Mulder Video-assistent: Dieperink |
| 26 januari 2020 16:45 uur |                               |         |            | Stadion: Philips Stadion, Eindhoven Toeschouwers: 33.600 Scheidsrechter: Mulder Video-assistent: Dieperink |
| 26 januari 2020 16:45 uur |                               |         |            | Stadion: Philips Stadion, Eindhoven Toeschouwers: 33.600 Scheidsrechter: Mulder Video-assistent: Dieperink |
|                           |                               |         |            | |

## Speelronde 21
|                           |                                       |         |              | |
| 31 januari 2020 20:00 uur | AZ                                    | 4 – 0   | RKC Waalwijk | Stadion: AFAS Stadion, Alkmaar Toeschouwers: 14.712 Scheidsrechter: Gözübüyük Video-assistent: Dieperink |
| 31 januari 2020 20:00 uur | Idrissi 29', 51' Boadu 36' Stengs 65' | Verslag |              | Stadion: AFAS Stadion, Alkmaar Toeschouwers: 14.712 Scheidsrechter: Gözübüyük Video-assistent: Dieperink |
| 31 januari 2020 20:00 uur |                                       |         |              | Stadion: AFAS Stadion, Alkmaar Toeschouwers: 14.712 Scheidsrechter: Gözübüyük Video-assistent: Dieperink |
| 31 januari 2020 20:00 uur |                                       |         |              | Stadion: AFAS Stadion, Alkmaar Toeschouwers: 14.712 Scheidsrechter: Gözübüyük Video-assistent: Dieperink |
|                           |                                       |         |              | |

|                           |              |       |         | |
| 1 februari 2020 18:30 uur | ADO Den Haag | 0 – 0 | Vitesse | Stadion: Cars Jeans Stadion, Den Haag Toeschouwers: 12.387 Scheidsrechter: Kooij Video-assistent: Makkelie |
| 1 februari 2020 18:30 uur | Verslag      |       |         | Stadion: Cars Jeans Stadion, Den Haag Toeschouwers: 12.387 Scheidsrechter: Kooij Video-assistent: Makkelie |
| 1 februari 2020 18:30 uur |              |       |         | Stadion: Cars Jeans Stadion, Den Haag Toeschouwers: 12.387 Scheidsrechter: Kooij Video-assistent: Makkelie |
| 1 februari 2020 18:30 uur |              |       |         | Stadion: Cars Jeans Stadion, Den Haag Toeschouwers: 12.387 Scheidsrechter: Kooij Video-assistent: Makkelie |
|                           |              |       |         | |

|                           |                                         |         |          | |
| 1 februari 2020 19:45 uur | Feyenoord                               | 3 – 0   | FC Emmen | Stadion: Stadion Feijenoord, Rotterdam Toeschouwers: 47.084 Scheidsrechter: Van de Graaf Video-assistent: Van der Eijk |
| 1 februari 2020 19:45 uur | Özyakup 2' Jørgensen 64' Sinisterra 80' | Verslag |          | Stadion: Stadion Feijenoord, Rotterdam Toeschouwers: 47.084 Scheidsrechter: Van de Graaf Video-assistent: Van der Eijk |
| 1 februari 2020 19:45 uur |                                         |         |          | Stadion: Stadion Feijenoord, Rotterdam Toeschouwers: 47.084 Scheidsrechter: Van de Graaf Video-assistent: Van der Eijk |
| 1 februari 2020 19:45 uur |                                         |         |          | Stadion: Stadion Feijenoord, Rotterdam Toeschouwers: 47.084 Scheidsrechter: Van de Graaf Video-assistent: Van der Eijk |
|                           |                                         |         |          | |

|                           |                    |         |                  | |
| 1 februari 2020 19:45 uur | FC Twente          | 2 – 0   | Sparta Rotterdam | Stadion: De Grolsch Veste, Enschede Toeschouwers: 26.300 Scheidsrechter: Kamphuis Video-assistent: Cantineau |
| 1 februari 2020 19:45 uur | Bijen 80' Lang 90' | Verslag | 38', 87' Rayhi   | Stadion: De Grolsch Veste, Enschede Toeschouwers: 26.300 Scheidsrechter: Kamphuis Video-assistent: Cantineau |
| 1 februari 2020 19:45 uur |                    |         |                  | Stadion: De Grolsch Veste, Enschede Toeschouwers: 26.300 Scheidsrechter: Kamphuis Video-assistent: Cantineau |
| 1 februari 2020 19:45 uur |                    |         |                  | Stadion: De Grolsch Veste, Enschede Toeschouwers: 26.300 Scheidsrechter: Kamphuis Video-assistent: Cantineau |
|                           |                    |         |                  | |

|                           |              |         |              | |
| 1 februari 2020 20:45 uur | PEC Zwolle   | 1 – 0   | FC Groningen | Stadion: MAC³PARK stadion, Zwolle Toeschouwers: 12.844 Scheidsrechter: Van Boekel Video-assistent: Bax |
| 1 februari 2020 20:45 uur | Nakayama 43' | Verslag |              | Stadion: MAC³PARK stadion, Zwolle Toeschouwers: 12.844 Scheidsrechter: Van Boekel Video-assistent: Bax |
| 1 februari 2020 20:45 uur |              |         |              | Stadion: MAC³PARK stadion, Zwolle Toeschouwers: 12.844 Scheidsrechter: Van Boekel Video-assistent: Bax |
| 1 februari 2020 20:45 uur |              |         |              | Stadion: MAC³PARK stadion, Zwolle Toeschouwers: 12.844 Scheidsrechter: Van Boekel Video-assistent: Bax |
|                           |              |         |              | |

|                           |            |         |                 | |
| 2 februari 2020 12:15 uur | Willem II  | 1 – 0   | Heracles Almelo | Stadion: Koning Willem II Stadion, Tilburg Toeschouwers: 13.417 Scheidsrechter: Blom (Hensgens 15') Video-assistent: Teuben |
| 2 februari 2020 12:15 uur | Holmén 26' | Verslag |                 | Stadion: Koning Willem II Stadion, Tilburg Toeschouwers: 13.417 Scheidsrechter: Blom (Hensgens 15') Video-assistent: Teuben |
| 2 februari 2020 12:15 uur |            |         |                 | Stadion: Koning Willem II Stadion, Tilburg Toeschouwers: 13.417 Scheidsrechter: Blom (Hensgens 15') Video-assistent: Teuben |
| 2 februari 2020 12:15 uur |            |         |                 | Stadion: Koning Willem II Stadion, Tilburg Toeschouwers: 13.417 Scheidsrechter: Blom (Hensgens 15') Video-assistent: Teuben |
|                           |            |         |                 | |

|                           |                                |         |               | |
| 2 februari 2020 14:30 uur | Fortuna Sittard                | 2 – 1   | sc Heerenveen | Stadion: Fortuna Sittard Stadion, Sittard Toeschouwers: 8.371 Scheidsrechter: Oostrom Video-assistent: Kamphuis |
| 2 februari 2020 14:30 uur | Passlack 15' Botman 74' (e.d.) | Verslag | 6' Van Bergen | Stadion: Fortuna Sittard Stadion, Sittard Toeschouwers: 8.371 Scheidsrechter: Oostrom Video-assistent: Kamphuis |
| 2 februari 2020 14:30 uur |                                |         |               | Stadion: Fortuna Sittard Stadion, Sittard Toeschouwers: 8.371 Scheidsrechter: Oostrom Video-assistent: Kamphuis |
| 2 februari 2020 14:30 uur |                                |         |               | Stadion: Fortuna Sittard Stadion, Sittard Toeschouwers: 8.371 Scheidsrechter: Oostrom Video-assistent: Kamphuis |
|                           |                                |         |               | |

|                           |                     |         |                      | |
| 2 februari 2020 14:30 uur | VVV-Venlo           | 1 – 1   | FC Utrecht           | Stadion: Covebo Stadion - De Koel -, Venlo Toeschouwers: 6.265 Scheidsrechter: Higler Video-assistent: Bijl |
| 2 februari 2020 14:30 uur | Darfalou 51' (pen.) | Verslag | 81' (pen.) Gustafson | Stadion: Covebo Stadion - De Koel -, Venlo Toeschouwers: 6.265 Scheidsrechter: Higler Video-assistent: Bijl |
| 2 februari 2020 14:30 uur |                     |         |                      | Stadion: Covebo Stadion - De Koel -, Venlo Toeschouwers: 6.265 Scheidsrechter: Higler Video-assistent: Bijl |
| 2 februari 2020 14:30 uur |                     |         |                      | Stadion: Covebo Stadion - De Koel -, Venlo Toeschouwers: 6.265 Scheidsrechter: Higler Video-assistent: Bijl |
|                           |                     |         |                      | |

|                           |            |         |     | |
| 2 februari 2020 16:45 uur | Ajax       | 1 – 0   | PSV | Stadion: Johan Cruijff ArenA, Amsterdam Toeschouwers: 53.055 Scheidsrechter: Kuipers Video-assistent: Nijhuis |
| 2 februari 2020 16:45 uur | Promes 35' | Verslag |     | Stadion: Johan Cruijff ArenA, Amsterdam Toeschouwers: 53.055 Scheidsrechter: Kuipers Video-assistent: Nijhuis |
| 2 februari 2020 16:45 uur |            |         |     | Stadion: Johan Cruijff ArenA, Amsterdam Toeschouwers: 53.055 Scheidsrechter: Kuipers Video-assistent: Nijhuis |
| 2 februari 2020 16:45 uur |            |         |     | Stadion: Johan Cruijff ArenA, Amsterdam Toeschouwers: 53.055 Scheidsrechter: Kuipers Video-assistent: Nijhuis |
|                           |            |         |     | |

## Speelronde 22
|                           |                         |         |                 |                                                                                                 |
| 7 februari 2020 20:00 uur | Heracles Almelo         | 2 – 0   | Fortuna Sittard | Stadion: Erve Asito, Almelo Toeschouwers: 10.235 Scheidsrechter: Kuipers Video-assistent: Pérez |
| 7 februari 2020 20:00 uur | Dessers 33' (pen.), 70' | Verslag | 32' Cox         | Stadion: Erve Asito, Almelo Toeschouwers: 10.235 Scheidsrechter: Kuipers Video-assistent: Pérez |
| 7 februari 2020 20:00 uur |                         |         |                 | Stadion: Erve Asito, Almelo Toeschouwers: 10.235 Scheidsrechter: Kuipers Video-assistent: Pérez |
| 7 februari 2020 20:00 uur |                         |         |                 | Stadion: Erve Asito, Almelo Toeschouwers: 10.235 Scheidsrechter: Kuipers Video-assistent: Pérez |
|                           |                         |         |                 |                                                                                                 |

|                           |                      |         |         | |
| 8 februari 2020 18:30 uur | FC Groningen         | 1 – 0   | Vitesse | Stadion: Hitachi Capital Mobility Stadion, Groningen Toeschouwers: 17.884 Scheidsrechter: Van den Kerkhof Video-assistent: Nagtegaal |
| 8 februari 2020 18:30 uur | Lundqvist 13' (pen.) | Verslag |         | Stadion: Hitachi Capital Mobility Stadion, Groningen Toeschouwers: 17.884 Scheidsrechter: Van den Kerkhof Video-assistent: Nagtegaal |
| 8 februari 2020 18:30 uur |                      |         |         | Stadion: Hitachi Capital Mobility Stadion, Groningen Toeschouwers: 17.884 Scheidsrechter: Van den Kerkhof Video-assistent: Nagtegaal |
| 8 februari 2020 18:30 uur |                      |         |         | Stadion: Hitachi Capital Mobility Stadion, Groningen Toeschouwers: 17.884 Scheidsrechter: Van den Kerkhof Video-assistent: Nagtegaal |
|                           |                      |         |         | |

|                           |                                                   |         |           | |
| 8 februari 2020 19:45 uur | PSV                                               | 3 – 0   | Willem II | Stadion: Philips Stadion, Eindhoven Toeschouwers: 34.700 Scheidsrechter: Lindhout Video-assistent: Dieperink |
| 8 februari 2020 19:45 uur | Dumfries 32' Thomas 70' Ndayishimiye 90+4' (e.d.) | Verslag |           | Stadion: Philips Stadion, Eindhoven Toeschouwers: 34.700 Scheidsrechter: Lindhout Video-assistent: Dieperink |
| 8 februari 2020 19:45 uur |                                                   |         |           | Stadion: Philips Stadion, Eindhoven Toeschouwers: 34.700 Scheidsrechter: Lindhout Video-assistent: Dieperink |
| 8 februari 2020 19:45 uur |                                                   |         |           | Stadion: Philips Stadion, Eindhoven Toeschouwers: 34.700 Scheidsrechter: Lindhout Video-assistent: Dieperink |
|                           |                                                   |         |           | |

|                           |               |         |                  | |
| 8 februari 2020 19:45 uur | sc Heerenveen | 1 – 1   | VVV-Venlo        | Stadion: Abe Lenstra Stadion, Heerenveen Toeschouwers: 16.400 Scheidsrechter: Martens Video-assistent: Kooij |
| 8 februari 2020 19:45 uur | Floranus 69'  | Verslag | 57' (pen.) Opoku | Stadion: Abe Lenstra Stadion, Heerenveen Toeschouwers: 16.400 Scheidsrechter: Martens Video-assistent: Kooij |
| 8 februari 2020 19:45 uur |               |         |                  | Stadion: Abe Lenstra Stadion, Heerenveen Toeschouwers: 16.400 Scheidsrechter: Martens Video-assistent: Kooij |
| 8 februari 2020 19:45 uur |               |         |                  | Stadion: Abe Lenstra Stadion, Heerenveen Toeschouwers: 16.400 Scheidsrechter: Martens Video-assistent: Kooij |
|                           |               |         |                  | |

|                           |              |       |            | |
| 8 februari 2020 20:45 uur | RKC Waalwijk | 0 – 0 | PEC Zwolle | Stadion: Mandemakers Stadion, Waalwijk Toeschouwers: 5.257 Scheidsrechter: Mulder Video-assistent: Blank |
| 8 februari 2020 20:45 uur | Verslag      |       |            | Stadion: Mandemakers Stadion, Waalwijk Toeschouwers: 5.257 Scheidsrechter: Mulder Video-assistent: Blank |
| 8 februari 2020 20:45 uur |              |       |            | Stadion: Mandemakers Stadion, Waalwijk Toeschouwers: 5.257 Scheidsrechter: Mulder Video-assistent: Blank |
| 8 februari 2020 20:45 uur |              |       |            | Stadion: Mandemakers Stadion, Waalwijk Toeschouwers: 5.257 Scheidsrechter: Mulder Video-assistent: Blank |
|                           |              |       |            | |

|                           |            |          |      |                                                                                       |
| 9 februari 2020 12:15 uur | FC Utrecht | Afgelast | Ajax | Stadion: Stadion Galgenwaard, Utrecht Scheidsrechter: Gözübüyük Video-assistent: Blom |
| 9 februari 2020 12:15 uur | Bron       |          |      | Stadion: Stadion Galgenwaard, Utrecht Scheidsrechter: Gözübüyük Video-assistent: Blom |
| 9 februari 2020 12:15 uur |            |          |      | Stadion: Stadion Galgenwaard, Utrecht Scheidsrechter: Gözübüyük Video-assistent: Blom |
| 9 februari 2020 12:15 uur |            |          |      | Stadion: Stadion Galgenwaard, Utrecht Scheidsrechter: Gözübüyük Video-assistent: Blom |
|                           |            |          |      |                                                                                       |

|                           |      |          |           |                                                                                  |
| 9 februari 2020 14:30 uur | AZ   | Afgelast | Feyenoord | Stadion: AFAS Stadion, Alkmaar Scheidsrechter: Nijhuis Video-assistent: Lindhout |
| 9 februari 2020 14:30 uur | Bron |          |           | Stadion: AFAS Stadion, Alkmaar Scheidsrechter: Nijhuis Video-assistent: Lindhout |
| 9 februari 2020 14:30 uur |      |          |           | Stadion: AFAS Stadion, Alkmaar Scheidsrechter: Nijhuis Video-assistent: Lindhout |
| 9 februari 2020 14:30 uur |      |          |           | Stadion: AFAS Stadion, Alkmaar Scheidsrechter: Nijhuis Video-assistent: Lindhout |
|                           |      |          |           |                                                                                  |

|                            |                       |         |           | |
| 11 februari 2020 18:30 uur | FC Emmen              | 2 – 0   | FC Twente | Stadion: De Oude Meerdijk, Emmen Toeschouwers: 8.309 Scheidsrechter: Bax Video-assistent: Manschot |
| 11 februari 2020 18:30 uur | Frei 40' Jansen 90+3' | Verslag |           | Stadion: De Oude Meerdijk, Emmen Toeschouwers: 8.309 Scheidsrechter: Bax Video-assistent: Manschot |
| 11 februari 2020 18:30 uur |                       |         |           | Stadion: De Oude Meerdijk, Emmen Toeschouwers: 8.309 Scheidsrechter: Bax Video-assistent: Manschot |
| 11 februari 2020 18:30 uur |                       |         |           | Stadion: De Oude Meerdijk, Emmen Toeschouwers: 8.309 Scheidsrechter: Bax Video-assistent: Manschot |
|                            |                       |         |           | |

|                            |                                                     |         |                           | |
| 11 februari 2020 20:45 uur | Sparta Rotterdam                                    | 4 – 2   | ADO Den Haag              | Stadion: Het Kasteel, Rotterdam Toeschouwers: 8.083 Scheidsrechter: Makkelie Video-assistent: Gerrets |
| 11 februari 2020 20:45 uur | Auassar 22' Joosten 28' Vriends 45+1' Harroui 90+4' | Verslag | 17' Pinas 67' Summerville | Stadion: Het Kasteel, Rotterdam Toeschouwers: 8.083 Scheidsrechter: Makkelie Video-assistent: Gerrets |
| 11 februari 2020 20:45 uur |                                                     |         |                           | Stadion: Het Kasteel, Rotterdam Toeschouwers: 8.083 Scheidsrechter: Makkelie Video-assistent: Gerrets |
| 11 februari 2020 20:45 uur |                                                     |         |                           | Stadion: Het Kasteel, Rotterdam Toeschouwers: 8.083 Scheidsrechter: Makkelie Video-assistent: Gerrets |
|                            |                                                     |         |                           | |

## Speelronde 23
|                            |           |         |                 | |
| 14 februari 2020 20:00 uur | VVV-Venlo | 1 – 0   | Heracles Almelo | Stadion: Covebo Stadion - De Koel -, Venlo Toeschouwers: 6.594 Scheidsrechter: Oostrom Video-assistent: Van de Graaf |
| 14 februari 2020 20:00 uur | Post 21'  | Verslag |                 | Stadion: Covebo Stadion - De Koel -, Venlo Toeschouwers: 6.594 Scheidsrechter: Oostrom Video-assistent: Van de Graaf |
| 14 februari 2020 20:00 uur |           |         |                 | Stadion: Covebo Stadion - De Koel -, Venlo Toeschouwers: 6.594 Scheidsrechter: Oostrom Video-assistent: Van de Graaf |
| 14 februari 2020 20:00 uur |           |         |                 | Stadion: Covebo Stadion - De Koel -, Venlo Toeschouwers: 6.594 Scheidsrechter: Oostrom Video-assistent: Van de Graaf |
|                            |           |         |                 | |

|                            |                            |         |    | |
| 15 februari 2020 18:30 uur | FC Twente                  | 2 – 0   | AZ | Stadion: De Grolsch Veste, Enschede Toeschouwers: 27.300 Scheidsrechter: Lindhout Video-assistent: Higler |
| 15 februari 2020 18:30 uur | Aboerdzjania 25' Menig 30' | Verslag |    | Stadion: De Grolsch Veste, Enschede Toeschouwers: 27.300 Scheidsrechter: Lindhout Video-assistent: Higler |
| 15 februari 2020 18:30 uur |                            |         |    | Stadion: De Grolsch Veste, Enschede Toeschouwers: 27.300 Scheidsrechter: Lindhout Video-assistent: Higler |
| 15 februari 2020 18:30 uur |                            |         |    | Stadion: De Grolsch Veste, Enschede Toeschouwers: 27.300 Scheidsrechter: Lindhout Video-assistent: Higler |
|                            |                            |         |    | |

|                            |              |         |                                         | |
| 15 februari 2020 19:45 uur | ADO Den Haag | 0 – 3   | PSV                                     | Stadion: Cars Jeans Stadion, Den Haag Toeschouwers: 13.370 Scheidsrechter: Van Boekel Video-assistent: Kooij |
| 15 februari 2020 19:45 uur |              | Verslag | 17' (pen.) Lammers 70' Thomas 83' Gakpo | Stadion: Cars Jeans Stadion, Den Haag Toeschouwers: 13.370 Scheidsrechter: Van Boekel Video-assistent: Kooij |
| 15 februari 2020 19:45 uur |              |         |                                         | Stadion: Cars Jeans Stadion, Den Haag Toeschouwers: 13.370 Scheidsrechter: Van Boekel Video-assistent: Kooij |
| 15 februari 2020 19:45 uur |              |         |                                         | Stadion: Cars Jeans Stadion, Den Haag Toeschouwers: 13.370 Scheidsrechter: Van Boekel Video-assistent: Kooij |
|                            |              |         |                                         | |

|                            |                  |         |          | |
| 15 februari 2020 20:45 uur | Fortuna Sittard  | 0 – 0   | FC Emmen | Stadion: Fortuna Sittard Stadion, Sittard Toeschouwers: 7.856 Scheidsrechter: Manschot Video-assistent: Nagtegaal |
| 15 februari 2020 20:45 uur | Niňaj 64', 90+5' | Verslag |          | Stadion: Fortuna Sittard Stadion, Sittard Toeschouwers: 7.856 Scheidsrechter: Manschot Video-assistent: Nagtegaal |
| 15 februari 2020 20:45 uur |                  |         |          | Stadion: Fortuna Sittard Stadion, Sittard Toeschouwers: 7.856 Scheidsrechter: Manschot Video-assistent: Nagtegaal |
| 15 februari 2020 20:45 uur |                  |         |          | Stadion: Fortuna Sittard Stadion, Sittard Toeschouwers: 7.856 Scheidsrechter: Manschot Video-assistent: Nagtegaal |
|                            |                  |         |          | |

|                            |                                                |         |                       | |
| 16 februari 2020 12:15 uur | Vitesse                                        | 4 – 2   | sc Heerenveen         | Stadion: GelreDome, Arnhem Toeschouwers: 14.113 Scheidsrechter: Van de Graaf Video-assistent: Van der Laan |
| 16 februari 2020 12:15 uur | Linssen 10', 56' Matavž 16' Tannane 66' (pen.) | Verslag | 28' Kongolo 34' Ejuke | Stadion: GelreDome, Arnhem Toeschouwers: 14.113 Scheidsrechter: Van de Graaf Video-assistent: Van der Laan |
| 16 februari 2020 12:15 uur |                                                |         |                       | Stadion: GelreDome, Arnhem Toeschouwers: 14.113 Scheidsrechter: Van de Graaf Video-assistent: Van der Laan |
| 16 februari 2020 12:15 uur |                                                |         |                       | Stadion: GelreDome, Arnhem Toeschouwers: 14.113 Scheidsrechter: Van de Graaf Video-assistent: Van der Laan |
|                            |                                                |         |                       | |

|                            |                                           |         |              | |
| 16 februari 2020 14:30 uur | Ajax                                      | 3 – 0   | RKC Waalwijk | Stadion: Johan Cruijff ArenA, Amsterdam Toeschouwers: 53.291 Scheidsrechter: Higler Video-assistent: Bax |
| 16 februari 2020 14:30 uur | Tadić 13' (pen.) Traoré 52' Huntelaar 90' | Verslag |              | Stadion: Johan Cruijff ArenA, Amsterdam Toeschouwers: 53.291 Scheidsrechter: Higler Video-assistent: Bax |
| 16 februari 2020 14:30 uur |                                           |         |              | Stadion: Johan Cruijff ArenA, Amsterdam Toeschouwers: 53.291 Scheidsrechter: Higler Video-assistent: Bax |
| 16 februari 2020 14:30 uur |                                           |         |              | Stadion: Johan Cruijff ArenA, Amsterdam Toeschouwers: 53.291 Scheidsrechter: Higler Video-assistent: Bax |
|                            |                                           |         |              | |

|                            |                  |         |                         | |
| 16 februari 2020 14:30 uur | Sparta Rotterdam | 1 – 2   | FC Groningen            | Stadion: Het Kasteel, Rotterdam Toeschouwers: 10.143 Scheidsrechter: Van der Eijk Video-assistent: Lindhout |
| 16 februari 2020 14:30 uur | Rayhi 49' (pen.) | Verslag | 22' Asoro 32' Lundqvist | Stadion: Het Kasteel, Rotterdam Toeschouwers: 10.143 Scheidsrechter: Van der Eijk Video-assistent: Lindhout |
| 16 februari 2020 14:30 uur |                  |         |                         | Stadion: Het Kasteel, Rotterdam Toeschouwers: 10.143 Scheidsrechter: Van der Eijk Video-assistent: Lindhout |
| 16 februari 2020 14:30 uur |                  |         |                         | Stadion: Het Kasteel, Rotterdam Toeschouwers: 10.143 Scheidsrechter: Van der Eijk Video-assistent: Lindhout |
|                            |                  |         |                         | |

|                            |                                   |         |                                       | |
| 16 februari 2020 16:45 uur | PEC Zwolle                        | 3 – 4   | Feyenoord                             | Stadion: MAC³PARK stadion, Zwolle Toeschouwers: 13.822 Scheidsrechter: Gözübüyük Video-assistent: Blom |
| 16 februari 2020 16:45 uur | Thy 5' (pen.), 59' Van Duinen 11' | Verslag | 39' Fer 51', 65' Berghuis 88' Boženík | Stadion: MAC³PARK stadion, Zwolle Toeschouwers: 13.822 Scheidsrechter: Gözübüyük Video-assistent: Blom |
| 16 februari 2020 16:45 uur |                                   |         |                                       | Stadion: MAC³PARK stadion, Zwolle Toeschouwers: 13.822 Scheidsrechter: Gözübüyük Video-assistent: Blom |
| 16 februari 2020 16:45 uur |                                   |         |                                       | Stadion: MAC³PARK stadion, Zwolle Toeschouwers: 13.822 Scheidsrechter: Gözübüyük Video-assistent: Blom |
|                            |                                   |         |                                       | |

|                            |              |         |             | |
| 16 februari 2020 16:45 uur | Willem II    | 1 – 1   | FC Utrecht  | Stadion: Koning Willem II Stadion, Tilburg Toeschouwers: 14.107 Scheidsrechter: Mulder Video-assistent: Kamphuis |
| 16 februari 2020 16:45 uur | Gladon 90+1' | Verslag | 4' Bahebeck | Stadion: Koning Willem II Stadion, Tilburg Toeschouwers: 14.107 Scheidsrechter: Mulder Video-assistent: Kamphuis |
| 16 februari 2020 16:45 uur |              |         |             | Stadion: Koning Willem II Stadion, Tilburg Toeschouwers: 14.107 Scheidsrechter: Mulder Video-assistent: Kamphuis |
| 16 februari 2020 16:45 uur |              |         |             | Stadion: Koning Willem II Stadion, Tilburg Toeschouwers: 14.107 Scheidsrechter: Mulder Video-assistent: Kamphuis |
|                            |              |         |             | |

## Speelronde 24
|                            |              |         |                  | |
| 21 februari 2020 20:00 uur | RKC Waalwijk | 0 – 1   | Sparta Rotterdam | Stadion: Mandemakers Stadion, Waalwijk Toeschouwers: 5.343 Scheidsrechter: Kooij Video-assistent: Makkelie |
| 21 februari 2020 20:00 uur |              | Verslag | 32' Joosten      | Stadion: Mandemakers Stadion, Waalwijk Toeschouwers: 5.343 Scheidsrechter: Kooij Video-assistent: Makkelie |
| 21 februari 2020 20:00 uur |              |         |                  | Stadion: Mandemakers Stadion, Waalwijk Toeschouwers: 5.343 Scheidsrechter: Kooij Video-assistent: Makkelie |
| 21 februari 2020 20:00 uur |              |         |                  | Stadion: Mandemakers Stadion, Waalwijk Toeschouwers: 5.343 Scheidsrechter: Kooij Video-assistent: Makkelie |
|                            |              |         |                  | |

|                            |                                            |         |                                    | |
| 22 februari 2020 18:30 uur | FC Emmen                                   | 4 – 2   | Willem II                          | Stadion: De Oude Meerdijk, Emmen Toeschouwers: 8.190 Scheidsrechter: Pérez Video-assistent: Cantineau |
| 22 februari 2020 18:30 uur | Araujo 20' De Leeuw 60' Adžić 61' Peña 79' | Verslag | 58' Llonch 72' (pen.) Ndayishimiye | Stadion: De Oude Meerdijk, Emmen Toeschouwers: 8.190 Scheidsrechter: Pérez Video-assistent: Cantineau |
| 22 februari 2020 18:30 uur |                                            |         |                                    | Stadion: De Oude Meerdijk, Emmen Toeschouwers: 8.190 Scheidsrechter: Pérez Video-assistent: Cantineau |
| 22 februari 2020 18:30 uur |                                            |         |                                    | Stadion: De Oude Meerdijk, Emmen Toeschouwers: 8.190 Scheidsrechter: Pérez Video-assistent: Cantineau |
|                            |                                            |         |                                    | |

|                            |                                 |         |                    | |
| 22 februari 2020 19:45 uur | Feyenoord                       | 2 – 1   | Fortuna Sittard    | Stadion: Stadion Feijenoord, Rotterdam Toeschouwers: 46.016 Scheidsrechter: Nijhuis Video-assistent: Van der Eijk |
| 22 februari 2020 19:45 uur | Berghuis 52' (pen.) Boženík 71' | Verslag | 63' (pen.) Diemers | Stadion: Stadion Feijenoord, Rotterdam Toeschouwers: 46.016 Scheidsrechter: Nijhuis Video-assistent: Van der Eijk |
| 22 februari 2020 19:45 uur |                                 |         |                    | Stadion: Stadion Feijenoord, Rotterdam Toeschouwers: 46.016 Scheidsrechter: Nijhuis Video-assistent: Van der Eijk |
| 22 februari 2020 19:45 uur |                                 |         |                    | Stadion: Stadion Feijenoord, Rotterdam Toeschouwers: 46.016 Scheidsrechter: Nijhuis Video-assistent: Van der Eijk |
|                            |                                 |         |                    | |

|                            |                             |         |                              | |
| 22 februari 2020 19:45 uur | sc Heerenveen               | 2 – 2   | ADO Den Haag                 | Stadion: Abe Lenstra Stadion, Heerenveen Toeschouwers: 16.640 Scheidsrechter: Van den Kerkhof Video-assistent: Teuben |
| 22 februari 2020 19:45 uur | Veerman 45+5' Halilović 78' | Verslag | 28' Bogle 38' (e.d.) Kongolo | Stadion: Abe Lenstra Stadion, Heerenveen Toeschouwers: 16.640 Scheidsrechter: Van den Kerkhof Video-assistent: Teuben |
| 22 februari 2020 19:45 uur |                             |         |                              | Stadion: Abe Lenstra Stadion, Heerenveen Toeschouwers: 16.640 Scheidsrechter: Van den Kerkhof Video-assistent: Teuben |
| 22 februari 2020 19:45 uur |                             |         |                              | Stadion: Abe Lenstra Stadion, Heerenveen Toeschouwers: 16.640 Scheidsrechter: Van den Kerkhof Video-assistent: Teuben |
|                            |                             |         |                              | |

|                            |              |         |              | |
| 22 februari 2020 20:45 uur | FC Groningen | 0 – 1   | VVV-Venlo    | Stadion: Hitachi Capital Mobility Stadion, Groningen Toeschouwers: 16.374 Scheidsrechter: Kuipers Video-assistent: Manschot |
| 22 februari 2020 20:45 uur |              | Verslag | 87' Darfalou | Stadion: Hitachi Capital Mobility Stadion, Groningen Toeschouwers: 16.374 Scheidsrechter: Kuipers Video-assistent: Manschot |
| 22 februari 2020 20:45 uur |              |         |              | Stadion: Hitachi Capital Mobility Stadion, Groningen Toeschouwers: 16.374 Scheidsrechter: Kuipers Video-assistent: Manschot |
| 22 februari 2020 20:45 uur |              |         |              | Stadion: Hitachi Capital Mobility Stadion, Groningen Toeschouwers: 16.374 Scheidsrechter: Kuipers Video-assistent: Manschot |
|                            |              |         |              | |

|                            |                       |         |            | |
| 23 februari 2020 12:15 uur | FC Utrecht            | 2 – 1   | FC Twente  | Stadion: Stadion Galgenwaard, Utrecht Toeschouwers: 18.491 Scheidsrechter: Manschot Video-assistent: Ruperti |
| 23 februari 2020 12:15 uur | Kerk 83' Arweiler 86' | Verslag | 70' Vučkić | Stadion: Stadion Galgenwaard, Utrecht Toeschouwers: 18.491 Scheidsrechter: Manschot Video-assistent: Ruperti |
| 23 februari 2020 12:15 uur |                       |         |            | Stadion: Stadion Galgenwaard, Utrecht Toeschouwers: 18.491 Scheidsrechter: Manschot Video-assistent: Ruperti |
| 23 februari 2020 12:15 uur |                       |         |            | Stadion: Stadion Galgenwaard, Utrecht Toeschouwers: 18.491 Scheidsrechter: Manschot Video-assistent: Ruperti |
|                            |                       |         |            | |

|                            |                                    |         |            | |
| 23 februari 2020 14:30 uur | AZ                                 | 2 – 0   | PEC Zwolle | Stadion: AFAS Stadion, Alkmaar Toeschouwers: 15.306 Scheidsrechter: Kamphuis Video-assistent: Gerrets |
| 23 februari 2020 14:30 uur | Koopmeiners 54' (pen.), 60' (pen.) | Verslag |            | Stadion: AFAS Stadion, Alkmaar Toeschouwers: 15.306 Scheidsrechter: Kamphuis Video-assistent: Gerrets |
| 23 februari 2020 14:30 uur |                                    |         |            | Stadion: AFAS Stadion, Alkmaar Toeschouwers: 15.306 Scheidsrechter: Kamphuis Video-assistent: Gerrets |
| 23 februari 2020 14:30 uur |                                    |         |            | Stadion: AFAS Stadion, Alkmaar Toeschouwers: 15.306 Scheidsrechter: Kamphuis Video-assistent: Gerrets |
|                            |                                    |         |            | |

|                            |            |         |                              |                                                                                                  |
| 23 februari 2020 14:30 uur | Vitesse    | 1 – 2   | PSV                          | Stadion: GelreDome, Arnhem Toeschouwers: 15.509 Scheidsrechter: Makkelie Video-assistent: Higler |
| 23 februari 2020 14:30 uur | Matavž 50' | Verslag | 59' (pen.) Lammers 63' Gakpo | Stadion: GelreDome, Arnhem Toeschouwers: 15.509 Scheidsrechter: Makkelie Video-assistent: Higler |
| 23 februari 2020 14:30 uur |            |         |                              | Stadion: GelreDome, Arnhem Toeschouwers: 15.509 Scheidsrechter: Makkelie Video-assistent: Higler |
| 23 februari 2020 14:30 uur |            |         |                              | Stadion: GelreDome, Arnhem Toeschouwers: 15.509 Scheidsrechter: Makkelie Video-assistent: Higler |
|                            |            |         |                              |                                                                                                  |

|                            |                 |         |      | |
| 23 februari 2020 16:45 uur | Heracles Almelo | 1 – 0   | Ajax | Stadion: Erve Asito, Almelo Toeschouwers: 12.080 Scheidsrechter: Van Boekel Video-assistent: Lindhout |
| 23 februari 2020 16:45 uur | Dessers 77'     | Verslag |      | Stadion: Erve Asito, Almelo Toeschouwers: 12.080 Scheidsrechter: Van Boekel Video-assistent: Lindhout |
| 23 februari 2020 16:45 uur |                 |         |      | Stadion: Erve Asito, Almelo Toeschouwers: 12.080 Scheidsrechter: Van Boekel Video-assistent: Lindhout |
| 23 februari 2020 16:45 uur |                 |         |      | Stadion: Erve Asito, Almelo Toeschouwers: 12.080 Scheidsrechter: Van Boekel Video-assistent: Lindhout |
|                            |                 |         |      | |

## Speelronde 25
|                            |                                      |         |                  | |
| 28 februari 2020 20:00 uur | Willem II                            | 3 – 1   | FC Groningen     | Stadion: Koning Willem II Stadion, Tilburg Toeschouwers: 13.607 Scheidsrechter: Martens Video-assistent: Van den Kerkhof |
| 28 februari 2020 20:00 uur | Nunnely 27' Pavlidis 40' Köhlert 64' | Verslag | 74' El Messaoudi | Stadion: Koning Willem II Stadion, Tilburg Toeschouwers: 13.607 Scheidsrechter: Martens Video-assistent: Van den Kerkhof |
| 28 februari 2020 20:00 uur |                                      |         |                  | Stadion: Koning Willem II Stadion, Tilburg Toeschouwers: 13.607 Scheidsrechter: Martens Video-assistent: Van den Kerkhof |
| 28 februari 2020 20:00 uur |                                      |         |                  | Stadion: Koning Willem II Stadion, Tilburg Toeschouwers: 13.607 Scheidsrechter: Martens Video-assistent: Van den Kerkhof |
|                            |                                      |         |                  | |

|                            |                  |         |                 | |
| 29 februari 2020 18:30 uur | ADO Den Haag     | 0 – 0   | Heracles Almelo | Stadion: Cars Jeans Stadion, Den Haag Toeschouwers: 11.207 Scheidsrechter: Bax Video-assistent: Mulder |
| 29 februari 2020 18:30 uur | Pinas 42', 90+3' | Verslag |                 | Stadion: Cars Jeans Stadion, Den Haag Toeschouwers: 11.207 Scheidsrechter: Bax Video-assistent: Mulder |
| 29 februari 2020 18:30 uur |                  |         |                 | Stadion: Cars Jeans Stadion, Den Haag Toeschouwers: 11.207 Scheidsrechter: Bax Video-assistent: Mulder |
| 29 februari 2020 18:30 uur |                  |         |                 | Stadion: Cars Jeans Stadion, Den Haag Toeschouwers: 11.207 Scheidsrechter: Bax Video-assistent: Mulder |
|                            |                  |         |                 | |

|                            |           |       |                 | |
| 29 februari 2020 19:45 uur | VVV-Venlo | 0 – 0 | Fortuna Sittard | Stadion: Covebo Stadion - De Koel -, Venlo Toeschouwers: 7.115 Scheidsrechter: Makkelie Video-assistent: Oostrom |
| 29 februari 2020 19:45 uur | Verslag   |       |                 | Stadion: Covebo Stadion - De Koel -, Venlo Toeschouwers: 7.115 Scheidsrechter: Makkelie Video-assistent: Oostrom |
| 29 februari 2020 19:45 uur |           |       |                 | Stadion: Covebo Stadion - De Koel -, Venlo Toeschouwers: 7.115 Scheidsrechter: Makkelie Video-assistent: Oostrom |
| 29 februari 2020 19:45 uur |           |       |                 | Stadion: Covebo Stadion - De Koel -, Venlo Toeschouwers: 7.115 Scheidsrechter: Makkelie Video-assistent: Oostrom |
|                            |           |       |                 | |

|                            |                                                           |         |                              | |
| 29 februari 2020 19:45 uur | PEC Zwolle                                                | 4 – 3   | Vitesse                      | Stadion: MAC³PARK stadion, Zwolle Toeschouwers: 13.088 Scheidsrechter: Lindhout Video-assistent: Blank |
| 29 februari 2020 19:45 uur | Hamer 6' Paal 74' Ghoochannejhad 90' (pen.) Clement 90+4' | Verslag | 6' Matavž 33', 90+2' Tannane | Stadion: MAC³PARK stadion, Zwolle Toeschouwers: 13.088 Scheidsrechter: Lindhout Video-assistent: Blank |
| 29 februari 2020 19:45 uur |                                                           |         |                              | Stadion: MAC³PARK stadion, Zwolle Toeschouwers: 13.088 Scheidsrechter: Lindhout Video-assistent: Blank |
| 29 februari 2020 19:45 uur |                                                           |         |                              | Stadion: MAC³PARK stadion, Zwolle Toeschouwers: 13.088 Scheidsrechter: Lindhout Video-assistent: Blank |
|                            |                                                           |         |                              | |

|                            |                              |         |                               | |
| 29 februari 2020 20:45 uur | FC Twente                    | 2 – 3   | sc Heerenveen                 | Stadion: De Grolsch Veste, Enschede Toeschouwers: 27.000 Scheidsrechter: Kooij Video-assistent: Blom |
| 29 februari 2020 20:45 uur | Vučkić 65' (pen.) Selahi 72' | Verslag | 4' Faik 48' Ejuke 55' Veerman | Stadion: De Grolsch Veste, Enschede Toeschouwers: 27.000 Scheidsrechter: Kooij Video-assistent: Blom |
| 29 februari 2020 20:45 uur |                              |         |                               | Stadion: De Grolsch Veste, Enschede Toeschouwers: 27.000 Scheidsrechter: Kooij Video-assistent: Blom |
| 29 februari 2020 20:45 uur |                              |         |                               | Stadion: De Grolsch Veste, Enschede Toeschouwers: 27.000 Scheidsrechter: Kooij Video-assistent: Blom |
|                            |                              |         |                               | |

|                        |                     |         |            | |
| 1 maart 2020 12:15 uur | RKC Waalwijk        | 2 – 1   | FC Utrecht | Stadion: Mandemakers Stadion, Waalwijk Toeschouwers: 5.134 Scheidsrechter: Kamphuis Video-assistent: Martens |
| 1 maart 2020 12:15 uur | Sow 69' Maatsen 76' | Verslag | 24' Kerk   | Stadion: Mandemakers Stadion, Waalwijk Toeschouwers: 5.134 Scheidsrechter: Kamphuis Video-assistent: Martens |
| 1 maart 2020 12:15 uur |                     |         |            | Stadion: Mandemakers Stadion, Waalwijk Toeschouwers: 5.134 Scheidsrechter: Kamphuis Video-assistent: Martens |
| 1 maart 2020 12:15 uur |                     |         |            | Stadion: Mandemakers Stadion, Waalwijk Toeschouwers: 5.134 Scheidsrechter: Kamphuis Video-assistent: Martens |
|                        |                     |         |            | |

|                        |           |         |               | |
| 1 maart 2020 14:30 uur | PSV       | 1 – 1   | Feyenoord     | Stadion: Philips Stadion, Eindhoven Toeschouwers: 35.000 Scheidsrechter: Higler Video-assistent: Dieperink |
| 1 maart 2020 14:30 uur | Gakpo 47' | Verslag | 33' Botteghin | Stadion: Philips Stadion, Eindhoven Toeschouwers: 35.000 Scheidsrechter: Higler Video-assistent: Dieperink |
| 1 maart 2020 14:30 uur |           |         |               | Stadion: Philips Stadion, Eindhoven Toeschouwers: 35.000 Scheidsrechter: Higler Video-assistent: Dieperink |
| 1 maart 2020 14:30 uur |           |         |               | Stadion: Philips Stadion, Eindhoven Toeschouwers: 35.000 Scheidsrechter: Higler Video-assistent: Dieperink |
|                        |           |         |               | |

|                        |                                                                |         |              | |
| 1 maart 2020 16:45 uur | Sparta Rotterdam                                               | 5 – 1   | FC Emmen     | Stadion: Het Kasteel, Rotterdam Toeschouwers: 10.060 Scheidsrechter: Nijhuis Video-assistent: Van de Graaf |
| 1 maart 2020 16:45 uur | Joosten 2' Rayhi 29' Vriends 32' Araujo 81' (e.d.) Harroui 86' | Verslag | 54' De Leeuw | Stadion: Het Kasteel, Rotterdam Toeschouwers: 10.060 Scheidsrechter: Nijhuis Video-assistent: Van de Graaf |
| 1 maart 2020 16:45 uur |                                                                |         |              | Stadion: Het Kasteel, Rotterdam Toeschouwers: 10.060 Scheidsrechter: Nijhuis Video-assistent: Van de Graaf |
| 1 maart 2020 16:45 uur |                                                                |         |              | Stadion: Het Kasteel, Rotterdam Toeschouwers: 10.060 Scheidsrechter: Nijhuis Video-assistent: Van de Graaf |
|                        |                                                                |         |              | |

|                        |      |         |                      | |
| 1 maart 2020 20:00 uur | Ajax | 0 – 2   | AZ                   | Stadion: Johan Cruijff ArenA, Amsterdam Toeschouwers: 52.707 Scheidsrechter: Gözübüyük Video-assistent: Ruperti |
| 1 maart 2020 20:00 uur |      | Verslag | 4' Boadu 74' Idrissi | Stadion: Johan Cruijff ArenA, Amsterdam Toeschouwers: 52.707 Scheidsrechter: Gözübüyük Video-assistent: Ruperti |
| 1 maart 2020 20:00 uur |      |         |                      | Stadion: Johan Cruijff ArenA, Amsterdam Toeschouwers: 52.707 Scheidsrechter: Gözübüyük Video-assistent: Ruperti |
| 1 maart 2020 20:00 uur |      |         |                      | Stadion: Johan Cruijff ArenA, Amsterdam Toeschouwers: 52.707 Scheidsrechter: Gözübüyük Video-assistent: Ruperti |
|                        |      |         |                      | |

## Speelronde 26
|                        |                 |         |                | |
| 6 maart 2020 20:00 uur | Fortuna Sittard | 1 – 1   | PEC Zwolle     | Stadion: Fortuna Sittard Stadion, Sittard Toeschouwers: 10.071 Scheidsrechter: Van den Kerkhof Video-assistent: Lindhout |
| 6 maart 2020 20:00 uur | Cox 71'         | Verslag | 90' (pen.) Thy | Stadion: Fortuna Sittard Stadion, Sittard Toeschouwers: 10.071 Scheidsrechter: Van den Kerkhof Video-assistent: Lindhout |
| 6 maart 2020 20:00 uur |                 |         |                | Stadion: Fortuna Sittard Stadion, Sittard Toeschouwers: 10.071 Scheidsrechter: Van den Kerkhof Video-assistent: Lindhout |
| 6 maart 2020 20:00 uur |                 |         |                | Stadion: Fortuna Sittard Stadion, Sittard Toeschouwers: 10.071 Scheidsrechter: Van den Kerkhof Video-assistent: Lindhout |
|                        |                 |         |                | |

|                        |                                                    |         |              |                                                                                                  |
| 7 maart 2020 18:30 uur | AZ                                                 | 4 – 0   | ADO Den Haag | Stadion: AFAS Stadion, Alkmaar Toeschouwers: 16.117 Scheidsrechter: Higler Video-assistent: Bijl |
| 7 maart 2020 18:30 uur | Koopmeiners 13' (pen.), 84' Wijndal 19' Druijf 89' | Verslag |              | Stadion: AFAS Stadion, Alkmaar Toeschouwers: 16.117 Scheidsrechter: Higler Video-assistent: Bijl |
| 7 maart 2020 18:30 uur |                                                    |         |              | Stadion: AFAS Stadion, Alkmaar Toeschouwers: 16.117 Scheidsrechter: Higler Video-assistent: Bijl |
| 7 maart 2020 18:30 uur |                                                    |         |              | Stadion: AFAS Stadion, Alkmaar Toeschouwers: 16.117 Scheidsrechter: Higler Video-assistent: Bijl |
|                        |                                                    |         |              |                                                                                                  |

|                        |                            |         |           |                                                                                                  |
| 7 maart 2020 19:45 uur | FC Emmen                   | 3 – 0   | VVV-Venlo | Stadion: De Oude Meerdijk, Emmen Toeschouwers: 8.100 Scheidsrechter: Mulder Video-assistent: Bos |
| 7 maart 2020 19:45 uur | Laursen 49', 74' Kolar 56' | Verslag |           | Stadion: De Oude Meerdijk, Emmen Toeschouwers: 8.100 Scheidsrechter: Mulder Video-assistent: Bos |
| 7 maart 2020 19:45 uur |                            |         |           | Stadion: De Oude Meerdijk, Emmen Toeschouwers: 8.100 Scheidsrechter: Mulder Video-assistent: Bos |
| 7 maart 2020 19:45 uur |                            |         |           | Stadion: De Oude Meerdijk, Emmen Toeschouwers: 8.100 Scheidsrechter: Mulder Video-assistent: Bos |
|                        |                            |         |           |                                                                                                  |

|                        |          |         |           | |
| 7 maart 2020 19:45 uur | Vitesse  | 1 – 0   | FC Twente | Stadion: GelreDome, Arnhem Toeschouwers: 14.210 Scheidsrechter: Martens Video-assistent: Van den Kerkhof |
| 7 maart 2020 19:45 uur | Grot 70' | Verslag |           | Stadion: GelreDome, Arnhem Toeschouwers: 14.210 Scheidsrechter: Martens Video-assistent: Van den Kerkhof |
| 7 maart 2020 19:45 uur |          |         |           | Stadion: GelreDome, Arnhem Toeschouwers: 14.210 Scheidsrechter: Martens Video-assistent: Van den Kerkhof |
| 7 maart 2020 19:45 uur |          |         |           | Stadion: GelreDome, Arnhem Toeschouwers: 14.210 Scheidsrechter: Martens Video-assistent: Van den Kerkhof |
|                        |          |         |           | |

|                        |                |         |                           | |
| 7 maart 2020 20:45 uur | sc Heerenveen  | 1 – 3   | Ajax                      | Stadion: Abe Lenstra Stadion, Heerenveen Toeschouwers: 25.950 Scheidsrechter: Manschot Video-assistent: Kamphuis |
| 7 maart 2020 20:45 uur | Van Bergen 67' | Verslag | 57', 60' Tadić 63' Promes | Stadion: Abe Lenstra Stadion, Heerenveen Toeschouwers: 25.950 Scheidsrechter: Manschot Video-assistent: Kamphuis |
| 7 maart 2020 20:45 uur |                |         |                           | Stadion: Abe Lenstra Stadion, Heerenveen Toeschouwers: 25.950 Scheidsrechter: Manschot Video-assistent: Kamphuis |
| 7 maart 2020 20:45 uur |                |         |                           | Stadion: Abe Lenstra Stadion, Heerenveen Toeschouwers: 25.950 Scheidsrechter: Manschot Video-assistent: Kamphuis |
|                        |                |         |                           | |

|                        |                                                         |         |                  | |
| 8 maart 2020 12:15 uur | FC Utrecht                                              | 5 – 1   | Sparta Rotterdam | Stadion: Stadion Galgenwaard, Utrecht Toeschouwers: 20.624 Scheidsrechter: Lindhout Video-assistent: Teuben |
| 8 maart 2020 12:15 uur | Ramselaar 42', 59' Dalmau 50' Gustafson 51' Klaiber 72' | Verslag | 89' Piroe        | Stadion: Stadion Galgenwaard, Utrecht Toeschouwers: 20.624 Scheidsrechter: Lindhout Video-assistent: Teuben |
| 8 maart 2020 12:15 uur |                                                         |         |                  | Stadion: Stadion Galgenwaard, Utrecht Toeschouwers: 20.624 Scheidsrechter: Lindhout Video-assistent: Teuben |
| 8 maart 2020 12:15 uur |                                                         |         |                  | Stadion: Stadion Galgenwaard, Utrecht Toeschouwers: 20.624 Scheidsrechter: Lindhout Video-assistent: Teuben |
|                        |                                                         |         |                  | |

|                        |                                   |         |           | |
| 8 maart 2020 14:30 uur | Feyenoord                         | 2 – 0   | Willem II | Stadion: Stadion Feijenoord, Rotterdam Toeschouwers: 47.500 Scheidsrechter: Van Boekel Video-assistent: Kooij |
| 8 maart 2020 14:30 uur | Toornstra 30' Berghuis 35' (pen.) | Verslag |           | Stadion: Stadion Feijenoord, Rotterdam Toeschouwers: 47.500 Scheidsrechter: Van Boekel Video-assistent: Kooij |
| 8 maart 2020 14:30 uur |                                   |         |           | Stadion: Stadion Feijenoord, Rotterdam Toeschouwers: 47.500 Scheidsrechter: Van Boekel Video-assistent: Kooij |
| 8 maart 2020 14:30 uur |                                   |         |           | Stadion: Stadion Feijenoord, Rotterdam Toeschouwers: 47.500 Scheidsrechter: Van Boekel Video-assistent: Kooij |
|                        |                                   |         |           | |

|                        |                                                       |         |                               | |
| 8 maart 2020 14:30 uur | Heracles Almelo                                       | 4 – 2   | RKC Waalwijk                  | Stadion: Erve Asito, Almelo Toeschouwers: 10.412 Scheidsrechter: Van de Graaf Video-assistent: Manschot |
| 8 maart 2020 14:30 uur | Van den Buijs 30' Van der Water 34', 52' Burgzorg 66' | Verslag | 16' (pen.) Leemans 28' Tahiri | Stadion: Erve Asito, Almelo Toeschouwers: 10.412 Scheidsrechter: Van de Graaf Video-assistent: Manschot |
| 8 maart 2020 14:30 uur |                                                       |         |                               | Stadion: Erve Asito, Almelo Toeschouwers: 10.412 Scheidsrechter: Van de Graaf Video-assistent: Manschot |
| 8 maart 2020 14:30 uur |                                                       |         |                               | Stadion: Erve Asito, Almelo Toeschouwers: 10.412 Scheidsrechter: Van de Graaf Video-assistent: Manschot |
|                        |                                                       |         |                               | |

|                        |              |         |              | |
| 8 maart 2020 16:45 uur | FC Groningen | 0 – 1   | PSV          | Stadion: Hitachi Capital Mobility Stadion, Groningen Toeschouwers: 19.116 Scheidsrechter: Gözübüyük Video-assistent: Pérez |
| 8 maart 2020 16:45 uur |              | Verslag | 16' Dumfries | Stadion: Hitachi Capital Mobility Stadion, Groningen Toeschouwers: 19.116 Scheidsrechter: Gözübüyük Video-assistent: Pérez |
| 8 maart 2020 16:45 uur |              |         |              | Stadion: Hitachi Capital Mobility Stadion, Groningen Toeschouwers: 19.116 Scheidsrechter: Gözübüyük Video-assistent: Pérez |
| 8 maart 2020 16:45 uur |              |         |              | Stadion: Hitachi Capital Mobility Stadion, Groningen Toeschouwers: 19.116 Scheidsrechter: Gözübüyük Video-assistent: Pérez |
|                        |              |         |              | |

## Speelronde 27
|                         |              |          |                 |                                       |
| 13 maart 2020 20:00 uur | ADO Den Haag | Afgelast | Fortuna Sittard | Stadion: Cars Jeans Stadion, Den Haag |
| 13 maart 2020 20:00 uur |              |          |                 | Stadion: Cars Jeans Stadion, Den Haag |
| 13 maart 2020 20:00 uur |              |          |                 | Stadion: Cars Jeans Stadion, Den Haag |
| 13 maart 2020 20:00 uur |              |          |                 | Stadion: Cars Jeans Stadion, Den Haag |
|                         |              |          |                 |                                       |

|                         |           |          |               |                                            |
| 14 maart 2020 18:30 uur | Willem II | Afgelast | sc Heerenveen | Stadion: Koning Willem II Stadion, Tilburg |
| 14 maart 2020 18:30 uur |           |          |               | Stadion: Koning Willem II Stadion, Tilburg |
| 14 maart 2020 18:30 uur |           |          |               | Stadion: Koning Willem II Stadion, Tilburg |
| 14 maart 2020 18:30 uur |           |          |               | Stadion: Koning Willem II Stadion, Tilburg |
|                         |           |          |               |                                            |

|                         |     |          |          |                                     |
| 14 maart 2020 19:45 uur | PSV | Afgelast | FC Emmen | Stadion: Philips Stadion, Eindhoven |
| 14 maart 2020 19:45 uur |     |          |          | Stadion: Philips Stadion, Eindhoven |
| 14 maart 2020 19:45 uur |     |          |          | Stadion: Philips Stadion, Eindhoven |
| 14 maart 2020 19:45 uur |     |          |          | Stadion: Philips Stadion, Eindhoven |
|                         |     |          |          |                                     |

|                         |            |          |                 |                                   |
| 14 maart 2020 19:45 uur | PEC Zwolle | Afgelast | Heracles Almelo | Stadion: MAC³PARK stadion, Zwolle |
| 14 maart 2020 19:45 uur |            |          |                 | Stadion: MAC³PARK stadion, Zwolle |
| 14 maart 2020 19:45 uur |            |          |                 | Stadion: MAC³PARK stadion, Zwolle |
| 14 maart 2020 19:45 uur |            |          |                 | Stadion: MAC³PARK stadion, Zwolle |
|                         |            |          |                 |                                   |

|                         |            |          |         |                                       |
| 14 maart 2020 20:45 uur | FC Utrecht | Afgelast | Vitesse | Stadion: Stadion Galgenwaard, Utrecht |
| 14 maart 2020 20:45 uur |            |          |         | Stadion: Stadion Galgenwaard, Utrecht |
| 14 maart 2020 20:45 uur |            |          |         | Stadion: Stadion Galgenwaard, Utrecht |
| 14 maart 2020 20:45 uur |            |          |         | Stadion: Stadion Galgenwaard, Utrecht |
|                         |            |          |         |                                       |

|                         |                  |          |           |                                 |
| 15 maart 2020 12:15 uur | Sparta Rotterdam | Afgelast | Feyenoord | Stadion: Het Kasteel, Rotterdam |
| 15 maart 2020 12:15 uur |                  |          |           | Stadion: Het Kasteel, Rotterdam |
| 15 maart 2020 12:15 uur |                  |          |           | Stadion: Het Kasteel, Rotterdam |
| 15 maart 2020 12:15 uur |                  |          |           | Stadion: Het Kasteel, Rotterdam |
|                         |                  |          |           |                                 |

|                         |      |          |           |                                         |
| 15 maart 2020 14:30 uur | Ajax | Afgelast | FC Twente | Stadion: Johan Cruijff ArenA, Amsterdam |
| 15 maart 2020 14:30 uur |      |          |           | Stadion: Johan Cruijff ArenA, Amsterdam |
| 15 maart 2020 14:30 uur |      |          |           | Stadion: Johan Cruijff ArenA, Amsterdam |
| 15 maart 2020 14:30 uur |      |          |           | Stadion: Johan Cruijff ArenA, Amsterdam |
|                         |      |          |           |                                         |

|                         |              |          |              |                                        |
| 15 maart 2020 14:30 uur | RKC Waalwijk | Afgelast | FC Groningen | Stadion: Mandemakers Stadion, Waalwijk |
| 15 maart 2020 14:30 uur |              |          |              | Stadion: Mandemakers Stadion, Waalwijk |
| 15 maart 2020 14:30 uur |              |          |              | Stadion: Mandemakers Stadion, Waalwijk |
| 15 maart 2020 14:30 uur |              |          |              | Stadion: Mandemakers Stadion, Waalwijk |
|                         |              |          |              |                                        |

|                         |           |          |    |                                            |
| 15 maart 2020 16:45 uur | VVV-Venlo | Afgelast | AZ | Stadion: Covebo Stadion - De Koel -, Venlo |
| 15 maart 2020 16:45 uur |           |          |    | Stadion: Covebo Stadion - De Koel -, Venlo |
| 15 maart 2020 16:45 uur |           |          |    | Stadion: Covebo Stadion - De Koel -, Venlo |
| 15 maart 2020 16:45 uur |           |          |    | Stadion: Covebo Stadion - De Koel -, Venlo |
|                         |           |          |    |                                            |

## Speelronde 28
|                         |                 |          |                  |                             |
| 20 maart 2020 20:00 uur | Heracles Almelo | Afgelast | Sparta Rotterdam | Stadion: Erve Asito, Almelo |
| 20 maart 2020 20:00 uur |                 |          |                  | Stadion: Erve Asito, Almelo |
| 20 maart 2020 20:00 uur |                 |          |                  | Stadion: Erve Asito, Almelo |
| 20 maart 2020 20:00 uur |                 |          |                  | Stadion: Erve Asito, Almelo |
|                         |                 |          |                  |                             |

|                         |           |          |              |                                     |
| 21 maart 2020 18:30 uur | FC Twente | Afgelast | ADO Den Haag | Stadion: De Grolsch Veste, Enschede |
| 21 maart 2020 18:30 uur |           |          |              | Stadion: De Grolsch Veste, Enschede |
| 21 maart 2020 18:30 uur |           |          |              | Stadion: De Grolsch Veste, Enschede |
| 21 maart 2020 18:30 uur |           |          |              | Stadion: De Grolsch Veste, Enschede |
|                         |           |          |              |                                     |

|                         |            |          |           |                                   |
| 21 maart 2020 19:45 uur | PEC Zwolle | Afgelast | VVV-Venlo | Stadion: MAC³PARK stadion, Zwolle |
| 21 maart 2020 19:45 uur |            |          |           | Stadion: MAC³PARK stadion, Zwolle |
| 21 maart 2020 19:45 uur |            |          |           | Stadion: MAC³PARK stadion, Zwolle |
| 21 maart 2020 19:45 uur |            |          |           | Stadion: MAC³PARK stadion, Zwolle |
|                         |            |          |           |                                   |

|                         |         |          |           |                            |
| 21 maart 2020 19:45 uur | Vitesse | Afgelast | Willem II | Stadion: GelreDome, Arnhem |
| 21 maart 2020 19:45 uur |         |          |           | Stadion: GelreDome, Arnhem |
| 21 maart 2020 19:45 uur |         |          |           | Stadion: GelreDome, Arnhem |
| 21 maart 2020 19:45 uur |         |          |           | Stadion: GelreDome, Arnhem |
|                         |         |          |           |                            |

|                         |               |          |              |                                          |
| 21 maart 2020 20:45 uur | sc Heerenveen | Afgelast | RKC Waalwijk | Stadion: Abe Lenstra Stadion, Heerenveen |
| 21 maart 2020 20:45 uur |               |          |              | Stadion: Abe Lenstra Stadion, Heerenveen |
| 21 maart 2020 20:45 uur |               |          |              | Stadion: Abe Lenstra Stadion, Heerenveen |
| 21 maart 2020 20:45 uur |               |          |              | Stadion: Abe Lenstra Stadion, Heerenveen |
|                         |               |          |              |                                          |

|                         |                 |          |     |                                           |
| 22 maart 2020 12:15 uur | Fortuna Sittard | Afgelast | PSV | Stadion: Fortuna Sittard Stadion, Sittard |
| 22 maart 2020 12:15 uur |                 |          |     | Stadion: Fortuna Sittard Stadion, Sittard |
| 22 maart 2020 12:15 uur |                 |          |     | Stadion: Fortuna Sittard Stadion, Sittard |
| 22 maart 2020 12:15 uur |                 |          |     | Stadion: Fortuna Sittard Stadion, Sittard |
|                         |                 |          |     |                                           |

|                         |           |          |      |                                        |
| 22 maart 2020 14:30 uur | Feyenoord | Afgelast | Ajax | Stadion: Stadion Feijenoord, Rotterdam |
| 22 maart 2020 14:30 uur |           |          |      | Stadion: Stadion Feijenoord, Rotterdam |
| 22 maart 2020 14:30 uur |           |          |      | Stadion: Stadion Feijenoord, Rotterdam |
| 22 maart 2020 14:30 uur |           |          |      | Stadion: Stadion Feijenoord, Rotterdam |
|                         |           |          |      |                                        |

|                         |          |          |            |                                  |
| 22 maart 2020 14:30 uur | FC Emmen | Afgelast | FC Utrecht | Stadion: De Oude Meerdijk, Emmen |
| 22 maart 2020 14:30 uur |          |          |            | Stadion: De Oude Meerdijk, Emmen |
| 22 maart 2020 14:30 uur |          |          |            | Stadion: De Oude Meerdijk, Emmen |
| 22 maart 2020 14:30 uur |          |          |            | Stadion: De Oude Meerdijk, Emmen |
|                         |          |          |            |                                  |

|                         |              |          |    |                                                      |
| 22 maart 2020 16:45 uur | FC Groningen | Afgelast | AZ | Stadion: Hitachi Capital Mobility Stadion, Groningen |
| 22 maart 2020 16:45 uur |              |          |    | Stadion: Hitachi Capital Mobility Stadion, Groningen |
| 22 maart 2020 16:45 uur |              |          |    | Stadion: Hitachi Capital Mobility Stadion, Groningen |
| 22 maart 2020 16:45 uur |              |          |    | Stadion: Hitachi Capital Mobility Stadion, Groningen |
|                         |              |          |    |                                                      |

## Speelronde 29
|                        |                  |          |               |                                 |
| 4 april 2020 18:30 uur | Sparta Rotterdam | Afgelast | sc Heerenveen | Stadion: Het Kasteel, Rotterdam |
| 4 april 2020 18:30 uur |                  |          |               | Stadion: Het Kasteel, Rotterdam |
| 4 april 2020 18:30 uur |                  |          |               | Stadion: Het Kasteel, Rotterdam |
| 4 april 2020 18:30 uur |                  |          |               | Stadion: Het Kasteel, Rotterdam |
|                        |                  |          |               |                                 |

|                        |     |          |                 |                                     |
| 4 april 2020 18:30 uur | PSV | Afgelast | Heracles Almelo | Stadion: Philips Stadion, Eindhoven |
| 4 april 2020 18:30 uur |     |          |                 | Stadion: Philips Stadion, Eindhoven |
| 4 april 2020 18:30 uur |     |          |                 | Stadion: Philips Stadion, Eindhoven |
| 4 april 2020 18:30 uur |     |          |                 | Stadion: Philips Stadion, Eindhoven |
|                        |     |          |                 |                                     |

|                        |           |          |           |                                            |
| 4 april 2020 19:45 uur | VVV-Venlo | Afgelast | Willem II | Stadion: Covebo Stadion - De Koel -, Venlo |
| 4 april 2020 19:45 uur |           |          |           | Stadion: Covebo Stadion - De Koel -, Venlo |
| 4 april 2020 19:45 uur |           |          |           | Stadion: Covebo Stadion - De Koel -, Venlo |
| 4 april 2020 19:45 uur |           |          |           | Stadion: Covebo Stadion - De Koel -, Venlo |
|                        |           |          |           |                                            |

|                        |    |          |         |                                |
| 4 april 2020 20:45 uur | AZ | Afgelast | Vitesse | Stadion: AFAS Stadion, Alkmaar |
| 4 april 2020 20:45 uur |    |          |         | Stadion: AFAS Stadion, Alkmaar |
| 4 april 2020 20:45 uur |    |          |         | Stadion: AFAS Stadion, Alkmaar |
| 4 april 2020 20:45 uur |    |          |         | Stadion: AFAS Stadion, Alkmaar |
|                        |    |          |         |                                |

|                        |            |          |              |                                       |
| 4 april 2020 20:45 uur | FC Utrecht | Afgelast | FC Groningen | Stadion: Stadion Galgenwaard, Utrecht |
| 4 april 2020 20:45 uur |            |          |              | Stadion: Stadion Galgenwaard, Utrecht |
| 4 april 2020 20:45 uur |            |          |              | Stadion: Stadion Galgenwaard, Utrecht |
| 4 april 2020 20:45 uur |            |          |              | Stadion: Stadion Galgenwaard, Utrecht |
|                        |            |          |              |                                       |

|                        |              |          |           |                                        |
| 5 april 2020 12:15 uur | RKC Waalwijk | Afgelast | Feyenoord | Stadion: Mandemakers Stadion, Waalwijk |
| 5 april 2020 12:15 uur |              |          |           | Stadion: Mandemakers Stadion, Waalwijk |
| 5 april 2020 12:15 uur |              |          |           | Stadion: Mandemakers Stadion, Waalwijk |
| 5 april 2020 12:15 uur |              |          |           | Stadion: Mandemakers Stadion, Waalwijk |
|                        |              |          |           |                                        |

|                        |      |          |            |                                         |
| 5 april 2020 14:30 uur | Ajax | Afgelast | PEC Zwolle | Stadion: Johan Cruijff ArenA, Amsterdam |
| 5 april 2020 14:30 uur |      |          |            | Stadion: Johan Cruijff ArenA, Amsterdam |
| 5 april 2020 14:30 uur |      |          |            | Stadion: Johan Cruijff ArenA, Amsterdam |
| 5 april 2020 14:30 uur |      |          |            | Stadion: Johan Cruijff ArenA, Amsterdam |
|                        |      |          |            |                                         |

|                        |              |          |          |                                       |
| 5 april 2020 14:30 uur | ADO Den Haag | Afgelast | FC Emmen | Stadion: Cars Jeans Stadion, Den Haag |
| 5 april 2020 14:30 uur |              |          |          | Stadion: Cars Jeans Stadion, Den Haag |
| 5 april 2020 14:30 uur |              |          |          | Stadion: Cars Jeans Stadion, Den Haag |
| 5 april 2020 14:30 uur |              |          |          | Stadion: Cars Jeans Stadion, Den Haag |
|                        |              |          |          |                                       |

|                        |           |          |                 |                                     |
| 5 april 2020 16:45 uur | FC Twente | Afgelast | Fortuna Sittard | Stadion: De Grolsch Veste, Enschede |
| 5 april 2020 16:45 uur |           |          |                 | Stadion: De Grolsch Veste, Enschede |
| 5 april 2020 16:45 uur |           |          |                 | Stadion: De Grolsch Veste, Enschede |
| 5 april 2020 16:45 uur |           |          |                 | Stadion: De Grolsch Veste, Enschede |
|                        |           |          |                 |                                     |

## Inhaalronde 22
|                        |    |          |           |                                |
| 8 april 2020 18:45 uur | AZ | Afgelast | Feyenoord | Stadion: AFAS Stadion, Alkmaar |
| 8 april 2020 18:45 uur |    |          |           | Stadion: AFAS Stadion, Alkmaar |
| 8 april 2020 18:45 uur |    |          |           | Stadion: AFAS Stadion, Alkmaar |
| 8 april 2020 18:45 uur |    |          |           | Stadion: AFAS Stadion, Alkmaar |
|                        |    |          |           |                                |

|                        |            |          |      |                                       |
| 9 april 2020 19:15 uur | FC Utrecht | Afgelast | Ajax | Stadion: Stadion Galgenwaard, Utrecht |
| 9 april 2020 19:15 uur |            |          |      | Stadion: Stadion Galgenwaard, Utrecht |
| 9 april 2020 19:15 uur |            |          |      | Stadion: Stadion Galgenwaard, Utrecht |
| 9 april 2020 19:15 uur |            |          |      | Stadion: Stadion Galgenwaard, Utrecht |
|                        |            |          |      |                                       |

## Speelronde 30
|                         |              |          |               |                                                      |
| 10 april 2020 20:00 uur | FC Groningen | Afgelast | sc Heerenveen | Stadion: Hitachi Capital Mobility Stadion, Groningen |
| 10 april 2020 20:00 uur |              |          |               | Stadion: Hitachi Capital Mobility Stadion, Groningen |
| 10 april 2020 20:00 uur |              |          |               | Stadion: Hitachi Capital Mobility Stadion, Groningen |
| 10 april 2020 20:00 uur |              |          |               | Stadion: Hitachi Capital Mobility Stadion, Groningen |
|                         |              |          |               |                                                      |

|                         |         |          |              |                            |
| 11 april 2020 18:30 uur | Vitesse | Afgelast | RKC Waalwijk | Stadion: GelreDome, Arnhem |
| 11 april 2020 18:30 uur |         |          |              | Stadion: GelreDome, Arnhem |
| 11 april 2020 18:30 uur |         |          |              | Stadion: GelreDome, Arnhem |
| 11 april 2020 18:30 uur |         |          |              | Stadion: GelreDome, Arnhem |
|                         |         |          |              |                            |

|                         |           |          |           |                                        |
| 11 april 2020 19:45 uur | Feyenoord | Afgelast | VVV-Venlo | Stadion: Stadion Feijenoord, Rotterdam |
| 11 april 2020 19:45 uur |           |          |           | Stadion: Stadion Feijenoord, Rotterdam |
| 11 april 2020 19:45 uur |           |          |           | Stadion: Stadion Feijenoord, Rotterdam |
| 11 april 2020 19:45 uur |           |          |           | Stadion: Stadion Feijenoord, Rotterdam |
|                         |           |          |           |                                        |

|                         |                 |          |    |                             |
| 11 april 2020 19:45 uur | Heracles Almelo | Afgelast | AZ | Stadion: Erve Asito, Almelo |
| 11 april 2020 19:45 uur |                 |          |    | Stadion: Erve Asito, Almelo |
| 11 april 2020 19:45 uur |                 |          |    | Stadion: Erve Asito, Almelo |
| 11 april 2020 19:45 uur |                 |          |    | Stadion: Erve Asito, Almelo |
|                         |                 |          |    |                             |

|                         |           |          |              |                                            |
| 11 april 2020 20:45 uur | Willem II | Afgelast | ADO Den Haag | Stadion: Koning Willem II Stadion, Tilburg |
| 11 april 2020 20:45 uur |           |          |              | Stadion: Koning Willem II Stadion, Tilburg |
| 11 april 2020 20:45 uur |           |          |              | Stadion: Koning Willem II Stadion, Tilburg |
| 11 april 2020 20:45 uur |           |          |              | Stadion: Koning Willem II Stadion, Tilburg |
|                         |           |          |              |                                            |

|                         |     |          |                  |                                     |
| 12 april 2020 12:15 uur | PSV | Afgelast | Sparta Rotterdam | Stadion: Philips Stadion, Eindhoven |
| 12 april 2020 12:15 uur |     |          |                  | Stadion: Philips Stadion, Eindhoven |
| 12 april 2020 12:15 uur |     |          |                  | Stadion: Philips Stadion, Eindhoven |
| 12 april 2020 12:15 uur |     |          |                  | Stadion: Philips Stadion, Eindhoven |
|                         |     |          |                  |                                     |

|                         |          |          |      |                                  |
| 12 april 2020 14:30 uur | FC Emmen | Afgelast | Ajax | Stadion: De Oude Meerdijk, Emmen |
| 12 april 2020 14:30 uur |          |          |      | Stadion: De Oude Meerdijk, Emmen |
| 12 april 2020 14:30 uur |          |          |      | Stadion: De Oude Meerdijk, Emmen |
| 12 april 2020 14:30 uur |          |          |      | Stadion: De Oude Meerdijk, Emmen |
|                         |          |          |      |                                  |

|                         |                 |          |            |                                           |
| 12 april 2020 14:30 uur | Fortuna Sittard | Afgelast | FC Utrecht | Stadion: Fortuna Sittard Stadion, Sittard |
| 12 april 2020 14:30 uur |                 |          |            | Stadion: Fortuna Sittard Stadion, Sittard |
| 12 april 2020 14:30 uur |                 |          |            | Stadion: Fortuna Sittard Stadion, Sittard |
| 12 april 2020 14:30 uur |                 |          |            | Stadion: Fortuna Sittard Stadion, Sittard |
|                         |                 |          |            |                                           |

|                         |            |          |           |                                   |
| 12 april 2020 16:45 uur | PEC Zwolle | Afgelast | FC Twente | Stadion: MAC³PARK stadion, Zwolle |
| 12 april 2020 16:45 uur |            |          |           | Stadion: MAC³PARK stadion, Zwolle |
| 12 april 2020 16:45 uur |            |          |           | Stadion: MAC³PARK stadion, Zwolle |
| 12 april 2020 16:45 uur |            |          |           | Stadion: MAC³PARK stadion, Zwolle |
|                         |            |          |           |                                   |

## Speelronde 31
|                         |    |          |     |                                |
| 21 april 2020 18:30 uur | AZ | Afgelast | PSV | Stadion: AFAS Stadion, Alkmaar |
| 21 april 2020 18:30 uur |    |          |     | Stadion: AFAS Stadion, Alkmaar |
| 21 april 2020 18:30 uur |    |          |     | Stadion: AFAS Stadion, Alkmaar |
| 21 april 2020 18:30 uur |    |          |     | Stadion: AFAS Stadion, Alkmaar |
|                         |    |          |     |                                |

|                         |                  |          |            |                                 |
| 21 april 2020 20:45 uur | Sparta Rotterdam | Afgelast | PEC Zwolle | Stadion: Het Kasteel, Rotterdam |
| 21 april 2020 20:45 uur |                  |          |            | Stadion: Het Kasteel, Rotterdam |
| 21 april 2020 20:45 uur |                  |          |            | Stadion: Het Kasteel, Rotterdam |
| 21 april 2020 20:45 uur |                  |          |            | Stadion: Het Kasteel, Rotterdam |
|                         |                  |          |            |                                 |

|                         |              |          |           |                                       |
| 22 april 2020 18:30 uur | ADO Den Haag | Afgelast | Feyenoord | Stadion: Cars Jeans Stadion, Den Haag |
| 22 april 2020 18:30 uur |              |          |           | Stadion: Cars Jeans Stadion, Den Haag |
| 22 april 2020 18:30 uur |              |          |           | Stadion: Cars Jeans Stadion, Den Haag |
| 22 april 2020 18:30 uur |              |          |           | Stadion: Cars Jeans Stadion, Den Haag |
|                         |              |          |           |                                       |

|                         |              |          |           |                                        |
| 22 april 2020 18:30 uur | RKC Waalwijk | Afgelast | Willem II | Stadion: Mandemakers Stadion, Waalwijk |
| 22 april 2020 18:30 uur |              |          |           | Stadion: Mandemakers Stadion, Waalwijk |
| 22 april 2020 18:30 uur |              |          |           | Stadion: Mandemakers Stadion, Waalwijk |
| 22 april 2020 18:30 uur |              |          |           | Stadion: Mandemakers Stadion, Waalwijk |
|                         |              |          |           |                                        |

|                         |              |          |                 |                                                      |
| 22 april 2020 19:45 uur | FC Groningen | Afgelast | Fortuna Sittard | Stadion: Hitachi Capital Mobility Stadion, Groningen |
| 22 april 2020 19:45 uur |              |          |                 | Stadion: Hitachi Capital Mobility Stadion, Groningen |
| 22 april 2020 19:45 uur |              |          |                 | Stadion: Hitachi Capital Mobility Stadion, Groningen |
| 22 april 2020 19:45 uur |              |          |                 | Stadion: Hitachi Capital Mobility Stadion, Groningen |
|                         |              |          |                 |                                                      |

|                         |               |          |          |                                          |
| 22 april 2020 20:45 uur | sc Heerenveen | Afgelast | FC Emmen | Stadion: Abe Lenstra Stadion, Heerenveen |
| 22 april 2020 20:45 uur |               |          |          | Stadion: Abe Lenstra Stadion, Heerenveen |
| 22 april 2020 20:45 uur |               |          |          | Stadion: Abe Lenstra Stadion, Heerenveen |
| 22 april 2020 20:45 uur |               |          |          | Stadion: Abe Lenstra Stadion, Heerenveen |
|                         |               |          |          |                                          |

|                         |            |          |                 |                                       |
| 22 april 2020 20:45 uur | FC Utrecht | Afgelast | Heracles Almelo | Stadion: Stadion Galgenwaard, Utrecht |
| 22 april 2020 20:45 uur |            |          |                 | Stadion: Stadion Galgenwaard, Utrecht |
| 22 april 2020 20:45 uur |            |          |                 | Stadion: Stadion Galgenwaard, Utrecht |
| 22 april 2020 20:45 uur |            |          |                 | Stadion: Stadion Galgenwaard, Utrecht |
|                         |            |          |                 |                                       |

|                         |           |          |           |                                     |
| 23 april 2020 18:30 uur | FC Twente | Afgelast | VVV-Venlo | Stadion: De Grolsch Veste, Enschede |
| 23 april 2020 18:30 uur |           |          |           | Stadion: De Grolsch Veste, Enschede |
| 23 april 2020 18:30 uur |           |          |           | Stadion: De Grolsch Veste, Enschede |
| 23 april 2020 18:30 uur |           |          |           | Stadion: De Grolsch Veste, Enschede |
|                         |           |          |           |                                     |

|                         |      |          |         |                                         |
| 23 april 2020 20:45 uur | Ajax | Afgelast | Vitesse | Stadion: Johan Cruijff ArenA, Amsterdam |
| 23 april 2020 20:45 uur |      |          |         | Stadion: Johan Cruijff ArenA, Amsterdam |
| 23 april 2020 20:45 uur |      |          |         | Stadion: Johan Cruijff ArenA, Amsterdam |
| 23 april 2020 20:45 uur |      |          |         | Stadion: Johan Cruijff ArenA, Amsterdam |
|                         |      |          |         |                                         |

## Speelronde 32
|                         |     |          |            |                                     |
| 25 april 2020 18:30 uur | PSV | Afgelast | FC Utrecht | Stadion: Philips Stadion, Eindhoven |
| 25 april 2020 18:30 uur |     |          |            | Stadion: Philips Stadion, Eindhoven |
| 25 april 2020 18:30 uur |     |          |            | Stadion: Philips Stadion, Eindhoven |
| 25 april 2020 18:30 uur |     |          |            | Stadion: Philips Stadion, Eindhoven |
|                         |     |          |            |                                     |

|                         |                 |          |    |                                           |
| 25 april 2020 18:30 uur | Fortuna Sittard | Afgelast | AZ | Stadion: Fortuna Sittard Stadion, Sittard |
| 25 april 2020 18:30 uur |                 |          |    | Stadion: Fortuna Sittard Stadion, Sittard |
| 25 april 2020 18:30 uur |                 |          |    | Stadion: Fortuna Sittard Stadion, Sittard |
| 25 april 2020 18:30 uur |                 |          |    | Stadion: Fortuna Sittard Stadion, Sittard |
|                         |                 |          |    |                                           |

|                         |          |          |              |                                  |
| 25 april 2020 19:45 uur | FC Emmen | Afgelast | RKC Waalwijk | Stadion: De Oude Meerdijk, Emmen |
| 25 april 2020 19:45 uur |          |          |              | Stadion: De Oude Meerdijk, Emmen |
| 25 april 2020 19:45 uur |          |          |              | Stadion: De Oude Meerdijk, Emmen |
| 25 april 2020 19:45 uur |          |          |              | Stadion: De Oude Meerdijk, Emmen |
|                         |          |          |              |                                  |

|                         |           |          |              |                                        |
| 25 april 2020 20:45 uur | Feyenoord | Afgelast | FC Groningen | Stadion: Stadion Feijenoord, Rotterdam |
| 25 april 2020 20:45 uur |           |          |              | Stadion: Stadion Feijenoord, Rotterdam |
| 25 april 2020 20:45 uur |           |          |              | Stadion: Stadion Feijenoord, Rotterdam |
| 25 april 2020 20:45 uur |           |          |              | Stadion: Stadion Feijenoord, Rotterdam |
|                         |           |          |              |                                        |

|                         |            |          |               |                                   |
| 25 april 2020 20:45 uur | PEC Zwolle | Afgelast | sc Heerenveen | Stadion: MAC³PARK stadion, Zwolle |
| 25 april 2020 20:45 uur |            |          |               | Stadion: MAC³PARK stadion, Zwolle |
| 25 april 2020 20:45 uur |            |          |               | Stadion: MAC³PARK stadion, Zwolle |
| 25 april 2020 20:45 uur |            |          |               | Stadion: MAC³PARK stadion, Zwolle |
|                         |            |          |               |                                   |

|                         |                 |          |           |                             |
| 26 april 2020 12:15 uur | Heracles Almelo | Afgelast | FC Twente | Stadion: Erve Asito, Almelo |
| 26 april 2020 12:15 uur |                 |          |           | Stadion: Erve Asito, Almelo |
| 26 april 2020 12:15 uur |                 |          |           | Stadion: Erve Asito, Almelo |
| 26 april 2020 12:15 uur |                 |          |           | Stadion: Erve Asito, Almelo |
|                         |                 |          |           |                             |

|                         |           |          |      |                                            |
| 26 april 2020 14:30 uur | Willem II | Afgelast | Ajax | Stadion: Koning Willem II Stadion, Tilburg |
| 26 april 2020 14:30 uur |           |          |      | Stadion: Koning Willem II Stadion, Tilburg |
| 26 april 2020 14:30 uur |           |          |      | Stadion: Koning Willem II Stadion, Tilburg |
| 26 april 2020 14:30 uur |           |          |      | Stadion: Koning Willem II Stadion, Tilburg |
|                         |           |          |      |                                            |

|                         |           |          |              |                                            |
| 26 april 2020 14:30 uur | VVV-Venlo | Afgelast | ADO Den Haag | Stadion: Covebo Stadion - De Koel -, Venlo |
| 26 april 2020 14:30 uur |           |          |              | Stadion: Covebo Stadion - De Koel -, Venlo |
| 26 april 2020 14:30 uur |           |          |              | Stadion: Covebo Stadion - De Koel -, Venlo |
| 26 april 2020 14:30 uur |           |          |              | Stadion: Covebo Stadion - De Koel -, Venlo |
|                         |           |          |              |                                            |

|                         |         |          |                  |                            |
| 26 april 2020 16:45 uur | Vitesse | Afgelast | Sparta Rotterdam | Stadion: GelreDome, Arnhem |
| 26 april 2020 16:45 uur |         |          |                  | Stadion: GelreDome, Arnhem |
| 26 april 2020 16:45 uur |         |          |                  | Stadion: GelreDome, Arnhem |
| 26 april 2020 16:45 uur |         |          |                  | Stadion: GelreDome, Arnhem |
|                         |         |          |                  |                            |

## Speelronde 33
|                      |      |          |           |                                         |
| 3 mei 2020 14:30 uur | Ajax | Afgelast | VVV-Venlo | Stadion: Johan Cruijff ArenA, Amsterdam |
| 3 mei 2020 14:30 uur |      |          |           | Stadion: Johan Cruijff ArenA, Amsterdam |
| 3 mei 2020 14:30 uur |      |          |           | Stadion: Johan Cruijff ArenA, Amsterdam |
| 3 mei 2020 14:30 uur |      |          |           | Stadion: Johan Cruijff ArenA, Amsterdam |
|                      |      |          |           |                                         |

|                      |    |          |            |                                |
| 3 mei 2020 14:30 uur | AZ | Afgelast | FC Utrecht | Stadion: AFAS Stadion, Alkmaar |
| 3 mei 2020 14:30 uur |    |          |            | Stadion: AFAS Stadion, Alkmaar |
| 3 mei 2020 14:30 uur |    |          |            | Stadion: AFAS Stadion, Alkmaar |
| 3 mei 2020 14:30 uur |    |          |            | Stadion: AFAS Stadion, Alkmaar |
|                      |    |          |            |                                |

|                      |              |          |              |                                                      |
| 3 mei 2020 14:30 uur | FC Groningen | Afgelast | ADO Den Haag | Stadion: Hitachi Capital Mobility Stadion, Groningen |
| 3 mei 2020 14:30 uur |              |          |              | Stadion: Hitachi Capital Mobility Stadion, Groningen |
| 3 mei 2020 14:30 uur |              |          |              | Stadion: Hitachi Capital Mobility Stadion, Groningen |
| 3 mei 2020 14:30 uur |              |          |              | Stadion: Hitachi Capital Mobility Stadion, Groningen |
|                      |              |          |              |                                                      |

|                      |               |          |     |                                          |
| 3 mei 2020 14:30 uur | sc Heerenveen | Afgelast | PSV | Stadion: Abe Lenstra Stadion, Heerenveen |
| 3 mei 2020 14:30 uur |               |          |     | Stadion: Abe Lenstra Stadion, Heerenveen |
| 3 mei 2020 14:30 uur |               |          |     | Stadion: Abe Lenstra Stadion, Heerenveen |
| 3 mei 2020 14:30 uur |               |          |     | Stadion: Abe Lenstra Stadion, Heerenveen |
|                      |               |          |     |                                          |

|                      |            |          |          |                                   |
| 3 mei 2020 14:30 uur | PEC Zwolle | Afgelast | FC Emmen | Stadion: MAC³PARK stadion, Zwolle |
| 3 mei 2020 14:30 uur |            |          |          | Stadion: MAC³PARK stadion, Zwolle |
| 3 mei 2020 14:30 uur |            |          |          | Stadion: MAC³PARK stadion, Zwolle |
| 3 mei 2020 14:30 uur |            |          |          | Stadion: MAC³PARK stadion, Zwolle |
|                      |            |          |          |                                   |

|                      |              |          |                 |                                        |
| 3 mei 2020 14:30 uur | RKC Waalwijk | Afgelast | Fortuna Sittard | Stadion: Mandemakers Stadion, Waalwijk |
| 3 mei 2020 14:30 uur |              |          |                 | Stadion: Mandemakers Stadion, Waalwijk |
| 3 mei 2020 14:30 uur |              |          |                 | Stadion: Mandemakers Stadion, Waalwijk |
| 3 mei 2020 14:30 uur |              |          |                 | Stadion: Mandemakers Stadion, Waalwijk |
|                      |              |          |                 |                                        |

|                      |                  |          |           |                                 |
| 3 mei 2020 14:30 uur | Sparta Rotterdam | Afgelast | Willem II | Stadion: Het Kasteel, Rotterdam |
| 3 mei 2020 14:30 uur |                  |          |           | Stadion: Het Kasteel, Rotterdam |
| 3 mei 2020 14:30 uur |                  |          |           | Stadion: Het Kasteel, Rotterdam |
| 3 mei 2020 14:30 uur |                  |          |           | Stadion: Het Kasteel, Rotterdam |
|                      |                  |          |           |                                 |

|                      |           |          |           |                                     |
| 3 mei 2020 14:30 uur | FC Twente | Afgelast | Feyenoord | Stadion: De Grolsch Veste, Enschede |
| 3 mei 2020 14:30 uur |           |          |           | Stadion: De Grolsch Veste, Enschede |
| 3 mei 2020 14:30 uur |           |          |           | Stadion: De Grolsch Veste, Enschede |
| 3 mei 2020 14:30 uur |           |          |           | Stadion: De Grolsch Veste, Enschede |
|                      |           |          |           |                                     |

|                      |         |          |                 |                            |
| 3 mei 2020 14:30 uur | Vitesse | Afgelast | Heracles Almelo | Stadion: GelreDome, Arnhem |
| 3 mei 2020 14:30 uur |         |          |                 | Stadion: GelreDome, Arnhem |
| 3 mei 2020 14:30 uur |         |          |                 | Stadion: GelreDome, Arnhem |
| 3 mei 2020 14:30 uur |         |          |                 | Stadion: GelreDome, Arnhem |
|                      |         |          |                 |                            |

## Speelronde 34
|                       |              |          |            |                                       |
| 10 mei 2020 14:30 uur | ADO Den Haag | Afgelast | PEC Zwolle | Stadion: Cars Jeans Stadion, Den Haag |
| 10 mei 2020 14:30 uur |              |          |            | Stadion: Cars Jeans Stadion, Den Haag |
| 10 mei 2020 14:30 uur |              |          |            | Stadion: Cars Jeans Stadion, Den Haag |
| 10 mei 2020 14:30 uur |              |          |            | Stadion: Cars Jeans Stadion, Den Haag |
|                       |              |          |            |                                       |

|                       |          |          |    |                                  |
| 10 mei 2020 14:30 uur | FC Emmen | Afgelast | AZ | Stadion: De Oude Meerdijk, Emmen |
| 10 mei 2020 14:30 uur |          |          |    | Stadion: De Oude Meerdijk, Emmen |
| 10 mei 2020 14:30 uur |          |          |    | Stadion: De Oude Meerdijk, Emmen |
| 10 mei 2020 14:30 uur |          |          |    | Stadion: De Oude Meerdijk, Emmen |
|                       |          |          |    |                                  |

|                       |           |          |         |                                        |
| 10 mei 2020 14:30 uur | Feyenoord | Afgelast | Vitesse | Stadion: Stadion Feijenoord, Rotterdam |
| 10 mei 2020 14:30 uur |           |          |         | Stadion: Stadion Feijenoord, Rotterdam |
| 10 mei 2020 14:30 uur |           |          |         | Stadion: Stadion Feijenoord, Rotterdam |
| 10 mei 2020 14:30 uur |           |          |         | Stadion: Stadion Feijenoord, Rotterdam |
|                       |           |          |         |                                        |

|                       |                 |          |      |                                           |
| 10 mei 2020 14:30 uur | Fortuna Sittard | Afgelast | Ajax | Stadion: Fortuna Sittard Stadion, Sittard |
| 10 mei 2020 14:30 uur |                 |          |      | Stadion: Fortuna Sittard Stadion, Sittard |
| 10 mei 2020 14:30 uur |                 |          |      | Stadion: Fortuna Sittard Stadion, Sittard |
| 10 mei 2020 14:30 uur |                 |          |      | Stadion: Fortuna Sittard Stadion, Sittard |
|                       |                 |          |      |                                           |

|                       |                 |          |              |                             |
| 10 mei 2020 14:30 uur | Heracles Almelo | Afgelast | FC Groningen | Stadion: Erve Asito, Almelo |
| 10 mei 2020 14:30 uur |                 |          |              | Stadion: Erve Asito, Almelo |
| 10 mei 2020 14:30 uur |                 |          |              | Stadion: Erve Asito, Almelo |
| 10 mei 2020 14:30 uur |                 |          |              | Stadion: Erve Asito, Almelo |
|                       |                 |          |              |                             |

|                       |     |          |              |                                     |
| 10 mei 2020 14:30 uur | PSV | Afgelast | RKC Waalwijk | Stadion: Philips Stadion, Eindhoven |
| 10 mei 2020 14:30 uur |     |          |              | Stadion: Philips Stadion, Eindhoven |
| 10 mei 2020 14:30 uur |     |          |              | Stadion: Philips Stadion, Eindhoven |
| 10 mei 2020 14:30 uur |     |          |              | Stadion: Philips Stadion, Eindhoven |
|                       |     |          |              |                                     |

|                       |            |          |               |                                       |
| 10 mei 2020 14:30 uur | FC Utrecht | Afgelast | sc Heerenveen | Stadion: Stadion Galgenwaard, Utrecht |
| 10 mei 2020 14:30 uur |            |          |               | Stadion: Stadion Galgenwaard, Utrecht |
| 10 mei 2020 14:30 uur |            |          |               | Stadion: Stadion Galgenwaard, Utrecht |
| 10 mei 2020 14:30 uur |            |          |               | Stadion: Stadion Galgenwaard, Utrecht |
|                       |            |          |               |                                       |

|                       |           |          |                  |                                            |
| 10 mei 2020 14:30 uur | VVV-Venlo | Afgelast | Sparta Rotterdam | Stadion: Covebo Stadion - De Koel -, Venlo |
| 10 mei 2020 14:30 uur |           |          |                  | Stadion: Covebo Stadion - De Koel -, Venlo |
| 10 mei 2020 14:30 uur |           |          |                  | Stadion: Covebo Stadion - De Koel -, Venlo |
| 10 mei 2020 14:30 uur |           |          |                  | Stadion: Covebo Stadion - De Koel -, Venlo |
|                       |           |          |                  |                                            |

|                       |           |          |           |                                            |
| 10 mei 2020 14:30 uur | Willem II | Afgelast | FC Twente | Stadion: Koning Willem II Stadion, Tilburg |
| 10 mei 2020 14:30 uur |           |          |           | Stadion: Koning Willem II Stadion, Tilburg |
| 10 mei 2020 14:30 uur |           |          |           | Stadion: Koning Willem II Stadion, Tilburg |
| 10 mei 2020 14:30 uur |           |          |           | Stadion: Koning Willem II Stadion, Tilburg |
|                       |           |          |           |                                            |

ADO Den Haag ·
Ajax ·
AZ ·
FC Emmen ·
Feyenoord ·
Fortuna Sittard ·
FC Groningen ·
sc Heerenveen ·
Heracles Almelo ·
PEC Zwolle · 
PSV ·
RKC Waalwijk ·
Sparta Rotterdam ·
FC Twente ·
FC Utrecht ·
Vitesse ·
VVV-Venlo ·
Willem II